# Liste der auf Deutsch veröffentlichten Mangas

„Manga“ auf Japanisch

Diese Liste führt Mangas, japanische Comics, die auf Deutsch veröffentlicht wurden.

## 0–9
- 07-Ghost von Yuki Amemiya und Yukino Ichihara
- 07-Ghost Children von Yuki Amemiya und Yukino Ichihara
- 1/3 – Auf einem Nenner (1/3 San-bun no Ichi) von Kozue Chiba
- 1 Zimmer, Küche, Bett von Kai Asou
- 10 Dance von Satō Inoue
- 100% Strawberry von Mizuki Kawashita
- 1001 Knights von Yukiru Sugisaki
- 10th - Drei Freunde, eine Liebe von Yuko Inari
- 110 – Keine Nummer unter diesem Anschluss von Kyo Kitazawa
- 12 Beast – Vom Gamer zum Ninja von Okayado
- 12 Jahre von Nao Maita
- 14R von Yōko Maki
- 2001 Nights von Yukinobu Hoshino
- 20 Masken!! von Clamp
- 20th Century Boys von Naoki Urasawa
- 21st Century Boys von Naoki Urasawa
- 23:45 von Ohana
- 23:45 Re von Ohana
- 24 Colors von Kozue Chiba
- 2nd Virgin (2nd Virgin no Jōzu Sutekata) von Zundamochiko
- 2ZKB, Feder & Wecker (2DK, G Pen, Mezamashi Tokei.) von Yayoi Ohsawa
- 360° von Toko Minami
- 3×3 Augen von Yūzō Takada
- 3, 2, 1 … Liebe! von Kanan Minami
- 30 - Ein Traum von Liebe (30 Kin) von Akimi Hata
- 31 I Dream von Arina Tanemura
- 5 Centimeters per Second von Makoto Shinkai und Yukiko Seike
- 5 Seconds to Death von Saizō Harawata und Kashiwa Miyako
- 556 Lab von Akira Himekawa
- 6th Bullet von Yūsuke Ōsawa
- 7th Garden von Mitsu Izumi
- 7th Time Loop: The Villainess Enjoys a Carefree Life Married to Her Worst Enemy! (Loop 7-kaime no Akuyaku Reijou wa, Moto Tekikoku de Jūkimama na Hanayome Seikatsu wo Mankitsu Suru) von Tōko Amekawa und Hinoki Kino
- +Anima von Natsumi Mukai
- +C: Schwert und Krone von Tama Yugyōji
- ’Cause I Love You von CLAMP
- .hack//Legend of the Twilight von Rei Izumi und Tatsuya Hamazaki
- .hack//XXXX von Megane Kikuya und Hiroshi Matsuyama
- .hack//G.U.+ von Tatsuya Hamazaki und Yuzuka Morita
- :REverSAL von Karakarakemuri
- #DRCL – Midnight Children von Shinichi Sakamoto

## A
- A.I. Love You von Ken Akamatsu
- A+B – Angel+Blood von Chaco Abeno
- A-Presto von Naruse Tomine und Shiina Takasato
- Abe Sada (Inkaden) von Hideo Okazaki, Kazuo Kamimura und Masako Togawa
- AD. Police von Tony Takezaki
- AAA von Haruka Fukushima
- Ab sofort Dämonenkönig! von Temari Matsumoto
- Abara von Tsutomu Nihei
- Die Abenteuer von Tom Sawyer von Mark Twain und Aya Shirosaki
- About a Love Song von Hiroko Natsuno
- Ab sofort Schwester! (Onii-chan wa Oshimai!) von Nekotofu
- Accel World von Reki Kawahara und Hiroyuki Aigamo
- Accel World/Dural Magisa Garden von Reki Kawahara und Ayato Sasakura
- Acid Town von Kyūgō
- A Couple of Cuckoos (Kakkō no Iinazuke) von Miki Yoshikawa
- Adabana von Non
- Adekan von Tsukiji Nao
- Adolf von Osamu Tezuka
- Adou von Jaku Amano
- A Foreign Love Affair von Ayano Yamane
- Afro Samurai von Takashi Okazaki
- After A Storm von Shoko Hidaka
- After God von Sumi Eno
- After Hours von Yuhta Nishio
- Afterimage Slow Motion (Zanzō Slow Motion) von Jyanome
- After School Dates von Kazumi Ohya
- After School Dates Re. (Hōkago Aimasho Re.) von Kazumi Ohya
- After School Etude (Hōkago no Etude) von Cyan Hirune
- After School Nightmare von Setona Mizushiro
- After the Rain von Jun Mayuzuki
- Agent of my Heart (Tsumari Sukitte Iitaindakedo,) von Maki Enjōji
- Agharta von Takahal Matsumoto
- Ai Ore! Love me! von Mayu Shinjo
- Ai startet durch (Ai kara Hajimaru) von Moe Yukimaru
- Ai Yori Aoshi von Kō Fumizuki
- Aikos Geheimnis von Kaori
- Aiko und die Wölfe des Zwielichts (Ai to Kemono to Jukkai to) von Chiyori
- AiON von Yuna Kagesaki
- Air Gear von Oh! Greata
- Air Koi von Kana Nanajima
- Aishiteruze Baby von Yōko Maki
- Ajin – Demi-Human von Tsuina Miura und Gamon Sakurai
- Akai Tenshi von Makoto Tateno
- Akamatsu & Seven (Dōsei Yankee Akamatsu Seven) von Shōwa und Hiromasa Okujima
- Akame ga Kill! von Takahiro und Tetsuya Tashiro
- Akame ga Kill! Zero von Takahiro und Kei Toru
- Akane-banashi von Yuki Suenaga und Takamasa Moue
- Akashic Records of the Bastard Magic Instructor (Roku de Nashi Majutsu Kōshi to Kinki Kyōten) von Taro Hitsuji, Kurone Mishima und Aosa Tsunemi
- Akihabara Shojo von Pentabu und Rize Shinba
- Akira von Katsuhiro Otomo
- Akuma no Riddle von Yun Kouga und Sunao Minakata
- Akuma to Love Song von Miyoshi Tōmori
- Aldnoah.Zero von Olympus Knight
- Alice 19th von Yū Watase
- Alice Academy von Tachibana Higuchi
- Alice auf Zehenspitzen (Tsumasakidachi no Alice) von Mutsumi Yoshida
- Alice im Wunderland von Sakura Kinoshita
- Alice in Borderland (Imawa no Kuni no Alice) von Haro Asou
- Alice in Borderland – Retry (Imawa no Kuni no Alice Retry) von Haro Asou
- Alice in Murderland (Kakei no Alice) von Kaori Yuki
- Alice on Border Road (Imawa no Michi no Alice) von Haro Asō und Takayoshi Kuroda
- Alice und die Halbbluthexe (Sekai no Owari to Majo no Koi) von Kujira
- Alichino von Kōyu Shurei
- Alive! von Tsutomu Takahashi
- Aller Anfang ist Sex (Sex kara hajimaru ai wa Arunoka) von Chiyori
- Alle sind im Hochzeitswahn (Totsuzen desu ga, Ashita Kekkon shimasu) von Izumi Miyazono
- Alles nur deine Schuld! von Sakurairo und Ami Chatani
- All You Need Is Kill von Takeshi Obata, Hiroshi Sakurazaka und Ryosuke Takeuchi
- All you want, whenever you want (Hoshii Toki Dake, Suki na Dake) von Omayu
- Alma von Shinji Mito
- Als Shinigami verdiene ich 300 Yen pro Stunde (Jikyū Sanbyaku En no Shinigami) von Fujimaru und Izumi Kirihara
- A lollypop or a bullet von Kazuki Sakuraba
- Das Alpha-Omega-Dilemma (Arima-san wa Omega ni Naritai) von Cafeco Fujita
- Alpi – The Soul Sender (Sōkon no Shōjo to Sōrei no Tabi) von Rona
- Amaenbo Honey von Kevin Tobidase
- A Man and His Cat (Oji-sama to Neko) von Umi Sakurai
- Am Anfang ist ein Strich (Bō ga Ippon) von Fumiko Takano
- A Million Teardrops von Yuana Kazumi
- Ame & Yuki – Die Wolfskinder von Mamoru Hosoda und Yoshiyuki Sadamoto
- Ameiro Paradox von Isaku Natsume
- Am Ende des Weges (Saihate ni Madō) von Hato Momoyama
- Am Rande des Nachthimmels (Yozora no Sumikko de) von Nojiko Hayakawa
- An Archdemon’s Dilemma: How to Love Your Elf Bride (Maō no Ore ga Dorei Elf wo Yome ni Shitanda ga, Dō Medereba Ii?) von Fuminori Teshima und Hako Itagaki
- Anatolia Story von Chie Shinohara
- An deiner Seite (Koko ni iru yo) von Ema Tōyama
- Android Prince von Yasunori Mitsunaga
- And then I know love (Soshite Boku wa Koi wo Shiru) von Honoji Tokita
- And Until I Touch you (Sōshite Kimi Ni Fureru Made) von Honoji Tokita
- And we do love von Kazumi Ohya
- Angel von Erica Sakurazawa
- Angel Nest von Erica Sakurazawa
- Angels of Death (Satsuriku no Tenshi) von Makoto Sanada und Kudan Naduka
- Angel Town von Erica Sakurazawa
- Angel/Dust von Aoi Nanase
- Angel/Dust neo von Aoi Nanase
- Angel Para Bellum von Nozomu Tamaki und Kent Minami
- Angel Sanctuary von Kaori Yuki
- Angelic Layer von Clamp
- Angeloid von Sū Minazuki
- Animal Crossing: New Horizons – Turbulente Inseltage (Atsumare Dōbutsu no Mori ~Mujintō Diary~) von Coconas ☆ Runba
- Animal Crossing: New Horizons – Unbeschwertes Inselleben (Atsumare Dōbutsu no Mori: Nonbiri Shima dayori) von Minori Katou
- An Invisible Scar (Fukashi no Kizuato) von Tomo Kurahashi
- An jenem sonnigen Tag (Higasa-chan) von Techno Samata
- An mein geliebtes Phantom der Oper (Shinai naru F e – Opera-za no Kaijin) von Mio Nanao
- Anne Freaks von Yua Kotegawa
- Anne mit den roten Haaren (Akage no Anne) von Lucy Maud Montgomery und Yumiko Igarashi
- AnoHana – Die Blume, die wir an jenem Tag sahen von Mari Okada und Izumi Mitsu
- Anonymous Noise von Ryōko Fukuyama
- Another von Yukito Ayatsuji und Hiro Kiyohara
- Another. Deadman Wonderland von Mizunomoto
- Anti Alpha von Waku Okuda
- Anti Alpha Another von Waku Okuda
- Anti Magic Academy Test-Trupp 35 von Sutarō Hanao und Tōki Yanagimi
- Anyway, I Love You (Dōse, Koishite Shimaunda.) von Haruka Mitsui
- Anziehend anders (Josō Shite Mendōkusai Koto ni Natteru Nekura to Yankee no Ryō Kataomoi) von Tooru
- Anzüglich verführt (Suits ni Seiheki) von Shin Kawamaru
- Ao und Midori (Ao to Midori) von Roji
- Aozora Pop – Auf dem Weg zum Topmodel von Natsumi Oouchi
- Apocalyptic Organs (Haime to Zōki-hime) von Fumitaka Senga und Enji Tetta
- Aposimz – Land der Puppen (Ningyō no Kuni) von Tsutomu Nihei
- Appleseed von Masamune Shirow
- Aqua von Kozue Amano
- Arata & Shinju – Bis dass der Tod sie scheidet (Natsume Arata no Kekkon) von Taro Nogizaka
- Arata Kangatari von Yuu Watase
- Archenemy & Hero – Maoyuu Maou Yuusha (Maoyū Maō Yūsha) von Mamare Tōno und Akira Ishida
- Are you Alice? von Ai Ninomiya und Ikumi Katagiri
- Argento Soma von Mikami Akitsu
- Arinas Sammelsurium von Arina Tanemura
- Arinas Sammelsurium – Ihr süßes Leben von Arina Tanemura
- Arisa von Natsumi Andō
- Aria von Kozue Amano
- Arifureta: Der Kampf zurück in meine Welt (Arifureta Shokugyō de Sekai Saikyō) von Shirakome und Roga
- Arms von Ryōji Minagawa und Kyōichi Nanatsuki
- Armed Girl’s Machiavellism (Busō Shōjo Machiavellianism) von Yūya Kurokami und Karuna Kanzaki
- The Aromatic Bitters von Erica Sakurazawa
- Arte von Kei Ookubo
- Arty Square von Mamiya Oki
- Asa & Mitja (Asa to Micha) von Billy BaliBally
- Asadora! von Naoki Urasawa
- A Silent Voice von Yoshitoki Ōima
- As the Gods will (Kami-sama no Iu toori) von Muneyuki Kaneshiro und Akeji Fujimura
- A Suffocatingly Lonely Death (Furitsumore Kodoku na Shiyo) von Hajime Inoryu und Shōta Itō
- As you wish! von Kae Maruya
- Assassination Classroom (Ansatsu Kyōshitsu) von Yūsei Matsui
- Assassin's Creed – Blade of Shao Jun (Assassin's Creed: China) von Minoji Kurata
- Astra Lost in Space (Kanata no Astra) von Kenta Shinohara
- Astral Project von marginal und Syuji Takeya
- Astro Boy von Osamu Tezuka
- Der Ausreißer von Hideo Azuma
- Atelier of Witch Hat – Das Geheimnis der Hexen (Tongari Bōshi no Atelier) von Kamome Shirahama
- Atemlose Liebe (Awa-koi) von Kanan Minami
- Atrail – Mein normales Leben in einer abnormalen Welt (Atrail - Nisekawiteki Nichijou to Senmitsu Element) von Akihito Tukushi
- Attack on Titan von Hajime Isayama
- Attack on Titan: Before the Fall von Satoshi Shiki
- Attack on Titan – Lost Girls von Ryōsuke Fuji, Hajime Isayama und Hiroshi Seko
- Attack on Titan – No Regrets von Hajime Isayama, Gan Sunaaku und Hikaru Suruga
- Attack on Titan – Short Play on Titan von Hōnori und Hajime Isayama
- Attractive Detectives (Bishōnen Tanteidan) von Ishin Nishio und Suzuka Oda
- Auch wenn es nur auf Probe ist … (Otameshi to wa Ie, Suki Sugiru) von Chitose Yu
- Auf der Suche nach Licht (Hakoniwa no Soleil) von Shiki Kawabata
- Auf keinen Fall Liebe! von Akino Shiina
- Aufgeweckt mit einem Kuss (Kiss de Okoshite.) von Nana Haruta
- August 9th, I will be eaten by you (Hachigatsu Kokonoka Boku wa Kimi ni Kuwareru.) von tomomi
- Aus der Zaubergilde verstoßen – Mein Neuanfang als königliche Hofmagierin (Black Madōgushi Guild wo Tsuihousareta Watashi, Ōkyū Majutsushi to shite Hirowareru) von Shūsui Hazuki und Yasuyuki Torikai
- Aus heiterem Himmel (Seishun no Hekireki) von Yasuko
- Der Außenseiter und andere Geschichten (The Outsider) von Gō Tanabe
- Awesome Darling von Nase Yamato
- A Wild Last Boss Appeared! Der schwarzgeflügelte Overlord (Yasei no Last Boss ga Arawareta!) von Firehead, YahaKo und Tubasa Haduki
- Akashic Records of the Bastard Magic Instructor (Roku de Nashi Majutsu Kōshi to Akashikku Rekōdo) von Aosa Tsunemi
- Ayanashi von Yukihiro Kajimoto
- Ayanos Geheimnis von Saki Aikawa
- Ayashimon von Yūji Kaku
- Ayashi no Ceres von Yū Watase
- Azumanga Daioh von Kiyohiko Azuma
- Azure & Claude (Aozora to Kumorizora) von Sugaru Miaki und loundraw

## B
- B’t X von Masami Kurumada
- B.A.D. von Keiji Ayasato und Sōsō Sakakibara
- Baby Birth von Haruhiko Mikimoto und Sukehiro Tomita
- Baby an Bord – Seishun Catharsis von Yōko Katsuragi
- Backstage Prince von Kanoko Sakurakōji
- Badass von Haji
- Bad Boy Yagami (Yagami-kun wa Kyou mo Ijiwaru.) von Saki Aikawa
- Bad Girl Exorcist Reina (Furyō Taimashi Reina) von Otosama
- Bakemonogatari von Ishin Nishio und Oh! Great
- Bakuman. von Tsugumi Ōba und Takeshi Obata
- Ballad Opera (Ballad x Opera) von Akaza Samamiya
- Ballerina Star von Kayoru
- Banana Fish von Akimi Yoshida
- Das Band der Unterwelt (Yomi no Tsugai) von Hiromu Arakawa
- Barakamon von Satsuki Yoshino
- Barbara von Osamu Tezuka
- Barefoot Angel (Hadashi no Tenshi) von Ito Nonomiya
- Barfuß durch Hiroshima von Keiji Nakazawa
- Barrage (Sensei no Barrage) von Kōhei Horikoshi
- Basara von Yumi Tamura
- Basilisk von Masaki Segawa
- Bastard!! von Kazushi Hagiwara
- Batman: Child of Dreams von Kia Asamiya
- Batman & Die Justice League von Teshirogi Shiori
- Batman Justice Buster von Eiichi Shimizu und Tomohiro Shimoguchi
- Battle Angel Alita von Yukito Kishiro
- Battle Angel Alita: Last Order von Yukito Kishiro
- Battle Angel Alita – Mars Chronicle von Yukito Kishiro
- Battle Angel Alita: Other Stories (Gunnm Gaiden) von Yukito Kishiro
- Battle Royale von Masayuki Taguchi
- Be an Adult! von Kyoko Aiba
- Beast After School (Hōkago no Kemono-tachi) von Eiko Ariki
- Beastars von Paru Itagaki
- Beast Boyfriend von Saki Aikawa
- Beast Complex von Paru Itagaki
- Beasts of Abigaile von Spica Aoki
- Beautiful days von Hiro Madarame
- Beauty & the Devil von Hiraku Miura
- Beck von Harold Sakuishi
- Becoming a Girl One Day von Akane Ogura
- Becoming a Girl One Day Another von Akane Ogura
- Beelzebub von Ryūhei Tamura
- Begegnung mit Toki (Sentaku no Toki) von Kiri Gunchi
- Begraben im Sand von Katsuhiro Otomo
- Beiss mich heut Nacht (Yabun ni Kyūketsu Shitsureishimasu.) von Muku Amida
- Belle und das Biest im verlorenen Paradies (Rakuen no Bijo to Yajū) von Kaori Yuki
- Be my Slave von Mika Sakurano
- Berserk von Kentarō Miura
- Best Ending? von Mio Junta
- Best Selection – Kaho Miyasaka
- Der beste Liebhaber von Masara Minase
- Bestiarius von Masasumi Kakizaki
- Bettgestöber (Isekai Ni Tondara Rival Ni Hameraretemashita!?) von Yuo Yodogawa
- Between the Sheets von Erica Sakurazawa
- Between the Worlds von Yōko Maki
- Beyblade von Takao Aoki
- Beyblade: Metal Fusion von Takafumi Adachi
- Beyond Evil (Aku no Higan - Beyond Evil) von Ogino und Miura
- Beziehungsstatus: Es ist kompliziert! (Kantan dakedo Mendokusai) von Chia Teshima
- Bibliotheca Mystica von Chaco Abeno
- Das Biest des Königs (Ō no Kemono) von Rei Tōma
- The Big O von Hajime Yatate und Hitoshi Ariga
- Big Order von Sakae Esuno
- Biorg Trinity von Ōtarō Maijō und Oh! Great
- Bilder der Liebe von Akaza Samamiya
- Das Bildnis der Hexe (Majo no Kaigashū) von Hachi
- Billy Bat von Naoki Urasawa und Takashi Nagasaki
- Bin ich nicht sexy? von Ryuta Amazume
- Biomega von Tsutomu Nihei
- Birds of Shangri-La (Shangri La no Tori) von Ranmaru Zariya
- Bis deine Knochen verrotten (Hone ga Kusaru Made) von Yae Utsumi
- Bis in den Himmel von Jirō Taniguchi
- Bis wir uns fanden - Japans erstes schwules Ehepaar (Boku ga Otto ni Deau made) von Ryosuke Nanasaki und Yoshi Tsukizuki
- Bis zwei Uhr morgens bin ich dein (Gozen 2ji Made Kimi no Mono) von Waku Okuda
- Bite Maker – Omega of the King (Bite Maker -Ōsama no Omega-) von Miwako Sugiyama
- Bitte lächeln – Kira Kira von Romuko Miike
- Der bittere Kuss der Lüge von Masara Minase
- Bitter Playmate von Rou Nishimoto
- Bittersweet Chocolate (Tokenai Koi to Chocolate) von Reiko Momochi
- Bitte sehr, bitte gleich! von Ai Morinaga
- Bittersüße Erkenntnis von Hinako Takanaga
- Bittersüße Reue (Ichido Dake Demo, Koukai Shitemasu) von Miyako Miyahara
- Biyaku Café von Ayane Ukyō
- Blade & Bastard von Kumo Kagyu und Makoto Fugetsu
- Black Bird von Kanoko Sakurakōji
- Black Bullet von Shiden Kanzaki und Saki Ukai
- Black Butler von Yana Toboso
- Black Cat von Kentarō Yabuki
- Black Cat von Hideshi Hino
- Black Clover von Yuki Tabata
- Black Knight (Kuro no Kishi) von Kai Tsurugi
- Black Lagoon von Rei Hiroe
- Black Marriage von Saki Aikawa
- Black Rock Shooter von Sanami Suzuki und huke
- Black Rock Shooter – The Game von huke, Imageepoch und TNSK
- Black Rose Alice von Setona Mizushiro
- Black Sun von Uki Ogasawara
- Black Torch von Tsuyoshi Takaki
- Blade of the Immortal von Hiroaki Samura
- Black or White (Kuro ka Shiro ka) von Sachimo
- Blame! von Tsutomu Nihei
- Blame!+ – Flucht der Elektrofischer von Tsutomu Nihei und Kōtarō Sekine
- Blast of Tempest von Ren Saizaki, Kyo Shirodaira und Arihide Sano
- Blau – Wie Himmel, Meer und Liebe von Kozue Chiba
- Blaue Rosen von Mayu Shinjo
- Bleach von Tite Kubo
- Bless von Yukino Sonoyama
- BL forever vs. no more BL (Zettai BL ni Naru Sekai VS Zettai BL ni Naritakunai Otoko) von Konkichi
- Blick der Bestie von Yasuki Tanaka
- Blick ins Herz (Sonna Me De Minaide) von Marina Umezawa
- Blind vor Liebe (Shinkonchuu de, Dekiai de.) von Mio Mamura
- BL Metamorphosen - Geheimnis einer Freundschaft (Metamorphose no Engawa) von Kaori Tsurutani
- Blood+ von Asuka Katsura
- Blood+ Adagio von Kumiko Suekane
- Blood+ Yako Joshi von Hirotaka Kisaragi
- Blood Alone von Masayuki Takano
- Blood Blade von Oma Sei
- Blood-C von Ranmaru Kotone
- Blood Crawling Princess (Chi o Hau Bōkoku no Ōjo) von Yuki Azuma
- Blood Hound von Kaori Yuki
- Blood Lad von Yūki Kodama
- Blood Lad Brat von Yūki Kodama und Kanata Yoshino
- Blood Loop von Levin Aoi
- Blood on the Tracks (Chi no Wadachi) von Shuzo Oshimi
- Blood Parade von Kazuyoshi Karasawa
- Blood: The Last Vampire von Benkyō Tamaoki
- Bloody Bites at Boarding School (Kishukusha no Kuroneko wa Yoru wo Shiranai) von Nikke Taino
- Bloody Kiss von Kazuko Furumiya
- Bloody Maiden von Sutarō Hanao
- Bloody Mary von Akaza Samamiya
- Bloom into you (Yagate Kimi ni Naru) von Nio Nakatani
- Bloom into you: Anthologie (Yagate Kimi ni Naru: Official Anthology) von Arima, Chomoran, Fifu, Aya Fumio, Furai, Yuriko Hara, Yutaka Hiiragi. Hiroichi. Hachi Itou. Suzume Kumo. Mekimeki. Okara Miyama. Musshu. Nakatani. Yuki. sheepD, sometime, Fuuka Sunohara, Tachi, Ueshita, Yodokawa, Kazuno Yuikawa, Suzu Yuuki, Moke Yuzuhara
- BL Syndrom von Akino Shiina
- blue von Kiriko Nananan
- Blue Box (Ao no Hako) von Kōji Miura
- Blue, Clean von Shinji Kotobuki
- Blue Exorcist (Ao no Exorcist) von Kazue Katō
- Blue Fighter (Ao no Senshi) von Marei Karibu und Jirō Taniguchi
- Blue Flag (Ao no Flag) von Kaito
- Blue Friend von Fumi Eban
- Blue Giant von Shinichi Ishizuka
- Blue Giant Supreme von Shinichi Ishizuka
- Blue Lock von Muneyuki Kaneshiro und Yusuke Nomura
- Blue Lust von Hinako
- Blue Monarch of the Desert (Sajō no Chō wa Torawaretai) von Kaede Yunami
- Blue Period von Tsubasa Yamaguchi
- Blue Sheep Dream von Makoto Tateno
- Blue Sky Complex von Kei Ichikawa
- Blue Spring (Aoi Haru) von Taiyō Matsumoto
- Blue Spring Ride von Io Sakisaka
- Blue Dragon RalΩGrad von Takeshi Obata
- Bluish von Abi Umeda
- Blumen der Liebe von Kayoru
- Die Blumen des Bösen – Aku no Hana von Shuzo Oshimi
- Die Blume und der Schmetterling von Hinako Takanaga
- Die Blüte der ersten Liebe von Kayoru
- Blüten im Sand (Sajō Wo Yuka Hana) von Azumi Moka
- Blutige Liebe von Kayoru
- Die Blutprinzessin (Shiga Hime) von Hirohisa Sato
- Boarding School Juliet (Kishuku Gakkō no Juliet) von Yōsuke Kaneda
- Bobobo-bo Bo-bobo von Yoshio Sawai
- Bocchi the Rock! (Botchi Za Rokku!) von Aki Amazi
- Bokura ga Ita von Yūki Obata
- Bondage Fairies von Kondom
- Bonnouji von Eda Aki
- Boogiepop Dual von Masayuki Takano und Kōhei Kadono
- The Book Of List – Grimm's Magical Items (Kataribe No List) von Izuco Fujiya
- Border von Kazuma Kodaka
- Boruto – Naruto Next Generation von Ukyo Kodachi und Mikio Ikemoto
- Boruto – Two Blue Vortex von Masashi Kishimoto und Mikio Ikemoto
- Box of Spirits (Mōryō no Hako) von Aki Shimizu und Natsuhiko Kyogoku
- Boy’s Abyss (Shōnen no Abyss) von Ryō Minenami
- Boys After Dark (All Night Long) von Muno
- Boy’s Next Door von Kaori Yuki
- Boyfriend von Daisy Yamada
- Boys Love von Kaim Tachibana
- Boys Run the Riot von Keito Gaku
- Boys will be Cats (Neko Danshi: Nyankii High School) von Yuki Shibamiya
- Brain Powerd von Yoshiyuki Tomino und Yukiru Sugisaki
- Brandoll von Ryō Takagi
- Die Braut des Dämons will gegessen werden (Oni no Hanayome wa Taberaretai) von Keiko Sakano
- Die Braut des Magiers von Kore Yamazaki
- Die Braut des Wasserdrachen (Suijin no Hanayome) von Rei Toma
- Die Braut mit dem Dämonenfluch (Kizumono no Hanayome) von Midori Yūma und Mamenosuke Fujimaru
- Brave 10 von Shimotsuki Kairi
- Bride of the Fox Spirit von Rihito Takarai und Miryu Masaya
- Bright Sun – Dark Shadows (Summer Time Render) von Yasuki Tanaka
- Broken Blade von Yunosuke Yoshinaga
- Broken Girl (Shōjo Fujūbun) von NisiOisiN und Mitsuru Hattori
- (B)Romance (Mamanaranai Mon de) von Kai Asou
- Bride of the Death God (Shinigami no Hanayome – Yomei 7-nichi kara no Kōfuku) von Hako Ichiiro
- Bronze von Minami Ozaki
- Brother for Rent (Rental Onii-chan) von Hako Ichiiro
- Brother × Brother von Hirotaka Kisaragi
- Brutal – Bekenntnisse eines Mordermittlers (Brutal: Satsujin Kansatsukan no Kokuhaku) von Kei Koga und Ryo Izawa
- Brynhildr in the Darkness (Gokukoku no Brynhildr) von Lynn Okamoto
- Btooom! von Junya Inoue
- Btooom! Gravity Angel von Junya Inoue
- Buchimaru Chaos von Tsutomu Ohno
- Buddha von Osamu Tezuka
- Buddy Go! von Minori Kurosaki
- Bug Boy von Hideshi Hino
- Bungo Stray Dogs von Kafka Asagiri und Harukawa 35
- Bungo Stray Dogs Beast von Kafka Asagiri und Shiwasu Hoshikawa
- Bungo Stray Dogs Dead Apple von Kafka Asagiri und Ganjii
- Burn the Witch von Tite Kubo
- Burst Angel von Minoru Murao
- Bus Gamer von Kazuya Minekura
- Buso Renkin von Nobuhiro Watsuki
- Buster Keel von Kenshiro Sakamoto
- Butler’s Game von Ryō Takagi
- Butterfly von Yu Aikawa
- Byakuya Zoushi – Weiße Nacht von Miyagi Tooko
- Bye-bye Liberty von Ayuko Hatta

## C
- Café Acheron (Charon Siphon) von Henu und Lita Tachibana
- Café Latte Rhapsodyvon Toko Kawai
- Café Liebe (Watashi no yuri wa oshigotodesu!) von Miman
- Café Men! von Ryō Takagi
- Cagaster von Kachō Hashimoto
- Caligula's Love (Caligula no Koi) von Atami Michinoku
- Calling von Kano Miyamoto
- Calling You von Setsuri Tsuzuki und Otsuichi
- Call of the Night (Yofukashi no Uta) von Kotoyama
- Candidate for Goddess von Yukiru Sugisaki
- Candy & Cigarettes von Tomonori Inoue
- Candy Flurry (Amenofuru) von Ippon Takegushi und Santa Mitarashi
- Canis von Zakk
- Canon & Aria von Miko Mitsuki
- Cantarella von You Higuri
- Cantarella – Eine unmoralische Liebe von Akira Sakamoto
- Can’t fix these Feelings (Oretachi wa Koibito ni Muitenai) von Kō Hirokawa
- Can't Stop Cursing You (Dareka o Norawazu ni Irarenai Kono Sekai de) von Kensuke Koba und Natsuko Uruma
- Can you hear me? von Otsuichi und Hiro Kiyohara
- Capital of Flowers von Rihito Takarai
- Cappuccino von Wataru Yoshizumi
- Captain Tsubasa von Yōichi Takahashi
- Caramel Kiss von Chitose Yagami
- Caravan Kidd von Jōji Manabe
- Car Crush (Chiba Kyōkan wa Nabikanai) von Deme Kingyobachi
- Card Captor Sakura von Clamp
- Card Captor Sakura Clear Card Arc von Clamp
- Carole und Tuesday von Shinichiro Watanabe und Morito Yamataka
- Der Casanovakomplex von Yōji Fukuyama
- Caste Heaven von Chise Ogawa
- Catch my Heart von Yuo Yodogawa
- Cells at Work! von Akane Shimizu
- Cells at Work! – An die Arbeit, Blutplättchen (Hataraku Kesshōban-chan) von Yūko Kakihara und Yasu
- Cells at Work! Black von Shigemitsu Harada und Issei Hatsuyoshi
- Chain my Heart von Papiko Yamada
- Chainsaw Man von Tatsuki Fujimoto
- Change World von Yū Minaduki
- Charm Angel von Chikako Mori
- Charming Junkie von Ryōko Fukuyama
- Check Me Up! (Koi wa Tsuzuku yo doko made mo) von Maki Enjōji
- Cheeky Vampire von Yuna Kagesaki
- Cheeky Vampire – Airmail von Yuna Kagesaki
- Cheeky Vampire X AION – Ka-Non von Yuna Kagesaki
- Cheering Up in the Underworld (Meido no Koi wa Enma Shidai!) von Runa Hirai
- Cherish von Wataru Yoshizumi
- Cherry lips von Milk Morinaga
- Cherry Juice von Haruka Fukushima
- Cherry Magic! – Wenn du mit 30 noch Jungfrau bist, wirst du zum Zauberer (30-sai made Doutei da to Mahou Tsukai ni nareru rashii) von Yū Toyota
- The Cherry Project von Naoko Takeuchi
- Cherry Teacher von Kazumi Tachibana
- Chibi Devil von Hiromu Shinozuka
- Chibi-san Date von Hidekaz Himaruya
- Chiikawa – Süßer kleiner Fratz (Chiikawa: Nanka Chiisakute Kawaii Yatsu) von Nagano
- Chiisakobee von Shugoro Yamamoto und Minetaro Mochizuki
- Childeath von Hirokazu Mukoura
- Chirality von Satoshi Urushihara
- Chitose etc. von Wataru Yoshizumi
- Chivalry of a Failed Knight (Rakudai Kishi no Eiyuutan) von Riku Misora und Megumu Soramichi
- Chobits von Clamp
- Chocolate Christmas von Naoko Takeuchi
- Chocolate Cosmos von Nana Haruta
- Chocolate Vampire von Kyōko Kumagai
- Choking on Love (Museru Kurai no Ai wo Ageru) von Keiko Iwashita
- Chopperman von Hirofumi Takei und Eiichirō Oda
- Choujin X von Sui Ishida
- Crimson Five von Kazutaka Kodaka, Riku Shinoda und Yūki Kodama
- Chrno Crusade von Daisuke Moriyama
- Chrome Breaker von Chako Abeno
- The Chronicle of the Clueless Age von Otsuichi Otsuichi und Usamaru Furuya
- Die Chroniken des Königreichs (Ōkoku Monogatari) von Asumiko Nakamura
- Die Chroniken von Sillage von Jean-David Morvan, Philippe Buchet, Takahashi Hikaru, Kazutaka, Naoki, Hiroyuki Ooshima und Uekusa Wataru
- Chu Chu Chu von Tsubaki Nakashima
- Cicatrice the Sirius von Shinichirō Takada
- Cinderella Closet – Aufbruch in eine neue Welt von Wakana Yanai
- Citrus von Saburōta
- Citrus + von Saburōta
- City Hunter von Tsukasa Hōjō
- City Lights Birthday von Chika Hongo
- Clamp School Detectives von Clamp
- Clan (Trump) von Kenichi Suemitsu und Hamaguri
- Claymore von Norihiro Yagi
- Close to heaven von Rin Mikimoto
- Close To Your Skin (Ichimai Goshi Fetish) von Uni Yamasaki
- Close your last door von Yugi Yamada
- Clover von CLAMP
- Club Naked von Miku Sagawa
- Co-Ed SeXXtasy von Makoto Fujisaki
- Cocktail Control von Makoto Tateno
- Cocktails im Bett von Aoi Hashimoto
- Cocytus von Naoko Kodama
- Code:Breaker von Akimine Kamijyo
- Codename Sailor V von Naoko Takeuchi
- Coelacanth von Kayoko Shimotsuki
- Coffee Moon von Mochito Bota
- Cold Game von Kaneyoshi Izumi
- Colette beschließt zu sterben (Colette wa Shinu Koto ni Shita) von Alto Yukimura
- Color von Eiki Eiki und Taishi Zaou
- Colorful Line von Kei Ichikawa
- Colorless von Kent
- Color of Happiness (Sachi-iro no One Room) von Hakuri
- The Color of the End (Usuzumi no Hate) von Haruo Iwamune
- Combination von Leeza Sei
- Comeback after Fate von Anji Seina
- Come to Where the Bitch Boys Are (Yarichin Bitch Bu) von Tanaka Ogeretsu
- Comic Party von Sekihiko Inui
- Conan vs. Kaito Kid von Gosho Aoyama
- Conductor von Manabu Kaminaga und Nokiya
- Confidential Confessions von Reiko Momochi
- Conviction Dragnet: Fangnetz des Schicksals (Danzai no Dragnet) von Michiru Fushino und Suzuka Oda
- Cool as you von Kae Maruya
- Corpse Party – Another Child von Makoto Kedouin und Shunsuke Ogata
- Corpse Party: Blood Covered von Makoto Kendouin und Toshimi Shinomiya
- Cosmos von Ryuhei Tamura
- Cosplay Animal von Watari Sakō
- Cosplay Detective von Maya Miyazaki
- Countdown von Hiroyuki Utatane
- Cowboy Bebop von Yutaka Nanten
- Coyote von Ranmaru Zariya
- Crash! von Yuka Fujiwara
- Craters Thinks von Leon Tanaka und Torahate
- Crayon Shin-Chan von Yoshito Usui
- Crazy for you von Karuho Shiina
- Crazy Little Cactus von Nana Haruta
- Crescent Moon von Haruko Iida
- Crimezone von Yamamoto Kenji
- Crimson Shell von Jun Mochizuki
- Crimson Sisters (Ganbared Sisters) von Wataru Mitogawa
- Crimson Spell von Ayano Yamane
- Crimson Wolf (Kurenai no Ōkami to Ashikase no Hitsuji) von Seishi Kishimoto
- Cromartie High School von Eiji Nonaka
- Cross Account von Tsunehiro Date
- Crown von Shinji Wada und You Higuri
- Cruel Fairytales von Kaori Yuki
- Cruella: Der Manga – Black, White & Red von Zakk
- Crush on you (Dōkyūsei ni Koi o Shita) von Rin Miasa
- Cupid is Struck by Lightning (Cupid ni Rakurai) von Minta Suzumaru
- Cutie and the Beast (Pujo to Yajuu: JK ga Akuyaku Wrestler ni Koi shita Hanashi) von Yuuhi Azumi
- Cry Out For Love von Kyōichi Katayama und Kazumi Kazui
- Crying Freeman von Kazuo Koike und Ryōichi Ikegami
- Cute×Guy von Makoto Tateno
- Cyborg Kuro-chan von Naoko Yokouchi

## D
- D'V von Takuya Fujima
- D.Gray-man von Katsura Hoshino
- D·N·Angel von Yukiru Sugisaki
- Dad is a Hero, Mom is a Spirit, I’m a Reincarnator (Chichi wa Eiyū, Haha wa Seirei, Musume no Watashi wa Tenseisha.) von Matsuura und Yutaka Ōhori
- Dahlia lässt den Kopf nicht hängen! (Madōgushi Dahlia wa Utsumukanai – Dahliya Wilts No More) von Hisaya Amagishi, Kei und Megumi Sumikawa
- Dai Dark von Q. Hayashida
- Daily Butterfly (Hibi Chōchō) von Sū Morishita
- Daisy aus Fukushima von Reiko Momochi und Teruhiro Kobayashi
- Dance Dance Danseur von George Asakura
- Dance in the Vampire Bund von Nozomu Tamaki
- Dance in the Vampire Bund 2 – Scarlet Order von Nozomu Tamaki
- Dandadan von Yukinobu Tatsu
- Danganronpa – The Animation von Takashi Tsukimi
- Dann denk ich an dich (Sorekara, Kimi o Kangaeru) von Komatsu
- Dark Angel von Kia Asamiya
- Dark Angel – Phoenix Resurrection von Kia Asamiya
- Dark Hideout von Masasumi Kakizaki
- Darker than Black von Tensai Okamura und Saika Hasumi
- Dark Paladin (Ankoku Kishi no Ore Desu ga Saikyou no Seikishi o Mezashimasu) von Fumikaru Nishijima und Ann Siranui
- Dark Souls Redemption von Shonen und Julien Blondel
- Dark Water von Meimu und Kōji Suzuki
- Darling, Give me a Break! (Darlin', Iikagen ni Shiya Gare) von Minta Suzumaru
- Darling in the Franxx von Kentaro Yabuki
- Darren Shan von Takahiro Arai
- Darum Liebe! von Mio Nanao
- Darwin's Game von FLIPFLOPs
- Darwin's Incident (Darwin Jihen) von Shun Umezawa
- Dawn of Arcana von Rei Tōma
- Daydream Lover (Mōsō Shōjo) von Yukino Seo
- Daily Kanon (Mainichi Canon, Nichi Nichi Canon) von Shizuku Namie und Toko Sunahara
- Daisy Jealousy von Tanaka Ogeretsu
- The Day of Revolution von Mikiyo Tsuda
- Daytime Shooting Star von Mika Yamamori
- Dead Account von Shizumu Watanabe
- Dead Company von Yoshiki Tonogai
- Dead Dead Demon's Dededede Destruction von Inio Asano
- Deadlock von Saki Aida und Yuh Takashina
- Deadman Wonderland von Kazuma Kondō und Jinsei Kataoka
- Dead Mount Death Play von Ryohgo Narita und Shinta Fujimoto
- Deadpool Samurai von Sanshirō Kasama und Hikaru Uesugi
- Dear von Cocoa Fujiwara
- Dear Brother! von Maki Enjōji
- Dear Devil (Kono Akuma me!) von Jun Mayama
- Dear Myself von Eiki Eiki
- DearS von Peach-Pit
- Death Edge von Kairi Shimotsuki
- Death Note von Tsugumi Ōba und Takeshi Obata
- Death Note Short Stories (Death Note Tanpenshū) von Tsugumi Ōba und Takeshi Obata
- Deathless von Kōshi Rikudō
- Deep Insanity: Nirvana von Makoto Fukami, Norimitsu Kaihō und Etorōji Shiono
- Deep Kiss von Kasane Katsumoto
- Deep Sex von Kasane Katsumoto
- Deep Throat von Hana Umezawa
- Definitely Love (Hikaeme ni Itte mo, Kore wa Ai) von Fujimomo
- Dein und mein Geheimnis von Ai Morinaga
- Deine Küsse lügen! von Waka Sagami
- Deiner ist meiner ist deiner von Mika Kajiyama
- Deine teuflischen Küsse (Onimiya-sensei no Kisu ni wa Sakaraenai) von Kayoru
- Deine Wundersame Welt (Hōshin Shinai Engi) von Keiko Sakano
- Dein böser Blick (Nirameba Koi) von Moegi Yukue
- Dein süßer Duft von Junko
- Dein starker Rücken von Waka Sagami
- Dein Verlangen gehört mir von Ai Hibiki
- Delicious in Dungeon von Ryōko Kui
- Delivery Lover (Otameshi Delivery Lover) von Nayuta Nago
- Dem Himmel entgegen von Shiki Kawabata
- Dem Himmel zu fern (Henyoku no Drops) von Sora
- Das Demian-Syndrom von Mamiya Oki
- Demon Chic x Hack von Arina Tanemura
- Demon Flowers von Hakase Mizuki
- Demon Guardian von Miku Momono
- Demon King of God Killing (Kamigoroshi no Maō Saijyaku Shuzoku ni Tensei shi Shijyō Saikyō ni naru) von Masaru Miyokawa und PIG3rd
- Demon Slave (Mato Seihei no Slave) von Takahiro und Yōhei Takemura
- Demon Slayer (Kimetsu no Yaiba) von Koyoharu Gotouge
- Demon Slayer – Kimetsu no Yaiba: School Days (Kimetsu Gakuen!) von Natsuki Hokami
- Demon Slayer – Kimetsu no Yaiba: Wasser und Flammen (Kimetsu no Yaiba Gaiden) von Koyoharu Gotouge und Ryōji Hirano
- Demons Night Parade (Hyakki Yakai -Kizuato Chigiru Otometachi-) von Kei Miyakozuki und Shinsen Ifuji
- Demon Tune von Yūki Kodama
- Dengeki Daisy von Kyōsuke Motomi
- Denjin N von Yū Kuraishi, Kū Tanaka und Kazu Inabe
- Depth of Field (Hishakai Shindo) von Enjo
- Derail von Kyoko Aiba
- Derby Stallion Breeders' Battle von Yoshihiko Ochi und Takamasa Kamentani
- Des Teufels Geheimnis von Hinako Takanaga
- Desert Coral von Wataru Murayama
- Desire von Maki Kazumi und Yukine Honami
- Desire Max von Ukyō Ayane
- Desperate Zombie (Shokuryō Kyōshitsu) von Welzard und Renji Kuriyama
- Destiny von Temari Matsumoto
- Destiny but Incompatible (Drowning Anti Romance) von Ei Eijō
- Destiny of the Mushrooms (Kinoko Ningen no Kekkon) von Kei Murayama
- Detektiv Akechi spielt verrückt (Tantei Akechi wa Kyouran su) von Sakae Esuno
- Detektiv Conan von Gosho Aoyama
- Detektiv Conan – Aufgewacht, Kogoro! von Gōshō Aoyama
- Detektiv Conan – Best in the West von Gōshō Aoyama
- Detektiv Conan – Black Belt Edition von Gōshō Aoyama
- Detektiv Conan – Bourban on the Rocks von Gōshō Aoyama
- Detektiv Conan – Creepy Cases von Gōshō Aoyama
- Detektiv Conan – Dead or Alive von Gōshō Aoyama
- Detektiv Conan – Double Face von Gōshō Aoyama
- Detektiv Conan – Heiji und Kazuha Selection von Gōshō Aoyama
- Detektiv Conan – Karate & Orchideen von Gōshō Aoyama
- Detektiv Conan – Kick it like Conan von Gōshō Aoyama
- Detektiv Conan – Lone Wolf Edition von Gōshō Aoyama
- Detektiv Conan – Shinichi returns von Gōshō Aoyama
- Detektiv Conan – Wild Police Story von Gōshō Aoyama und Takahiro Arai
- Detektiv Conan Short Stories von Gōshō Aoyamas Assistenten
- Detektiv Conan Special Romance Edition von Gōshō Aoyama
- Detektiv Loki von Sakura Kinoshita
- Detektiv Loki – Ragnarok von Sakura Kinoshita
- Detective Ritual – Tantei Gishiki von Ryusui Seiryoin, Chizu Hashii und Ohtsuka Eiji
- Devil ★ Rock von Spica Aoki
- Devil’s Game von Ryō Takagi
- The Devil Children von Hideaki Fujii
- Devil from a foreign land von Kaori Yuki
- Devilman von Go Nagai
- Devil of the Victory von Yōko Maki
- The Devil Within (Tenshi no Naka ni Akuma Ari) von Ryō Takagi
- Devils & Realist von Utako Yukihiro und Madoka Takadono
- Devils’ Line von Ryō Hanada
- Diagnose: Liebe von Makoto Tateno
- Dialoge mit mir selbst (Hitori Koukan Nikki) von Kabi Nagata
- Di[e]ce von Otoh Saki und Kana Yamamoto
- Diamond in the Rough (Aragane no Ko) von Nao Sasaki
- The Diamond of Heart von Mayu Shinjo
- Dich werde ich niemals lieben (Kono Ore ga Omae Nanka Suki na Wakenai) von Chise Ogawa
- Dich zu lieben – einfach magisch! von Kozue Chiba
- Dick Fight Island (The Chronicles of Pulau) von Reibun Ike
- Der Dieb und das Biest (Kuroki Kemono wa ai ni Otsu) von Rui Asajima
- Die for me, my Darling (Konya wa Tsuki ga Kirei Desu ga, Toriaezu Shine) von Kaname Majuro und Sōsō Sakakibara
- Die mit den Wölfen spielt von Yuki Shiraishi
- Diener des Mondes von Yui Kikuta
- Die Dienerin des verfluchten Kindes (Noroi Ko no Meshitsukai) von Yuki Shibamiya
- Di Gi Charat von Koge-Donbo und anderen
- Digimon Adventure von Hiroshi Izawa und Ten-Ya Yabuno
- Dimension W von Yuri Iwahara
- Disney Fairies – Puchi no Nikki von Asuka Jun
- Dive in the Vampire Bund von Nozomu Tamaki
- DNA² von Masakazu Katsura
- Does Yuki go to Hell von Hiro Fujiwara
- Dofus-Monster: Der schwarze Ritter von Ancestral Z und Tot
- Dog End von Yurikawa
- Dog & Scissors von Shunsuke Sakurai und Kamon Ohba
- Doggystyle (Pink to Mameshiba) von Tomo Kurahashi
- Dogs of Tosca (Tosca no Inu) von Mikuro Noichi
- Doll von Mitsukazu Mihara
- Dolly Kill Kill von Yukiaki Kurando und Yūsuke Nomura
- Dominion – Tank Police von Masamune Shirow
- Don’t be shy! (Karasugaoka Don't be shy!!) von Aki Yukura
- Don't kiss the Dragon (Ryū no Hanayome Okotowari) von Irono
- Don’t Lie to Me – Paranormal Consultant (Usotoki Rhetoric) von Ritsu Miyako
- Doraemon von Fujiko Fujio
- DoReMi von Izumi Todo und Shizue Takanashi
- Dorohedoro von Q. Hayashida
- Do something bad with me (Ikenai Koto, Shiyo?) von Haru Aoi
- Double Essence von Ryō Takagi
- Doubt von Yoshiki Tonogai
- Doujinshi Desires (Kabesaa Dōjin Sakka no Neko Yashiki-kun wa Shōnin Yokkyū o Kojirasete iru) von Kazuki Minamoto
- Dou Kyu Sei – Verliebt in meinen Mitschüler von Asumiko Nakamura
- Dou Sou Sei - Was danach geschah von Asumiko Nakamura
- Dr. Slump von Akira Toriyama
- Dr. Stone von Riichiro Inagaki und Boichi
- Dr. Stone Reboot: Byakuya von Riichiro Inagaki und Boichi
- Drachenregen von Hiro Saku
- Drachenpflege für Anfänger! (Dorahiyo: Isekai no Ryū wa Watashi no Nade Nade ni Yowai Mitai desu) von Shiki Chitose
- Drachentraum von Akira Himekawa
- Drache & Chamäleon (Ryū to Cameleon) von Ryō Ishiyama
- Dragon Ball von Akira Toriyama
- Dragon Ball SD von Naho Ooishi
- Dragon Ball Side Stories: Yamchu von Akira Toriyama und Dragon Garow Lee
- Dragon Ball Super von Toyotarō
- Dragon Girls von Yuji Shiozaki
- Dragon Head von Minetarō Mochizuki
- Dragon Love (Mitsugetsu sura Ryakudatsu no hate) von Jun Mayama
- Dragons Rioting von Tsuyoshi Watanabe
- Drakuun von Jōji Manabe
- Drang der Herzen von Ren Kitakami
- Draw von Saki Okuse und Chaco Abeno
- The Dreaming von Queenie Chan
- Dreamin' Sun (Yume Miru Taiyō) von Ichigo Takano
- Dream Kiss von Kazumi Ōya
- Dream Saga von Megumi Tachikawa
- Drei Blütezeiten von Fumiko Fumi
- Drifters von Kohata Hirano
- Drowning into the Night (Erito Ω wa Yoru ni Oborete) von Anna Takamura
- Der Duft der Apfelblüte von Toko Kawai
- Du + Ich = Wir von Kayoru
- Du erwachst im Frühling (Kimi wa Haru ni Me o Samasu) von Asato Shima
- Du kannst mir nicht widerstehen (Shuchū ni Otoshite Ii desu ka) von Mataaki Kureno
- Dummy Oscar von Kazuo Koike und Seisaku Kanō
- Das dunkelgraue Chamäleon (Nibiiro no Chameleon) von Akira Kasugai
- Durarara!! von Akiyo Satorigi und Ryōga Narita
- Du raubst mir den Atem (Iki Dekinai no wa Kimi no Sei) von Zeniko Sumiya
- Du raubst mir mein Herz (Koi de wa Nai to Omoitai) von Zeniko Sumiya
- Du riechst so gut (Ase to Sekken) von Kintetsu Yamada
- Dusk Maiden of Amnesia von Maybe
- Du willst es doch auch! (Toshigoro no Otokonoko to Are) von Aya Sakyo

## E
- E’s von Satol Yuiga
- Eagle von Kaiji Kawaguchi
- Eaglet von Sanjirō Shirai, Jin Yong und Jin Hai Nan
- Earl & Fairy (Hakushaku to Yōsei) von Mizue Tani und Ayuko
- Echt jetzt, Tamon?! (Tamon-kun Ima Docchi!?) von Yuki Shiwasu
- éclair (Eclair - Anata ni Hibiku Yuri Anthology) von Diversen
- Eden – It’s an Endless World von Hiroki Endō
- Eden no Hana von Yuki Suetsugu
- Edens Zero von Hiro Mashima
- Egoistic Blue von Mio Tennohji
- Eidron Shadow von Satoshi Urushihara
- Eigentlich lieb ich Dich (Kimi ga Kirai na Koi no Hanashi) von sora
- Eight von Atsushi Kamijō
- Einfach Liebe von Mayumi Yokoyama
- Einfach nur S und absolut M von Rei Tōma
- Einführung in die Teezeremonie von Sen Sōshi
- Ein bezauberndes Spiel (Adeiro Yūgi) von Noboru Takatsuki
- Ein bittersüßer Winter (Shinomiya-kun no Sekai ga Owatte mo) von Chiyori
- Ein Bund fürs Leben (Aioi Musubi) von Syaku
- Eine Geschichte von sieben Leben (Gojussenchi no Isshō) von Gin Shirakawa
- Eine Geschichte von unendlicher Traurigkeit von Chise Ogawa
- Eine Liebesgeschichte voller Traurigkeit und Fehleinschätzungen (Gosan de Fukou na Koibanashi) von Chise Ogawa
- Eine Nacht voller Sterne (Hoshizora wo Mitsumeta Sono Ato de) von Bisco Kida
- Ein Fremder am Strand von Kanna Kii
- Ein Fremder im Frühlingswind von Kanna Kii
- Ein Freund für Nanoka von Saro Tekkotsu und Miyoshi Tōmori
- Ein Freund zum Verlieben (Suteki na Kareshi) von Kazune Kawahara
- Ein Gefühl namens Liebe (Hananoi-kun to Koi no Yamai) von Megumi Morino
- Ein Herz für Eve (Gyutto Shite Eve) von Atsuko Yakushiji
- Ein Kuss reinen Herzens (Sekai de Ichiban Kirei na Hatsukoi) von Marina Umezawa
- Ein Landei aus dem Dorf vor dem letzten Dungeon sucht das Abenteuer in der Stadt (Tatoeba Last Dungeon Mae no Mura no Shōnen ga Joban no Machi de Kurasu Yō na Monogatari) von Toshio Satō und Hajime Fusemchi
- Ein Liebesbrief, den du mir nie geschrieben hast (6-gatsu no Love Letter) von Nana Haruta
- Ein melancholischer Morgen (Yūutsu na Asa) von Shoko Hidaka
- Ein perfekter Antrag (Perfect Propose) von Mayo Tsurukame
- Einsamer Falke (Kodoku na Taka wa Hitokoishikute) von Chihaya Kuroiwa
- Ein schicksalhafter Bund mit dem Fuchs (Kyūso no Chigiri) von Yuki Shiraishi
- Ein Spiel namens Liebe von Chise Ogawa
- Ein tropischer Fisch sehnt sich nach Schnee (Nettaigyo wa Yuki ni Kogareru) von Makoto Hagino
- Ein verbotenes Spiel (Sex Friends) von Ari Uehara
- Ein wenig wie Romeo und Julia von Lalako Kojima
- Ein Zeichen der Zuneigung (Yubisaki to Renren) von Suu Morishita
- Ein Zoo im Winter von Jirō Taniguchi
- Die Eiskönigin 2: Der Manga (Frozen II) von Arina Tanemura
- Elainas Reise (Majo no Tabitabi: The Journey of Elaina) von Jōgi Shiraishi und Ikki Nanao
- Elden Ring (Elden Ring: Ōgonju e no Michi) von Nikiichi Tobita
- Elden Ring – Become Lord von 21g und Hand Punch
- Elementare Gefühle (Kunkō Schale) von Nikke Taino
- Electric Delusion von Nekota Yonezō
- Electric Hands von Taishi Zaou
- Elfen Lied von Lynn Okamoto
- Eliana – Prinzessin der Bücher (Mushikaburi-hime) von Yui, Yui Kikuta und Satsuki Sheena
- EmaNon (Omoide Emanon) von Shinji Kajio und Kenji Tsuruta
- Emma – Eine viktorianische Liebe von Kaoru Mori
- Enchanted by your Magic Touch (Mahōtsukai wa Furete Hodokeru) von Zozo Hoshikura
- Encirclement Love von Yuo Yodogawa
- Das Ende der Welt vor Sonnenaufgang von Inio Asano
- Endlich Familie (Itsuka, Kazoku ni Naru made) von Fujitobi
- Enemigo von Jirō Taniguchi und M.A.T.
- Eniale & Dewiela (Endevi) von Kamome Shirahama
- Der Entenprinz von Ai Morinaga
- Erdbeeren & Marshmallows (Ichigo Mashimaro) von Barasui
- Erementar Gerad von Mayumi Azuma
- Erementar Gerad – Flag of Blue Sky von Mayumi Azuma
- Er ist mein Gott (Ore no Kami-sama) von Komachi Machi
- Er kam im Frühling (Haru Urara Sukimono no Yado) von akabeko
- Ermittlungen in Sachen Liebe von Reiichi Hiiro
- Es beginnt um Mitternacht (12-ji Kara Hajimaru) von Aya Sakyo
- Escape from the Everyday (Goodbye My Accomplice) von Ito Agata
- Es war einmal ein Verbrechen (Akazukin, Tabi no Tochuu de Shitai to Deau.) von Aito Aoyagi und Kanoka Tana
- Etoile – Einer für alle, alle für einen! von Hiroshi Izawa und Kotaro Yamada
- Eureka Seven von Jinsei Kataoka und Kazuma Kondō
- Even if you slit my Mouth (Kuchi ga Saketemo Kimi ni wa) von Akari Kajimoto
- Evening Light (Yūgure Light) von Maki Usami
- Everyday Escape (Futari Escape) von Shoichi Taguchi
- Ex-Arm von HiRock und Shinya Komi
- Exaxxion von Kenichi Sonoda
- Existenzen und andere Abgründe von Yoshihiro Tatsumi
- Explosive Love Song (Kanshaku Dama no Love Song) von Minta Suzumaru
- Extra Heavy Sirup von Yayoi Ogawa
- Eyeshield 21 von Riichiro Inagaki

## F
- Fabiniku (Isekai bishōjo juniku ojisan to) von Yū Tsurusaki und Shin Ikezawa
- Fabricant 100 (Jinzō Ningen 100) von Daisuke Enoshima
- Faint Hearts (Okubyōmono no Koi) von Asami Takahashi
- Fair Blue von Asami Takahashi
- Fairy Cube von Kaori Yuki
- Fairy Girls von Boku und HIro Mashima
- Fairy Tail von Hiro Mashima
- Fairy Tail – 100 Years Quest von Hiro Mashima und Atsuo Ueda
- Fairy Tail Blue Mistral von Rui Watanabe
- Fairy Tail – Happy's Adventure (Fairy Tail: Happy no Daibōken) von Kenshirō Sakamoto
- Fairy Tail S von Hiro Mashima
- Fairy Tail Side Stories von Hiro Mashima und Kyōta Shibano
- Fairy Tail Zero von Hiro Mashima
- Fairy Tale Battle Royale von Soraho Ina
- Fake von Sanami Matoh
- Fake Fact Lips von Suehiro Machi
- Fall in Love Like a Comic von Chitose Yagami
- Falsche Engel, wahre Liebe? (Koiseyo Mayakashi Tenshi-domo) von Coco Uzuki
- Die falsche Kurtisane – Heilerin am Kaiserhof (Kōkyū Ihiden) von Ruina, Shima und Shiki Yamori
- Family Complex von Mikiyo Tsuda
- Fangs von Billy BaliBally
- Fantasma von Yuji Kaku
- Fashion Affairs (Hitomi no Dokusenyoku) von Rin Narusaka
- Das (fast) perfekte Fräulein und sein Butler (Saijo no Osewa Takane no Hana-darakena Meimon-kou de, Gakuin Ichi no Ojou-sama (Seikatsu Nouryoku Kaimu) wo Kagenagara Osewa suru Koto ni Narimashita) von Yusaku Sakaishi und Sorahiko Mizushima
- Fate/Zero von Gen Urobuchi und shinjirou
- Das Feld des Regenbogens (Nijigahara Holograph) von Inio Asano
- Faster than a Kiss von Meca Tanaka
- Feierabend mit einem Sukkubus (Shachiku Succubus no Hanashi) von Gentsuki
- Fenrir: Die vergessene Legende von Temujin von Chūkagu Akamatsu und Mioko Ōnishi
- Fesseln der Liebe von Yuki Shiraishi
- Fesseln des Verrats von Hotaru Odagiri
- Fate/stay night von Type-Moon und Dat Nishikawa
- Fetish Berry von Arata Aki
- Der Feuerball von Katsuhiro Otomo
- Der Filmriss - meine Flucht vor der Realität (Genjitsu Tōhi shitetara Boroboro ni natta Hanashi) von Kabi Nagata
- Final Fantasy – Lost Stranger von Hazuki Minase und Itsuki Kameya
- Final Fantasy – Type-0 von Takatoshi Shiozawa
- The Final Loop von Aoi Makino
- Finder von Ayano Yamane
- Fire Fire Fire von Shōji Sato
- Fire Force von Atsushi Ōkubo
- Fire Punch von Tatsuki Fujimoto
- First Love Blooms (Hajime no Koi) von Rō Nishimoto
- First Love Memories von Yū Yoshinaga
- Fist of the North Star von Buronson und Tetsuo Hara
- Flaver von Sachimo
- FLCL – Furi Kuri von Hajime Ueda und Gainax
- Flower von You Higuri
- Flower & Devil von Hisamu Oto
- Flower of the Deep Sleep von Yuana Kazumi
- Fluch des Frühlings (Haru no Noroi) von Asuka Konishi
- Flüster mir ein Liebeslied (Sasayaku Yō ni Koi o Utau) von Eku Takeshima
- Folge den Wolken nach Nord-Nordwest (Hokuhokusei ni Kumo to Ike) von Aki Irie
- Fool Night von Kasumi Yasuda
- Forest of Rabbits (Usagi no Mori) von Enjo
- Forever Girls (Shūden ni wa Kaeshimasu) von Gido Amagakure
- Forget-me-not von Kenji Tsuruta
- Fort of Apocalypse von Yū Kuraishi und Kazu Inabe
- Fox Spirit Tales (Konohana Kitan) von Sakuya Amano
- Franken Fran von Katsuhisa Kigitsu
- Frankenstein von Junji Itō
- Frau Faust von Kore Yamazaki
- Frau Suzuki wollte doch nur ein ruhiges Leben (Suzuki-san wa Tada Shizuka ni Kurashitai) von Hirohisa Sato
- Fragments of Horror (Ma no Kakera) von Junji Itō
- Fragtime von Sato
- Freche Küsse - Wenn die Liebe kopfsteht (Bokura No Koi Wa Kimi No Mono) von Mai Ando
- Free hugs for you only (Delivery Hug Therapy) von Toworu Miyata
- Die Freundin der Hexe (Mahō Tsukai no Shinyū) von Asako Yuzuki und Ayuko
- Friends & Lovers von Yuo Yodogawa
- Frieren – Nach dem Ende der Reise (Sōsō no Frieren) von Kanehito Yamada und Tsukasa Abe
- From the Red Fog (Akai Kiri no Naka kara) von Mosae Nohara
- From Top to Bottom (8-nen buri ni Dakaremasu) von Sai Asai
- Die Früchte der Platane – Ein Kinderarzt mit Herz (Platanus no Mi) von Toshiya Higashimoto
- Der Frühling macht mich ganz verrückt (Haru Wa Watashi Wo Baka Ni Suru) von Chia Teshima
- Frühling, Sommer, Herbst und Winter (Haru, Natsu, Aki, Fuyu) von Eiki Eiki von Taishi Zaō
- Frühlingssturm und Monster (Haru no Arashi to Monster) von Mitsubachi Miyuki
- Fruits Basket von Natsuki Takaya
- Fruits Basket Another Pearls (Fruits Basket Another) von Natsuki Takaya
- Die Fuchshochzeit von Chiyori
- Der Fuchs und der kleine Tanuki (Kori Senman) von Mi Tagawa
- Die Fudanjuku Story von Arina Tanemura
- Full Metal Panic! von Shōji Gatō und Retsu Tateo
- Fullmetal Alchemist von Hiromu Arakawa
- Full Moon Love Affair von Hiraku Miura
- Fullmoon wo Sagashite von Arina Tanemura
- Fundbüro der Liebe von Nana Kinuta
- Fünf Fälle für Sherlock Holmes von Arthur Conan Doyle und Haruka Komusubi
- Das Funkeln der goldenen Fische (Kingyo no Koi) von Waka Sagami
- Das Funkeln des Augenblicks von Waka Sagami
- Fuchsrot wie die Eifersucht (Yakimochi wa Kitsuneiro) von Suehiro Machi
- Fuck Buddy von Hinako
- Full Bloom (Moriyamaryou de Hana ga Saku) von Mariko Nekono
- Furcht: Horrorgeschichten aus dem modernen Japan (Osore: Reiwa Kaidan) von Juoku Kawakami
- Für immer für dich da (Osananajimi wa Boku no Hero!) von Tama Mizuki
- Für immer mein (Original: Boku kara kimi ga kienai) von Saki Aikawa
- Furious Love von Kazuo Kamimura
- Fushigi Yuugi von Yuu Watase
- Fushigi Yuugi Genbu Kaiden von Yuu Watase
- Futabas (höchst) seltsame Reise von Yoshitomo Watanabe
- Futari Switch von Akira Hiramoto
- Fuyumi Soryo Short Stories von Fuyumi Sōryō

## G
- G-Taste von Hiroki Yagami
- Ga-Rei – Monster in Ketten von Hajime Segawa
- Gacha Gacha von Hiroyuki Tamakoshi
- Gachiakuta – Weggeworfen wie Müll (Gachi Akuta) von Kei Urana
- Gakuen Heaven von You Higuri
- Galism von Mayumi Yokoyama
- Gals! von Mihona Fujii
- Game – Lust ohne Liebe (Game - Suit no Sukima) von Mai Nishikata
- Game – Lust ohne Liebe in der Highschool (Game - In Highschool) von Mai Nishikata
- Gamers! von Sekina Aoi und Tsubasa Takahashi
- Gamma Draconis von Benoist Simmat und Yoshimizu Eldo
- Gangsta. von Kohske
- Gangsta.: Cursed von Kohske und Syuhei Kamo
- Gannibal von Masaaki Ninomiya
- Gantz von Hiroya Oku
- Gantz:E von Hiroya Oku und Jin Kagetsu
- Gantz:G von Hiroya Oku und Jin Kagetsu
- Ganz verschieden gleich von Nozomu Hiiragi
- Gasaraki von Meimu
- Gash! von Makoto Raiku
- Gata Pishi von Misuzu Asaoka
- Gate von Hirotaka Kisaragi
- Gate 7 von Clamp
- Gaze of the Beast (Kimi ga Kemono ni Nareru made) von Ryo Shino
- GDGD Dogs von Ema Tōyama
- Gebt mir mehr, bitte sehr! (Asa made motto) von Shin Yumachi
- Gefangene Herzen von Matsuri Hino
- Der geheime Garten vom Nakano Broadway von Masayuki Kusumi und Jirō Taniguchi
- Das Geheimnis der blauen Schuppen (Aoi Uroko to Suna no Machi) von Yōko Komori
- Das Geheimnis der Freundschaft (Tomodachi no Hanashi) von Kazune Kawahara und Aiji Yamakawa
- Geheimnisvolle Liebe von Kozue Chiba
- Gekkoh von Serika Himuro
- Die Geliebte des Drachenkönigs - Eine Leseratte an der Seite seiner Majestät (Ryūō Heika no Gekirin-sama ~Hon Suki Nezumi Himedesuga, Naze ka Ryūō no Saiai ni Narimashita~) von Aki Shikimi und Akiko Kawano
- Geliebte Mangaka von Naoko Kodama
- Geliebter Affe und andere Offenbarungen von Yoshihiro Tatsumi
- Geliebter Freund von Shoko Hidaka
- Geliebter Raufbold von Junko
- Geliebter Wetterfrosch von Madoka Machiko
- Das geliehene Herz von Wataru Hibiki
- Genji Monogatari von Waki Yamato
- Genshiken von Kio Shimoku
- Georgie von Man Izawa und Yumiko Igarashi
- Die Geschichte vom Untergang unserer Liebe (Ai ga Shinu no wa Kimi no sei) von Saro Tekkotsu und Miyoshi Tōmori
- Der Geschmack nach Melone (Melon no Aji) von Etsuko
- Der Geschmack von Glück (Renchin!) von Kanine
- Die Gesellschaft der Tiere (Dōbutsu Ningen) von Takuya Okada
- Gespielte Liebe… oder doch nicht? (Konyakusha wa Dekiai no Furi) von Emiko Nanoko
- Gestalt von Yun Kouga
- Gestatten; ich bin's Isoji! (Tori no, Isoji-san.) von Mie Washio
- Get Backers von Yuya Aoki und Rando Ayamine
- Geten no Hana – Die Blume, die im Schatten blüht von Ruby Party und Yuka Kumada
- Get the Moon von Ryō Takagi
- Gezielte Verführung von Hinako Takanaga
- Gezieltes Verlangen von Hinako Takanaga
- Gezielte Verwirrung von Hinako Takanaga
- Ghost in the Shell von Masamune Shirow
- Ghost in the Shell 1.5 – Human Error Processor von Masamune Shirow
- Ghost in the Shell 2 – Manmachine Interface von Masamune Shirow
- Ghost in the Shell: Stand Alone Complex von Yū Kinutani
- Ghost Love Story von Mayu Shinjo
- Ghostly Things (Ayashi Kotogatari) von Ushio Shirotori
- Ghost Tower von Taro Nogizaka
- Gib mir Liebe! von Kanan Minami
- Gib mir mehr… von Kaoru Monchi
- Gib Pfötchen und lieb mich! (Akushu no Ai) von 75
- Gibt's denn keine Gyaru, die nett zu Otaku sind?! (Otaku ni Yasashii Gyaru wa Inai!?) von Norishiro-chan und Sakana Uozumi
- Gigant von Hiroya Oku
- Ginka und Glüna (Ginka to Ryūna) von Shinpei Watanabe
- Gin Tama von Hideaki Sorachi
- Gintō Graveyard von Ryono Natsumiya
- Gipfel der Götter von Jirō Taniguchi
- Girls und Panzer von Ryūichi Saitaniya
- Girls Bravo von Mario Kaneda
- Girls’ Last Tour (Shōjo Shūmatsu Ryokō) von Tsukumizu
- Girl’s Love von Chi-Ran
- Girls Love Bible von Kayono
- Girls Love Twist von Ayumi Komura
- Girls in my Glasses (Mōsō Megane) von Yuki Azuma
- Give me a Hand von Scarlet Beriko
- Give me this Man! (Kono Otoko o Ore ni Kudasai) von Saeko Kamon
- Given von Natsuki Kizu
- Glanz der Sterne von Rei Toma
- Gleipnir von Sun Takeda
- Go! Go! Heaven von Shinji Obara und Yuko Umino
- Go! Go! Loser Ranger! (Sentai Daishikkaku) von Negi Haruba
- Gogo Monster von Taiyō Matsumoto
- Go! Virginal von Aqua Mizuto
- Goblin Slayer von Kumo Kagyu und Kōsuke Kurose
- Goblin Slayer! Year One von Kumo Kagyu und Kento Eida
- Goblin Slayer! Brand New Day von Kumo Kagyu und Kento Eida
- Goblin Slayer! The Singing Death von Kumo Kagyu, Shogo Aoki, lack und Takashi Minakuchi
- God Child von Kaori Yuki
- God doesn't play Dice von Orie Moro
- Gokinjo Monogatari von Ai Yazawa
- Gokurakugai von Yūto Sano
- Golden Boy von Tatsuya Egawa
- Golden Kamuy von Satoru Noda
- Golden Love (Koi nimo Naranai) von Hagi
- Golden Sparkle von Minta Suzumaru
- Golden Tales von Tsukiji Nao
- Golden Time von Yuyuko Takemiya und Umechazuke
- Gold und Silber flüstern in der Nacht (Kingin Sasameku Himitsu wa Yoru) von Guri Nojiro
- Gon von Masashi Tanaka
- Goodbye Harlequin von Keri Kusabi
- Goodbye, Eri (Sayonara Eri) von Tatsuki Fujimoto
- Good Morning Sunshine von Makoto Taji
- Good Night Jack the Ripper (Oyasumi Jack the Ripper) von Ai Ninomiya und Ikuhiro Nao
- Gorgeous Carat von You Higuri
- Gorgeous Carat Galaxy von You Higuri
- Gorgeous Carat-La Esperanza von You Higuri
- Gosho Aoyama Short Stories von Gosho Aoyama
- Goth von Kendi Oiwa und Otsuichi
- Gothic Angel (Tenshi Kinsei) von Miku Momono
- Gothic Cage von Miku Momono
- Gothic Love (Original: Haitoku wa kegarenai) von Miku Momono
- Gothic Mystery von Miku Momono
- Götterdämmerung von Tsukasa Kotobuki und Kentarō Yasui
- Gottes Wege … (Kami-sama wa Chotto dake Ijiwaru) von Nenko Nen
- Der Gourmet – Von Der Kunst Allein Zu Genießen von Masayuki Kusumi und Jirō Taniguchi
- Grab der Engel von You Higuri
- Grab der Schmetterlinge von Aya Tanaka
- Graffiti of the Moment von Hinoki Kino
- Der Graf von Monte Christo (Monte Cristo Hakushaku) von Ena Moriyama
- Graineliers von Rihito Takarai
- Granblue Fantasy von Makoto Fugetsu und cocho
- Gravel Kingdom von Kaori Yuki
- Gravitation von Maki Murakami
- Gravitation Ex von Maki Murakami
- Great Teacher Onizuka von Tōru Fujisawa
- Green Blood von Masasumi Kakizaki
- Green Worldz von Yûsuke Ôsawa
- Grenadier von Sōsuke Kaise
- Grimms Manga von Kei Ishiyama
- Grimms Monster von Ayumi Kanō
- Grimoire - Heilkunde magischer Wesen (Watashi to Sensei no Genjū Shinryōroku) von Kaziya
- Groaning Drain – Horror aus dem Untergrund (Umeku Haisuikan) von Junji Itō
- Guin Saga von Kaoru Kurimoto
- Gun Blaze West von Nobuhiro Watsuki
- Gundam – Blue Destiny von Mizuho Takayama
- Gundam 0079 von Hajime Yadate, Yoshiyuki Tomino und Kazuhisa Kondo
- Gundam Wing von Kōichi Tokita
- Gundam Wing – Blind Target von Hajime Yadate, Yoshiyuki Tomino, Akemi Omode und Sakura Asagi
- Gundam Wing – Episode Zero von Katsuyuki Sumisawa und Akira Kanbe
- Guns & Flowers von Reiichi Hiiro
- Gun & Heaven von Kazuma Kodaka
- Gunslinger Girl von Yu Aida
- Gunsmith Cats von Kenichi Sonoda
- Gute Nacht, Punpun (Oyasumi Punpun) von Inio Asano
- Guten Morgen, Dornröschen! von Megumi Morino
- Gut gebrüllt, Kosuke (Toratsuki-kaicho, Teawase negaimasu!!) von Aki Yukura
- Gyo Deluxe von Junji Itō

## H
- H.G. Wells – Der Krieg der Welten (Uchū Sensō) von Sai Ihara und Hitotsu Yokoshima
- Hab dich lieb, Suzuki-kun!! (Suki desu, Suzuki-kun!!) von Gō Ikeyamada
- Haikyu!! von Haruichi Furudate
- Hamatora von Yukinori Kitajima und Yūki Kodama
- Hanger von Hirotaka Kisaragi
- Hang Out Crisis von Owaru
- Harahara Sensei – Die tickende Zeitbombe (Hara Hara Sensei) von Yanagi Takakuchi
- Heartbeat Trio von Ichika Hanamura
- Hagane von Masaomi Kanzaki
- Hakubis Blütentanz (Hana wa Sakura yori mo Hana no Gotoku) von Yūmi Kawai und Keiko Sakano
- HAL von Aoi Makino
- Hallo, ich bin eine Hexe und mein Schwarm wünscht sich einen Liebestrank von mir (Dōmo, Suki na Hito ni Horegusuri o Irai Sareta Majo desu.) von Eiko Mutsuhana und Kamada
- Hallo Kurt! (Ohayō! Spank) von Shunichi Yukimuro und Shizue Takanashi
- Hana-Kimi von Hisaya Nakajō
- Hands off my Sub (Ore no Sub o Abaku na) von Same Zarame
- A Handsome Girl von Wataru Yoshizumi
- Handsome Prince von Hana Umezawa
- Haou Airen von Mayu Shinjo
- Happy Boys von Makoto Tateno
- Happy Mania von Moyoco Anno
- Happy Marriage?! von Maki Enjōji
- Happiness von Shūzō Oshimi
- Happy of the End von Tanaka Ogeretsu
- Harahara Sensei – Die tickende Zeitbombe von Yanagi Takakuchi
- Haru x Kiyo von Akira Ozaki
- Hate me or Date me (Omoichigai ga Koi no Tane) von Owaru
- Hate to love you von Makoto Tateno
- Hatschi! (Kushami) von Naoki Urasawa
- Hatsu Haru – Wirbelwind der Gefühle von Shizuki Fujisawa
- Hauch der Leidenschaft von Masara Minase
- Hauptfach Liebe von Rie Honjoh
- Haus der Sonne von Taamo
- Hausarrest ab 19:00! von Kozue Chiba
- He’s Expecting – seine erste Schwangerschaft (Hiyama Kentarou no Ninshin) von Eri Sakai
- He’s my Vampire von Aya Shōoto
- Heads von Keigo Higashino und Motorō Mase
- Heartbeat, again (Shinjō Kokyū) von Suzu Shinomiya
- Heart Program (Kokoro no Program) von Hinata Nakamura
- Heart Stop von Aoi Kujo
- Heavenly Delusion – Das verlorene Paradies (Tengoku Daimakyō) von Masakazu Ishiguro
- Heimkehren und neu anfangen (Restart wa Onaka wo Sukasete) von Cocomi
- Heimliche Blicke (Nozoki Ana) von Wakoh Honna
- Heiße Begegnungen von Nao Dōmoto
- Heiße Dates am Arbeitsplatz (Yuganderu Watashi ga Dekiai saretemasu) von Ai Hibiki
- Heiße Nächte, kalter Stahl (Bi no Kyōjin) von Reibun Ike
- He is my Destiny (Unmei no Hito.) von Hansode
- Der Held ohne Klasse (Mushoku no Eiyū: Betsu ni Skill Nanka Iranakattan daga) von Shichio Kuzu, Akio Nanao und Yumehito Ueda
- Helck von Nanaki Nanao
- Hellgate: London von Arvid Nelson und Lee Tae-Hang
- Hell Girl von Miyuki Etō
- Hell Mode – Unterforderter Hardcore-Gamer findet die ultimative Challenge in einer anderen Welt – Der Beschwörer des Anfangs (Hellmode - Yarikomi Suki no Gamer wa Haisettei no Isekai de Musō Suru) von Hamuo und Enji Tetta
- Hello, Innocent von Mayu Sakai
- Hello Morning Star von Tomo Kurahashi
- Hellsing von Kohta Hirano
- Hell’s Paradise (Jigokuraku) von Yūji Kaku
- Hell Warden Higuma (Gokutei Higuma) von Natsuki Hokami
- Hen Kai Pan von Eldo Yoshimizu
- Heroes (Yūsha-tachi) von Inio Asano
- Hero Heel von Makoto Tateno
- The Heroic Legend of Arslan von Yoshiki Tanaka und Hiromu Arakawa
- Herr Lehrer, wir werden die Welt zerstören! (Sensei! Bokutachi ga Sekai wo Horoboshimasu.) von Kina Kobayashi
- Herr Okura sucht nicht das Glück (Komyushō Riiman wa Koi no Shikata ga Wakarimasen) von Rise Torio
- Herr Unsichtbar und seine zukünftige Frau (Tōmei Otoko to Ningen Onna) von Neko Iwatobi
- Hey Sensei, Don't You Know? (Nee Sensei, Shiranai no?) von Aya Asano
- Das Herz einer Hexe (Majo no Shinzō) von Matoba
- Herzenswünsche (Hatsukoi Wazurai) von Marina Umezawa
- Herzschimmern (Shunkan Gradation) von Chihiro Hiro
- Hetalia – Axis Powers von Hidekazu Himaruya
- Hetalia – World Stars von Hidekazu Himaruya
- Der Hexer und ich (Majo-kun to Watashi) von Asato Shima
- Die Hexe und das Biest (Majo to Yajū) von Kōsuke Satake
- Die Hexe und ihr Drache (Majo to Tsukaima-sama) von Chizuru Fujishiro
- Hey Sensei, Don't You Know? (Nee Sensei, Shiranai no?) von Aya Asano
- Hida & Gen (Hidamari no Tsuki) von Moe Yukimaru
- Hidden Flower von Shoko Hidaka
- Hide and Seek (Himegoto Asobi) von Yaya Sakuragi
- Hideshi Hino Masterworks (Hino Hideshi Besuto Wakusu) von Hideshi Hino
- Hiebe auf den ersten Blick (Black & White) von Sal Jiang
- High Rise Invasion (Tenkū Shinpan) von Takahiro Oba und Tsuina Miura
- High School D×D von Ishibumi Ichiei und Mishima Hiroji
- Highschool Girls von Akiko Morishima
- Highschool-Heldin (Hiroin Hajimemashita) von Fuyu Amakura
- Highschool Love von Kaori Monchi
- Highschool of the Dead von Daisuke Satō und Shōji Satō
- Highschool of the Head von Sankakuhead
- High School Nights von Satosumi Takaguchi und Yukine Honami
- Highschool Queen (Bijinzaka Private Girls' High School) von Mayumi Yokoyama
- Hikaru no Go von Yumi Hotta und Takeshi Obata
- Hiki von Banana Nangoku
- Himiko-Den von Kou Maisaka und Oh! Great
- Himitsu Sentai Gorenger von Shōtarō Ishinomori
- Der Himmel ist blau, die Erde ist weiß von Hiromi Kawakami und Jirō Taniguchi
- Himmelblaue Zeiten (Sorairo Flutter) von Okura und Koma Hashii
- Hinata-kun (Kakko Warui Hinata-kun) von Lily Umiyuki
- Hina & Gen (Hidamari no Tsuki) von Moe Yukimaru
- Hiniiru – Wie Motten ins Licht von Yuichi Kato
- Hino-kuns süßer Plan (Danshi Kōkōseiteki Kazoku Keikaku!) von Lily Umiyuki
- Hinowa ga Crush! (Hinowa ga Yuku) von Takahiro und strelka
- Hiraeth – Heimweh nach Endlichkeit (Hiraeth wa Tabiji no Hate) von Yūki Kamatani
- Hirano & Kagiura von Shō Harusono
- Hiroki Endo Short Stories von Hiroki Endō
- His beautiful Body (Utsukushii Karada) von Kotaru Kashima
- Hi Score Girl von Rensuke Oshikiri
- Hiso Hiso - Flüstern in der Stille (Hisohiso -Silent Voice-) von Yōko Fujitani
- Hitorijime Boyfriend von Memeco Arii
- Hitorijime My Hero von Memeco Arii
- Hitotsubana von Minami
- Hiyokoi von Moe Yukimaru
- Hoffnungsschimmer (Kirihara Mika no Yūutsu) von Kyōko Kumagai
- Hokkaido Gals Are Super Adorable! (Dosanko Gyaru wa Namaramenkoi) von Kai Ikada
- Holiday von Hiro Kiyohara und Otsuichi
- Home Far Away (Haruka Tooki Ie) von Teki Yatsuda
- Holmes von Tategami Atsushi
- Home Sweet Home – Die fünfte Stunde des Krieges von Yu
- Homunculus von Hideo Yamamoto
- Honeko Akabanes Bodyguard (Akabane Honeko no Bodyguard) von Masamitsu Nigatsu
- Honey and Clover von Chika Umino
- Honey Blood von Miko Mitsuki
- Honey come Honey von Yuki Shiraishi
- Honey Lemon Soda von Mayu Murata
- Honey × Honey Drops von Kanan Minami
- Hong Kong Dragnet von Micro Noici und Natsuki Matsuoka
- Horimiya von Hero und Daisuke Hagiwara
- Hosaka-san und Miyoshi-kun (Hosaka-san to Miyoshi-kun) von Beriko Scarlet
- Hoshin Engi von Ryū Fujisaki
- Hot Beast von Kasane Katsumoto
- Hot Days von Kasane Katsumoto
- Hot Dinner von Kasane Katsumoto
- Hot Dog von Kazusa Takashima
- Hot Gimmick von Miki Aihara
- Hot Office von Kasane Katsumoto
- Hot Pens (Ore to Kanojo no Moe yo Pen) von Murakami Rin und Misaki Mori
- Hot Roomer von Haruko Kurumatani
- Hot Tails von Toshiki Yui
- How I feel about you (Sekai wa Kimi de Mawatteru) von Chise Ogawa
- How is Your Ex-Boyfriend? von Makoto Tateno
- How not to Summon a Demon Lord (Isekai Maō to Shōkan Shōjo Dorei Majutsu) von Yukiya Murasaki und Naoto Fukuda
- How to Train a Newbie (Ōgata Shinjin no Kyōiku Gakari) von Hibiko Haruyama
- H.P. Lovecrafts Cthulhus Ruf von H. P. Lovecraft und Gou Tanabe
- H.P. Lovecrafts Das Grauen von Dunwich (Dunwich no Kai) von H. P. Lovecraft und Gou Tanabe
- H.P. Lovecrafts Der Hund und andere Geschichten (Maken) von H. P. Lovecraft und Gou Tanabe
- H.P. Lovecrafts Der leuchtende Trapezoeder (Yami ni Hau Mono) von H. P. Lovecraft und Gou Tanabe
- H.P. Lovecrafts Der Schatten aus der Zeit (H. P. Lovecraft's The Shadow out of Time) von H. P. Lovecraft und Gou Tanabe
- H.P. Lovecrafts Berge des Wahnsinns (Kyōki no Sanmyaku Nite) von H. P. Lovecraft und Gou Tanabe
- H.P. Lovecrafts Die Farbe aus dem All von H. P. Lovecraft und Gou Tanabe
- H.P. Lovecraft Manga: Aus den Traumlanden von H. P. Lovecraft und Gou Tanabe
- H.P. Lovecrafts Schatten über Innsmouth (Innsmouth no Kage) von H.P. Lovecraft und Gou Tanabe
- Human Extinction (Ningen Shōshitsu) von Edogawa Edogawa
- Hungry Rabbit & Lovesick Wolf (Harapekou Usagi to Koisuru Ookami) von Neko Kanda
- Hunter × Hunter von Yoshihiro Togashi
- Hüterin der Drachen (Ryukishi no Okiniiri) von Asagi Orikawa und Ritsu Aozaki
- Hybrid Child von Shungiku Nakamura
- Hyōka von Honobu Yonezawa und Task Ohna
- Hypnotic Therapy von Maki Masaki

## I
- I'll bind you von Ayano Saijo
- I'll steal for you von Ayano Saijo
- I'm in Love With the Villainess (Watashi no Oshi wa Akuyaku Reijō.) von Inori. und Anoshimo
- I’m no Angel!! – Tenshi Ja Nai!! von Takako Shigematsu
- I’m Standing on a Million Lives (100-man no Inochi no Ue ni Ore wa Tatte Iru) von Naoki Yamakawa und Akinari Nao
- I’m the only One who knows your Body (Oreshika Shiranai Karada) von Iroha Usui
- I"s von Masakazu Katsura
- I*O*N von Arina Tanemura
- I am a Cat Barista (Wagahai wa Neko de Aru, Shokugyō wa Barista.) von Hiro Maijima
- I am a Hero von Kengo Hanazawa
- I am a Hero in Osaka von Yūki Honda
- I Am a Hero in Ibaraki von Kengo Hanazawa und Kazuya Fujisawa
- I Am a Hero in Nagasaki von Kengo Hanazawa und Kensuke Nishida
- I Am Sherlock von Naomichi Io und Kōtarō Takata
- I can’t stand another Night alone (Hitori de Yoru wa Koerarenai) von Yoh Matsumoto
- I can’t stand being your childhood friend (Osananajimi ja Gaman Dekinai) von An Momose
- I Can't Write About This Kiss (Kono Kiss wa Kiji ni Dekinai) von Rou Nishimoto
- I care for you (mamotte agemasu) von Ayano Saijo
- Ice Age Chronicle of the Earth von Jirō Taniguchi
- Ice-Guy und seine coole Kollegin (Kōri Zokusei Danshi to Cool na Dōryo Joshi) von Miyuki Tonogaya
- Ichabod von Hiroyuki Shoji
- Ich bin eine Spinne, na und?! (Kumo Desu ga, Nani ka?) von Okina Baba und Asahiro Kakashi
- Ich bin eine Spinne, na und? Die vier Schwestern (Kumo Desu ga, Nani ka? Daily Life of the Four Spider Sisters) von Okina Baba und Gratinbird
- Ich bin ein mächtiger Behemoth und lebe als Kätzchen bei einer Elfe (S-Rank Monster no Behemoth Dakedo, Neko to Machigawarete Erufu Musume no Kishi (Pet) Toshite Kurashitemasu) von Nozomi Ginyoku und Taro Shinonome
- Ich crafte die krassesten Magie-Items, aber sie sind immer verflucht (S-Rank Party Kara Kaikosareta "Jugushi" - "Noroi no Item" Shika Tsukuremasen ga, Sono Seinō wa Artifact-kyū nari......!) von Lagun und Nishiki  Ogawa
- Ich darf nicht sagen, dass ich dich liebe (Kimi no Koto ga Suki de Ienai) von Fumi Mikami
- Ich hab dich stets geliebt (Zutto Suki Datta Kuse ni) von Kayoru
- Ich habe 300 Jahre lang Schleim getötet und aus Versehen das höchste Level erreicht von Kisetsu Morita und Yūsuke Shiba
- Ich habe mein Leben für 10.000 Yen pro Jahr verkauft (Jumyō wo Kaitotte Moratta. Ichinen ni Tsuki, Ichimanen de.) von Sugaru Miaki und Shōichi Taguchi
- Ich hasse ihn von Masara Minase
- Ichimiya-san, wie nur ich sie kenne (Boku Dake Shitteru Ichinomiya-san) von Ryuta Amazume
- Ich kämpfte zehn Jahre zwischen den Dimensionen und kehrte als Legende zurück (Koko wa Ore ni Makasete Saki ni Ike to Itte kara 10-nen ga Tattara Densetsu ni Natte Ita.) von Ezo Gingitsune und Chaco Abeno
- Ich kann dich nicht erreichen (Kimi ni wa Todokanai.) von Mika
- Ich täuschte Amnesie vor, um meinen Verlobten loszuwerden, da behauptete er: »Vor deinem Gedächtnisverlust warst du in mich verliebt.« (Konyaku Haki wo Neratte Kioku Soushitsu no Furi wo Shitara, Sokkenai Taido datta Konyakusha ga "Kioku wo Ushinau Mae no Kimi wa, Ore ni Betabore datta" to Iu, Tondemonai Uso wo Tsuki Hajimeta) von Kotoko und Yone
- Ich will dich heute Nacht! (Konya Kimi to Nemuritai) von Takiba
- Ich will dich weinen sehen (Watashi wa Kimi wo Nakasetai) von Aya Fumio
- Ich wünschte, ich könnte fliegen … von Kozue Chiba
- Icon von Mariko Nekono
- ID: Invaded #Brake broken von Ōtarō Maijō und Yūki Kodama
- I Didn't Mean to Fall in Love (Koi wo Suru Tsumori wa Nakatta) von Minta Suzumaru
- Idol Escape von Ito Kira
- Idol Kiss von Haruko Kurumatani
- Idol x Me (Oshi ga Watashi de Watashi ga Oshi de) von Junko
- If You Call It Love! (Sore o Koigokoro to Yobu no Nara) von Kei Ichikawa
- Igai – The Play Dead/Alive von Tsukasa Saimura
- I had that same dream again (Mata, Onaji Yume wo Mite ita) von Yoru Sumino und Idumi Kirihara
- I hate the Dentist! von Kyoko Aiba
- I Hear the Sunspot (Hidamari ga Kikoeru) von Yuki Fumino
- Ihr Name war Tomoji von Jirō Taniguchi
- Ikarus von Moebius und Jirō Taniguchi
- Ikebukuro West Gate Park von Ira Ishida und Sena Aritō
- Ikigami – Der Todesbote von Motorō Mase
- Ikkyu von Hisashi Sakaguchi
- I love you, Coward! (Okubyōmono ni I Love You) von Rico Sakura
- ILS Short Story Collection: Die Welt rettet dich (Sekai wa Kimi o Sukū!) von Yoko Maki
- ILS Short Story Collection: Erste Küsse (Shinkon Gokko) von Mai Ando
- ILS Short Story Collection: Süße Küsse (Kiss yori Amai Sono Saki wa?) von Mai Ando
- Imadoki! von Yū Watase
- I Married my best Friend to shut my Parents up von Naoko Kodama
- Im Bann der Schlange von Yuki Shiraishi
- Im Fluss der Zeit (Ao ni Naku) von Syaku
- Im – Great Priest Imhotep (Im – Great Priest Imhotep) von Makoto Morishita
- Im letzten Viertel des Mondes von Ai Yazawa
- Im Liebesfieber (Hōkago no Binetsu) von Marina Umezawa
- Imitation Play von Ann Homare
- Im Jahrtausendwald von Jirō Taniguchi
- Im Namen der Meerjungfrau (Mio no na no moto ni) von Yoshino Fumikawa und Miya Tashiro
- Imprisoned Hearts (Prison Hearts) von Hikaru Suruga
- Im Schatten der Fabriken (Kōjō Yakei) von Rie Aruga
- Im Schleier der Nacht (Komadori wa, Yoru no Tobari) von Fumi Tsuyuhisa
- In/Spectre (Kyokō Suiri) von Kyo Shirodaira und Chasiba Katase
- In A Distant Time von Tohko Mizuno
- Infection von Tōru Oikawa
- Inked: Unter deiner Haut (Brother Auto Spot) von Mikuro Noichi
- In Love With You von Saki Aikawa
- Innocent von Shinichi Sakamoto
- Innocent Gangster (Gokudō Naive) von Mariko Nekono
- In Sachen… von Shiho Watanabe
- Inside Mari (Boku wa Mari no Naka) von Shuzo Oshimi
- Insomniacs After School (Kimi wa Hōkago Insomnia) von Makoto Ojiro
- Inspector Akane Tsunemori von Hikaru Miyoshi
- Interviews mit Monster-Mädchen (Demi-chan wa Kataritai) von Petosu
- In these Words von TogaQ und Kichiku Neko
- In this Corner of the World (Kono Sekai no Katasumi ni) von Fumiyo Kōno
- Inu Yasha von Rumiko Takahashi
- Invisible Boy von Hotaru Odagiri
- Invisible Joe von Muneyuki Kaneshiro und Sera Kesera
- Ipomoea von Hiromi Takashima
- Iris Zero von Takana Hotaru und Piroshiki
- Ein irrer Flitzer von Hitoma Iruma und Hiroto Ida
- Irritated Bare Skin (Iratsuku Suhada) von Yuho Okita
- Is Dorothy in a Bad Temper? von Sora Hoonoki
- Isekai Office Worker (Isekai no Sata wa Shachiku Shidai) von Wakatsu Yatsuki, Kazuki Irodori und Kikka Ohashi
- Is it Wrong to Try to Pick Up Girls in a Dungeon? von Fujino Oomori und Kunieda
- Is Love the Answer? (Kimi no Sekai ni Koi Wanai) von Uta Isaki
- Is my hobby weird? (Watashi no Shumi tte Hen Desu ka?) von Comaku
- I think I turned my childhood friend into a girl (Koisuru (Otome) no Tsukurikata) von Azusa Banjo
- It Smells Like Lust (Nemuru Kōmori) von Banana Nangoku
- It's my life von Imomushi Narita
- It’s the Journey not the Destination von Tanaka Ogeretsu
- I want to be killed by your love von Kasane Katsumoto
- I Want to Crush Your Brush (Kimi no Fude wo Oritai) von Shino Kawahara
- I want to do what Lovers do (Tomodachi Ijō no Koto, Shitai.) von Tomo Kurahashi
- I will love you tenderly (Soredemo, Yasashii Koi o Suru) von Kō Yoneda

## J
- Ja-Dou von Mamiya Oki und Tsubasa Kawahara
- Jagaaan von Muneyuki Kaneshiro und Kensuke Nishida
- Jäger (Ryōken Tantei) von Itsura Inami und Jirō Taniguchi
- Japan von Kentarō Miura und Buronson
- Japan GmbH von Shōtarō Ishinomori
- Jealousy von Scarlet Beriko
- Jealousy Blinds Love von Eiji Nagisa
- Jiangshi X von Norihiko Kurazono
- Jigoku no MERODI von Angelika Diem und Dominik Morie
- Jimikoi – Simple Love von Ema Toyama
- Jiraishin von Matz Mainka und Tsutomu Takahashi
- JoJo’s Bizarre Adventure (Jojo no Kimyō na Bōken) von Hirohiko Araki
- Joker: One Operation Joker von Satoshi Miyakawa und Keisuke Gotō
- Josie, der Tiger und die Fische (Josee to Tora to Sakana-tachi) von Seiko Tanabe und Nao Emoto
- Joy von Etsuko
- Joy Second von Etsuko
- Judge von Yoshiki Tonogai
- Juicy Cider von Rize Shinba
- Jujutsu Kaisen von Gege Akutami
- Jumping von Asahi Tsutsui
- Jünger als ich (Toshishita no Otokonoko) von Chihiro Hiro
- Der Junge und das Biest von Renji Asai und Mamoru Hosada
- Junji Itos Katzentagebuch (Ito Junji no Neko Nikki: Yon & Mu) von Junji Itō
- Junjo Romantica von Shungiku Nakamura
- Ju-on: The Grudge von Takashi Shimizu und Miki Rinno
- Just around the Corner von Toko Kawai
- Just because I love you (Tadatada Suki to Iu Dake de) von Honoji Tokita

## K
- K von Shiro Tosaki und Jiro Taniguchi
- K-On! von kakifly
- K-ON! College von kakifly
- K - Countdown von GoHands, GoRa und Yui Kuroe
- K – The First – von Hideyuki Furuhashi und Rin Kimura
- Kabukicho Bad Trip von Eiji Nagisa
- Kagamigami von Toshiaki Iwashiro
- Kageki Shojo!! Ouvertüre von Kumiko Saiki
- Kageki Shojo!! von Kumiko Saiki
- Kagerou Daze von Mahiro Satō und Jin
- KageTora von Akira Segami
- Kagome Kagome von Toshiki Yui
- Kagurabachi von Takeru Hokazono
- Kaguya-sama: Love is War (Kaguya-sama wa Kokurasetai - Tensai-tachi no Renai Zunōsen) von Aka Akasaka
- Kaikan Phrase von Mayu Shinjo
- Kaine von Kaori Yuki
- Kaito Kid von Gosho Aoyama
- Kaito St. Tail von Megumi Tachikawa
- Kajika von Akira Toriyama
- Kaiju No. 8 von Naoya Matsumoto
- Kaikisen – Zurück ins Meer von Satoshi Kon
- Kaina of the Great Snow Sea (Ōyukiumi no Kaina) von Tsutomu Nihei und Itoe Takemoto
- Kaiu Shirai x Posuka Demizu Short Stories (Shirai Kaiu x Demizu Posuka Tanpenshū) von Shirai Kaiu und Demizu Posuka
- Kakegurui von Homura Kawamoto und Tooru Naomura
- Kakegurui Midari von Homura Kawamoto und Yūichi Hiiragi
- Kamichama Karin von Koge-Donbo
- Kami Kami Kaeshi von Ema Tōyama
- Kamikaze von Satoshi Shiki
- Kamikaze Kaito Jeanne von Arina Tanemura
- Kamisama Darling von Kyoko Aiba
- Kamisama Kiss von Julietta Suzuki
- Kamiyadori von Kei Sanbe
- Kampf der Verführergiganten: Schürzenjägerlegende vs. Fummelkönig (Densetsu no Yarichin VS Teppeki no Shiriana) von Totofumi
- Kämpfer von Toshihiko Tsukiji und Yu Tachibana
- Kamui von Sanpei Shirato
- Kanojo mo Kanojo – Gelegenheit macht Liebe von Hiroyuki
- Kaoru und Rin (Kaoru Hana wa Rin to Saku) von Saka Mikami
- Kare First Love von Miyasaka Kaho
- Kare Kano von Masami Tsuda
- Karneval von Tōya Mikanagi
- Der Kartograph von Jirō Taniguchi
- Kasane von Daruma Matsura
- Kase-san (Asagao to Kase-san.) von Hiromi Takashima
- Kashinfu von Makoto Tateno
- Katekyo! von Yū Moegi
- Katsura & Toriyama Short Stories von Akira Toriyama und Masakazu Katsura
- Die Katzen des Louvre (Louvre no Neko) von Taiyō Matsumoto
- Kaya-chan hat keine Angst (Kaya-chan wa Kowakunai) von Yuritaro
- Keep Out von Hirotaka Kisaragi
- Kein Dad wie jeder andere (Futsutsuka na Oyako de wa Arimasu ga) von Chōjin
- Keine Cheats für die Liebe (Wotaku ni Koi wa Muzukashii) von Fujita
- Kein Kuss, bevor du 20 bist (※Kiss wa Hatachi ni Natte kara) von Nonoko
- Kei x Yaku: Gefährliche Partner (Kei x Yaku: Abunai Aibō) von Yoshie Kaoruhara
- Kekkaishi von Yellow Tanabe
- Kemono Friends – Willkommen im Japaripark! (Kemono Friends: Yōkoso Japari Park e!) von Furai
- Kemono Jihen – Gefährlichen Phänomenen auf der Spur von Shō Aimoto
- Kenka Bancho Otome – Battle Royale der Liebe von Spike Chunsoft und Chie Shimada
- Kenshin von Nobuhiro Watsuki
- Ketzer – Tödliches Wissen über die Bewegungen der Erde (Chi – Chikyū no Undō ni Tsuite) von Uoto
- Kigurumi Planet von Ellie Mamahara
- Kiiri von Yukako Kabei und Shiori Teshirogi
- Kijin Gentosho - Dämonenjäger (Kijin Gentōshō) von Motoo Nakanishi und Yū Satomi
- Kikaider Code 02 von Shōtarō Ishinomori und Meimu
- Kiken Mania – Gefährliche Leidenschaft von Kana Nanajima
- Kilala Princess von Rika Tanaka und Nao Kodaka
- Killers in Love (Kimi ni Koisuru Satsujinki) von Enma Akiyama
- KILL la KILL von Kazuki Nakashima, Trigger und Ryo Akizuki
- Killing Bites von Kazuasa Sumita und Shinya Murata
- Killing Morph von Masaya Hokazono und Nokuto Koike
- Kimba, der weiße Löwe von Osamu Tezuka
- Kimi ga suki – I luv u von Ayu Watanabe
- Kimi ni nare - Finde dich selbst von Ichigo Takano
- Kimono Boys – Me de shireru yoru no junjō von Ami Suzuki
- Kindaichi Shonen no Jikenbo von Yozaburo Kanari und Fumiya Sato
- Das Kind, das ich in meinen Träumen sah (Yume de Mita Ano Ko no Tame ni) von Kei Sanbe
- Die Kinder der Shiunji-Familie (Shiunji-ke no Kodomotachi) von Reiji Miyajima
- Kinder des Fegefeuers (Rengoku ni Warau) von Kemuri Karakara
- Kindergarten Wars (Yōchien Wars) von Yō Chiba
- Kingdom Hearts von Shiro Amano
- Kingdom Hearts III von Tetsuya Nomura und Shiro Amano
- King in a Lab Coat (Hakui no Ō-sama) von Retsu Ayase
- King’s Game – Ousama Game von Ryo Takagi
- King of Bandit Jing von Yuichi Kumakura
- King of My Heart (Mister-sama Niwa Nakasarenai) von Okaka
- Kiraide Isasete - Lass mich dich hassen von Hijiki
- Kirara von Toshiki Yui
- Kire Papa von Ryō Takagi
- Kirihito von Osamu Tezuka
- Kirschblut – Dead Friend’s Love Letter von Hina Sakurada
- Die Kirschblütenprinzessin (Koi to Kemono to Seitokai) von Yuki Shiraishi
- Kiss von Eiki Eiki
- Kiss and Regret von Mio Nanao
- Kiss & Hug von Kaco Mitsuki
- Kissing the Flower in Bloom (Hana to Kuchizuke) von Samako Natsu
- Kiss Me, Teacher von Hodoka Kodaka
- Kiss My Ass von Takeshi Ohmi
- The Kiss of Blood von Makoto Tateno
- Kiss of Rose Princess von Aya Shōoto
- Kiss of the Fox (Koyoi, Kimi to Kiss no Chigiri o) von Saki Aikawa
- Kiss of the Innocent (Innocent wo Kegasu Kiss) von Emu Soutome
- Kiss × Death von Yasuhiro Kano
- Kitaro (Gegege no Kitarō) von Shigeru Mizuki
- Kitchen Princess (Kitchen no Ohime-sama) von Natsumi Andō
- Kizu von Otsuichi
- Kizuna von Kazuma Kodaka
- Der Klang meines Herzens (Nibiiro Musica) von Kemeko Tokoro
- Der Klang meines Herzens – Flitterwochen (Nibiiro Musica – Engage Vacation) von Kemeko Tokoro
- Kleine Katze Chi (Chi’s Sweet Home) von Konami Kanata
- Der kleine König Valum von Moyamu Fujino
- Kleine Prinzessin Sara von Frances Hodgson Burnett und Azuki Hotei
- Kleiner Schmetterling von Hinako Takanaga
- Kleiner Tai & Omi Sue - Süße Katzenabenteuer (Sue to Tai-chan) von Konami Kanata
- Kleines Biest von Haruka Fukushima
- Kleine Schätze (Haruta Nana Renai Monogatari Shu) von Nana Haruta
- Kneel Down and Ask for Love (Hizamazuite Ai o Tou) von Nonono Yamada
- Knights of Sidonia von Tsutomu Nihei
- Kobato. von Clamp
- Kodomo no Omocha von Miho Obana
- Koimonogatari - Love Stories von Tohru Tagura
- Koitomo!? von Yū Moegi
- Kōkō Debut von Kazune Kawahara
- Kokoro Button von Maki Usami
- Komi can't communicate (Komi-san wa Komyushou Desu.) von Tomohito Oda
- König der Dornen von Yūji Iwahara
- Der König der Untoten des Dunklen Palasts (Kuraki Kyuuden no Shisha no Ou) von Tsukikage
- Der konkurrenzlose Weise – Mit der Hilfe von Gaming-Wissen zur Nummer eins einer anderen Welt (Isekai Kenja no Tensei Musō – Game no Chishiki de Isekai Saikyō) von Shotō Shinkō und Sanjū Sanjū
- Die KonMari-Methode (Manga de Yomu Jinsei ga Tokimeku Katazuke no Mahō) von Marie Kondō und Yūko Uramoto
- Konosuba! God's Blessing on this Wonderful World! (Kono Subarashii Sekai ni Shukufuku o!) von Natsume Akatsuki, Kurone Mishima und Masahito Watari
- K.O. vor Glück von Hinako Takanaga
- Korosensei Quest! (Ansatsu Kyōshitsu Spin-off Koro-sense Q!) von Kizuku Watanabe und Jō Aoto
- Korsar der Liebe von Fūko Minami und Erii Misono
- Korsar der Liebe – Im zunehmenden Mond von Fūko Minami und Erii Misono
- Köstlich verliebt! (Itadakimasu, Gochisō-sama) von Tomo Kurahashi
- Koyo – Die exzentrische Ärztin des Mondblumenreichs (Gekkakoku Kiiden) von Tohru Himuka
- Kreidetage von Kozue Chiba
- Kubo Won’t Let Me Be Invisible (Kubo-san wa Boku wo Yurusanai) von Nene Yukimori
- Der Küchenprinz von Junko
- Kuhime von Hideo Takenaka
- Kung-Fu-Girl Juline von Narumi Kakinōchi
- Kurenai von Kentaro Katayama und Yamato Yamamoto
- Kuro von Somato
- Kurokoi von Ryō Takagi
- Kuroko’s Basketball (Kuroko no Basuke) von Tadatoshi Fujimaki
- Kuroneko – Auf heißen Pfoten! von Aya Sakyo
- Kuroneko – Fang mich! von Aya Sakyo
- Kuroneko – Kratz mich! (Fukigen Kareshi no Saraikata) von Aya Sakyo
- Kuroneko – Nachtaktiv von Aya Sakyo
- Kuroneko – Streichel mich! von Aya Sakyo
- Kuroneko – Verwöhn mich! von Aya Sakyo
- Kuroneko – Zeig's mir! von Aya Sakyo
- Küss den Kater (Neko to Kiss) von Miko Senri
- Küsse und Lügen von Rina Yagami
- Küsse & Schüsse – Verliebt in einen Yakuza (Koi to Dangan - Dangerous Lover) von Nozomi Mino
- Küsse und weiße Lilien für meine Liebste (Ano Ko ni Kiss to Shirayuri wo) von Canno
- Küsse unterm Regenbogen von Kakine
- Küss mich richtig, my Lady! (Ojōsama, Otona no Kiss no Ojikan desu) von Kayoru
- Küss mich, Student! von Hinako Takanaga
- Küss ihn, nicht mich! von Junko
- Kuss um Mitternacht (Gozen 0-ji, Kiss Shi ni Kite yo) von Rin Mikimoto
- Kyōkai no Rinne von Rumiko Takahashi
- Kyoko Karasuma von Ohji Hiroi und Yusuke Kozaki

## L
- L.A. Waves von Pengu
- L'Alleluja des Anges von Yō Higuri
- L-DK von Ayu Watanabe
- Der lachende Vampir von Suehiro Maruo
- Lady Snowblood von Kazuo Koike und Kazuo Kamimura
- Lady Snowblood – Auferstehung von Kazuo Kamimura und Kazuo Koike
- Lady’s Orders von Kazuko Furumiya
- The Lady and her Demon Butler von Cocoa Fujiwara
- Lagoon Engine von Yukiru Sugisaki
- La Esperanza von Chigusa Kawai
- Laid-Back Camp (Yurukyan △) von Afro
- Lalala Hallelujah! von Yuka Fujiwara
- Das Land der Juwelen (Hōseki no Kuni) von Haruko Ichikawa
- Lass mich dich flicken (Kimi wo Tsumugu) von Sakura Kurihara
- Lass es uns tun (Hima na no de Hajimete Mimasu.) von Aya Sakyō
- Lass meine Hand nicht los (Kono Te wo Hanasanai de) von Saki Sakimoto
- Last Game von Shinobu Amano
- Last Exit Love von Mayu Sakai
- Last Frontline von Suzu Suzuki, Mita Sato und Takayuki Yanase
- Last Hero Inuyashiki von Hiroya Oku
- La Vie en Doll von Junya Inoue
- The Law of Ueki von Tsubasa Fukuchi
- Lawful Drug von Clamp
- Layla und das Biest, das sterben möchte (Raira to Shinita Gari no Kemono) von Asato Konami und Ejiwa Saita
- Leave Your Marks on my Back (Konosenaka ni Tsume wo Tatete) von Rō Nishimoto
- Lebe deine Liebe von Kaho Miyasaka
- Leb wohl, mein Rosengarten (Sayonara Rose Garden) von Dr. Pepperco
- Die legendäre Hexe wird als unterdrückte Prinzessin wiedergeboren (Shiitagerareta Tsuihou Ōjo wa, Tensei shita Densetsu no Majo deshita) von Tōko Amekawa und Nae Serizawa
- Die Legende von Azfareo - Im Dienst des blauen Drachen (Azufareo no Sobayōnin) von Shiki Chitose
- Legend of Lemnear von Kinzi Yoshimoto und Satoshi Urushihara
- Legend of Mana von Shiro Amano
- The Legend of Zelda von Akira Himekawa
- The Legend of Zelda: A Link to the Past von Shōtarō Ishinomori
- The Legend of Zelda – Ocarina of Time von Akira Himekawa
- The Legend of Zelda: Twilight Princess von Akira Himekawa
- Ein Lehrer zum Verlieben (Kyōshi mo Iroiro Aruwakede) von Nase Yamato
- Lektionen der Liebe von Kanan Minami
- Let me be your Prisoner (Ōji no Hakoniwa) von Chise Ogawa
- Let me see your Jealousy (Kimi no Yakimochi Tabete Mitai) von Makino Nakamura
- Let Me Take Responsibility! (Sekinin Torasete!) von Kyoko Aiba
- Let me undress you (Yasashii Pantsu no Nugasekata) von Maki Masaki
- Let's be a Family (Kazoku ni Narōyo) von Tomo Kurahashi
- Let’s be together (Itsuka Koi ni Naru Made) von Tomo Kurahashi
- Let’s Be Together: Night and Day (Akete mo Kurete mo: Zoku - Itsuka Koi ni naru made) von Tomo Kurahashi
- Let's destroy the Idol Dream (Oretachi Magikō Destroy) von Marumero Tanaka
- Let’s Do It! (Yankee-kun wa Otosaretai) von Noda Nonda
- Let’s Go Home! (Ōchi ni Kaerō) von Yūko Kasumi
- Let’s Play a Love Game (Koi desu ga Koi Janai) von Aya Asano
- Let's play Friendship (Tomodachi Gokko) von Daisy Yamada
- Letter Bee von Hiroyuki Asada
- Die letzte Reise der Schmetterlinge von Kan Takahama
- Leuchtend wie Yukis Liebe von Kayoru
- Level 1 Demon Lord & One Room Hero (Maō to One Room Yūsha) von Tōfu
- Level up for Love (Chiguhagu na Karera no Koi no Yukue) von Mori Kou
- Leviathan von Shiro Kuroi
- Liar Game von Shinobu Kaitani
- Liar Prince and Fake Girlfriend von Rin Miasa
- Liar Queen (Usotsukihime) von Mizuka Yuzuhara
- Lieber Lehrer… von Yaya Sakuragi
- Lieber Liebeskummer (Kanashi) von Mataaki Kureno
- Liebe auf den ersten Biss (Hokenshitsu no Kageyama-kun) von Shinobu Amano
- Liebe braucht keine Worte von Nase Yamato
- Liebe im Anzug (Shitsuji-tachi no Chinmoku) von Hina Sakurada
- Liebe im Fokus (Renzu-Sō no Sankaku) von Yoko Nogiri
- Liebe im Rampenlicht von Mai Ando
- Liebe in Zeiten der Taisho-Ära (Taishō Ren'ai Katsudō) von Shiki Chitose
- Liebe ist (k)ein Wettkampf (Abe-kun ni Nerawaretemasu) von Aki Iwai
- Liebe kennt keine Deadline! (Sensei, Shimekiri made Matte!) von Kayoru
- Liebe, Küsse, Körper von Kozue Chiba
- Liebe ohne Deadline von Ryuta Amazume
- Liebe ohne Drehbuch (Ai no Serifu wa Irimasen) von Umire Konatsu
- Liebe schlägt mir auf den Magen (Koisuru Bokura wa Ichou ga Yowai) von Waku Okuda
- Liebe und andere Lügengeschichten von Kiriko Nananan
- Liebe unter einem Dach von Kakine
- Liebe & Herz (Koi to Shinzō) von Chitose Kaidō
- Liebesbrief mit links von Kozue Chiba
- Liebesgift von Tsubaki Mikage und Ai Aoki
- Liebeslügen (Kanojo wa Uso o Ai Shisugiteru) von Kotomi Aoki
- Liebespfand von Kanoko Sakurakōji
- Liebesskizzen von Aya Sakyo (alias Ayane Ukyo)
- Liebessturm (Suki, tokoro ni yori arashi) von Kaco Mitsuki
- Liebe verbindet Welten (Tonari no Class no Katou-kun) von Miso Umeda
- Der Liebhaber (L'Amant: Koibito) von Kan Takahama
- Lieblingsstücke (Samurai Darling) von Nana Haruta
- Lieb mich, ich bin die Böse! (Rekishi ni Nokoru Akujo ni Naru zo - Akuyaku Reijou ni Naru Hodo Ouji no Dekiai wa Kasoku Suru you desu!) von Jyun Hayase, Izumi Okido und Akari Hoshi
- Lieb mich noch, bevor du stirbst (Tsuiraku JK to Haijin Kyōshi) von Sora Mizuki
- Das Lied der Lämmer von Kei Tōme
- Life von Keiko Suenobu
- Life – Mit dir, ans Ende der Zeit (Life Senjō no Bokura) von Miya Tokokura
- Lightning and Romance (Inazuma to Romance) von Rin Mikimoto
- Light of my Life von Fūko Minami und Takiba
- Like Milk & Honey von Wataru Yoshizumi
- Lili-Men von Takuma Tokashiki
- Lilim Kiss von Mizuki Kawashita
- Liling-Po von Ako Yutenji
- Lilium Terrarium von ED
- Lilo & Stitch von Yumi Tsukirino
- Limit von Keiko Suenobu
- Limit Honey von Nanase
- Lindbergh von Ahndongshik
- Line von Yua Kotegawa
- Die linke Hand Gottes und die rechte Hand des Teufels (Kami no Hidarite, Akuma no Migite) von Kazuo Umezu
- Links von Natsuki Kizu
- Lion and Bride (Lion to Hanayome) von Mika Sakurano
- Lip Flip (Original: Kuchibiru no Yukue) von Nase Yamato
- Lip Smoke von Mai Nishikata
- Liquor & Cigarette von Ranmaru Zariya
- Little Witch Academia von Yoh Yoshinari und Keisuke Satō
- Life lessons with Uramichi (Uramichi Oniisan) von Gaku Kuze
- Living for tomorrow von Taishi Zaou
- Living with Him von Toworu Miyata
- Living with Matsunaga (Living no Matsunaga-san) von Keiko Iwashita
- Lonely Castle in the Mirror (Kagami no Kojō) von Mizuki Tsujimura und Tomo Taketomi
- Lone Wolf & Cub von Kazuo Koike und Gōseki Kojima
- Look Back von Tatsuki Fujimoto
- Looking at Your Profile (Kimi no Yokogao wo Miteita) von Rumi Ichinohe
- Lost Angel von Yō Higuri
- The Loudest Whisper von Temari Matsumoto
- Love & Lies (Koi to Uso) von Musawo
- Love All Apartment von Raika Miki
- Love and Fortune (Koi no Tsuki) von Akira Nitta
- Love and let die (Anata wa Korosu Tabi) von Sai Asai
- Love At First Bite (Koi o Hitokuchi) von Papiko Yamada
- Love Berrish! von Nana Haruta
- Love Beast von Kasane Katsumoto
- Love Behind the Mask (Koi wa Kamen no Uchigawa ni) von Yoshimi Muneyama
- Love Blog!! von Akira Fujiwara
- Love Blog!! Next von Akira Fujiwara
- Love Celeb von Mayu Shinjo
- Love Chains (Kimi sae mo Ai no kusari) von Maju Shinjo
- Love Cotton von Chan Kashinoki
- Love Cupid von Miki Kiritani
- Love Drops (Love Suton) von Kakine
- Love Escape (Tōhikō ja Arumaishi) von Takuan
- Love Fever von Papiko Yamada
- Love Fighter von Nanako Matsumoto
- Love Flag Girls von Itsumi Takahashi
- Love Giant von Kasane Katsumoto
- Love Guardians (Shugoreisama ni Tsuite Koi) von Ryō Takagi
- Love Hina von Ken Akamatsu
- Love Hotel Princess von Ema Tōyama
- Love Hustler von Reiichi Hiiro
- Love Hour von Kazumi Ohya
- Love Incantation von Kazumi Ōya
- Love in Hell von Reiji Suzumaru
- Love is a Stupid Thing (Koi to wa Baka de Aru Koto da) von Tanaka Ogeretsu
- Love Kingdom von Yamada Komomo
- Loveless von Yun Kouga
- Love Live! School Idol Project von Sakurako Kimino und Arumi Tokita
- Love Live! School Idol Diary von Masaru Oda und Sakurako Kimino
- Lovelock of Majestic War (Eisen no Lovelock) von Tatsuya Shihira
- Love Love Mangaka (Hatsukoi Shinan) von Yu Yabuuchi
- Lovely Ice Cream von Itsuru Minase
- Lovely Notes (Seishun Note) von Umi Ayase
- Love Me for Who I Am (Fukakai na Boku no Subete o) von Kata Konayama
- Love Mode von Yuki Shimizu
- Love Monster von Mio Junta
- Love Nest von Yū Minaduki
- Love Nest 2nd von Yū Minaduki
- Love Prism von Kae Maruya
- Love Observation (Negoya-kun no Renai Kansatsu) von Ryō Takagi
- Love of Kill (Koroshi Ai) von Fe
- Love on the Job von Chihiro Harumi
- Love Revolution (Otometeki Koi Kakumei Love Revo!!) von Yuuki Fujinari
- Love Rookies von Papiko Yamada
- Lovers High - Meine beste Freundin, ihr Freund und ich (Lovers High ~Shinyuu no Kareshi to Matching Shite Shimata~) von Michiru Eizuka und Karin Anzai
- Lovesick Ellie (Koi Wazurai no Ellie) von Fujimomo
- Lovesickness - Liebeskranker Horror (Ito Junji Jisen Kessakushu Shibito no Koi Wazurai) von Junji Itō
- Love Stage!! von Eiki Eiki und Taishi Zaō
- Love Stories von Mayu Minase
- Love Trouble von Saki Hasemi und Kentarō Yabuki
- Love Trouble Darkness von Saki Hasemi und Kentaro Yabuki
- Love und War – Die wahre Geschichte des unverantwortlichen Captain Tylor von Hitoshi Yoshioka und Kotaro Mori
- Lover’s Position von Masara Minase
- Love Whispers In The Rusted Night von Ogeretsu Tanaka
- Lovey Dovey von Aya Oda
- Ludwig II von You Higuri
- Ludwig Revolution von Kaori Yuki
- Ludwig Fantasia (Ludwig Gensōkyoku) von Kaori Yuki
- Lullaby of the Dawn (Yoake no Uta) von Ichika Yuno
- Lumen Lunae von Mineko Ohkami
- Luminous Blue (Luminous = Blue) von Kiyoko Iwami
- Lunatic World (Yōkai navi Runa) von Michiyo Kikuta und Miyoko Ikeda
- Lupin III – Anthology von Monkey Punch
- Lust von Ronin Tenjiku
- Lust auf ein Date? (Tsukiatte agete mo ii ka na) von Tamifuru
- Lycoris Recoil: React von Spider Lily, Midori Hagi, Marco Nii, Takeshi Nogami, Ryōichi Saitaniya, Tsuchii, Hajime Yoshida
- Lycoris Recoil: Reload von Spider Lily, Akitaka, fu-ta, Muru Imigi, Peke, Tachi und Tadadi Tamori
- Lycoris Recoil: Repeat von Spider Lily, Ginmoku, GUNP, Takeshi Kojima, Mekimeki, Mikazuchi, Miki Morinaga, Ryō Niina, Jizai Nyoi, Ree, Ren Sakuragi, sometime, Raika Suzumi, Itsuki Takano, Nikomi Wakadori
- Lynn Okamoto Short Story Collection von Lynn Okamoto
- Lythtis von Hiroyuki Utatane

## M
- Machimaho - Magical Girl by Accident (Machigatta ko wo Mahō Shōjo ni Shite Shimatta) von Souryu
- Macross 7 Trash von Haruhiko Mikimoto
- Made in Abyss von Akihito Tukushi
- Mad Love Chase von Kazusa Takashima
- MADK von Ryo Sumiyoshi
- Mad Matic von Akira Toriyama
- Mädchenherz von Ayu Watanabe
- Mädchen am Strand von Inio Asano
- Mädchen in all ihren Farben (Kimiiro Shōjo) von Miman
- Mädchen x Mädchen (Shōjo²) von Miman
- Madokas Geheimnis (Madoka no Himitsu) von Deme Kingyobachi
- Magatsuhi.com von Issei Mori und Soda Inui
- Magi: The Labyrinth of Magic von Shinobu Ohtaka
- Magic Knight Rayearth von Clamp
- Magic Shoe Shop von Mayu Sakai
- Magical Girl Site von Kentarō Satō
- Magical Girl Site Sept von Kentarō Satō und Toshinori Sogabe
- Magical Girl of the End von Kentarō Satō
- Magical sweet Mermaid von Itsuru Minase
- Magic Circle Chrono Canon (Mahōjin Chronocanon) von Kyōko Kumagai
- Magico von Naoki Iwamoto
- Magic – The Gathering: Zerstöre die Menschheit. Sie kann nicht regeneriert werden. (Subete no Jinrui o Hakai suru. Sorera wa Saisei dekinai.) von Katsura Ise und Takuma Yokota
- Magilumiere Inc. (Kabushiki Gaisha MagiLumiere) von Sekka Iwata und Yu Aoki
- Die magische Konditorin Kosaki (Magical Pâtissière Kosaki-chan) von Naoshi Komi und Taishi Tsutsui
- Magister Negi Magi von Ken Akamatsu
- Magister Negi Magi Neo von Takuya Fujima und Ken Akamatsu
- Magmell of the Sea Blue (Gunjō no Magmel) von Dainenbyō
- Magus of the Library (Toshokan no Daimajutsushi) von Mitsu Izumi
- Mai von Kazuya Kudo und Ryōichi Ikegami
- Mai Ball – Fussball ist sexy! von Sora Inoue
- Maiden Spirit Zakuro (Otome Yōkai Zakuro) von Lily Hoshino
- Maid-sama von Hiro Fujiwara
- Maid-Sama Marriage (Kaichō wa Maid-sama! Marriage) von Hiro Fujiwara
- Mail – Botschaften aus dem Jenseits von Hōsui Yamazaki
- Maison Ikkoku von Rumiko Takahashi
- Maka Maka von Torajiro Kishi
- Maken-Ki von Takeda Hiromitsu
- Maken X von Q Hayashida
- Mama colle von Ema Tōyama
- Mamotte! Lollipop von Michiyo Kikuta
- Manga Biografien: Beethoven von Natsumi Mukai
- Manga Biografien: Kleopatra von Natsumi Mukai
- Manga Love Story von Katsu Aki
- Manga Love Story For Ladies von Katsu Aki
- Manga Zeichenkurs von Akira Toriyama und Akira Sakuma
- Manga-Zeichnerin vs. Deutsche (Shōjo Mangaka vs Doitsunin) von Hirara Natsume
- Manhole von Tetsuya Tsutsui
- Männlich? Weiblich? Unbeschreiblich! (Akira-kun Kamo Shirenaishi Akira-chan Kamo Shirenai) von Yasuko
- Der Mann meines Bruders (Otōto no Otto) von Gengoroh Tagame
- Mann ohne Liebe von Kano Miyamoto
- Mao Can’t Choose a Gender (Mikazuki Mao wa Seibetsu o Erabenai) von Kiina Nishino
- Mär von Nobuyuki Anzai
- Märchenwelten (Love Story Collection of Yōko Maki) von Yōko Maki
- Maria’s Judgement (Maria no Danzai) von Kazuki und Junto Kamejima
- Maria the Virgin Witch von Masayuki Ishikawa
- Marie & Elie von Yoshihiko Ochi
- Marmalade Boy von Wataru Yoshizumi
- Marmalade Boy Little von Wataru Yoshizumi
- Marriage Toxin von Jōmyakun und Mizuki Yoda
- Marry Grave von Hidenori Yamaji
- Mars von Fuyumi Sōryō
- Mars Red von Bun-O Fujisawa und Kemuri Karakara
- Mascara Blues von Io Sakisaka
- Mashima-en von Hiro Mashima
- Mashima Hero's von Hiro Mashima
- Mashle: Magic and Muscles von Hajime Kōmoto
- Mathe-Manga Analysis von Hiroyuki Kojima
- Mauri und der Drache (Mauri to Ryū) von Haruhira Moto
- Maus sei Dank (Nezu-san no Ongaeshi) von Hamasaki
- Mechanical Marie – Mein Hausmädchen ist (k)ein Roboter? (Kikaiji Kake no Marii) von Aki Akimoto
- Medalist von Ikada Tsurumaikada
- Der Meermann, der Prinz und der lügende Dämon (Ningyo to Ōji to Usotsuki Akuma) von Tokishiba
- Meet me Online (Hero Nanka ja nai) von Kashi Ui
- Mega Man ZX von Shin Ogino
- Megumi & Tsugumi – Alphatier vs. Hitzkopf von Mitsuru Si
- Mehr als ein Geheimnis von Mai Ando
- Mehr als nur Freunde von Yuo Yodogawa
- Mehr als tausend Worte (Me wa Kuchi hodo ni Koi to lu) von Hagi
- Mein anhänglicher Dämonenkönig (Yo ni mo Kahogo na Maō-sama) von Miko Senri
- Mein Buchcafé in einer anderen Welt (Isekai ni Kyūseishu to shite Yobaremashita ga, Around 30 ni wa Muri na no de, hissori Book Café Hajimemashita.) von Kyōka Izumi, Ōmiya, Reiko Sakurada
- Mein Chef & Diener von Yuki Yoshihara
- Meine Arbeit als Missionar in einer gottlosen Welt (Kaminaki Sekai no Kamisama Katsudō) von Aoi Akashiro und Hangetsuban Sonshō
- Meine erste Liebe (Kare no Hatsukoi wa, Doku ka Arui wa.) von Iroha Megu
- Meine ganz besondere Hochzeit (Watashi no Shiawase na Kekkon) von Akumi Agitogi und Rito Kohsaka
- Meine Kollegin, ihr Besen und ich (Majo-senpai Nichijō) von Maka Mochida
- Meine lesbische Erfahrung mit Einsamkeit (Sabishisugite Lesbian Fuzoku Ni Ikimashita Report) von Kabi Nagata
- Meine Liebe (Meine Liebe: Eien naru Traumerei) von Rei Izawa
- Meine manchmal etwas anstrengende Verlobte (Kimi wa Mendō na Konyakusha) von Monaka Toyama und Midori Shiino
- Meine unerwiderte Liebe (Tatoe Todokanu Ito da to Shite mo) von tMnR
- Meine Wiedergeburt als Schleim in einer anderen Welt (Tensei Shitara Slime Datta Ken) von Fuse und Taiki Kawakami
- Meine Wiedergeburt als Schleim in einer anderen Welt – Das Leben im Land der Dämonen (Tensei Shitara Slime datta Ken Ibun - Makoku Gurashi no Trinity) von Fuse und Tae Too
- Meine Wiedergeburt als Schleim in einer anderen Welt – Kleimans Rache (Tensei Shitara Slime Datta Ken: Clayman Revenge) von Fuse und Wataru Kajika
- Meine wilden Hochzeiten (Hapikon!) von Chitose Yagami
- Meine wunderbaren Brüder (Futei de Furachi na Ani desu ga.) von Yuki Shiraishi
- Mein Freund, der Hexer (Osana Najimi no Majo ni Tsuite) von Asato Shima
- Mein geliebter Gaming-Freund ist mein fieser Boss?! (Online Game Nakama to Sashi Off shitara Shokuba no Onijōshi ga Kita.) von Nmura
- Mein geliebter Geliebter von Waka Sagami
- Mein Gemahl, sein Geisterschloss und ich (Yūreijō no Danna-sama) von Yuki Shibamiya
- Mein göttlicher Verehrer von Keiko Sakano
- Mein heißer Mitbewohner (Micchaku Room Share) von Akiho Kōsaka
- Mein hübsches Ego von Mariko Nekono
- Mein Isekai-Leben – Mit der Hilfe von Schleimen zum mächtigsten Magier einer anderen Welt (Tensei Kenja no Isekai Life - Daini no Shokugyou o Ete, Sekai Saikyou ni Narimashita) von Shotō Shinkō und Ponjea
- Mein Leben als Werwolf-Butler (Jinrō Shitsuji no Bussō na Nikka) von Megumi Muraoka
- Mein Leben mit Papa und Papa (Boku no Papa to Papa no Hanashi) von Roji
- Mein Lover ist ein Monster (Fiancé wa monster) von Pink Hanamori
- Mein Nachbar, der Herzensdieb (Tonari no Otoko) von Hagi
- Mein Nachbar Yokai (Tonari no Yōkai-san) von noho
- Mein neues Leben als Hexe in einer fremden Welt (Tensei Majo wa Horobi wo Tsugeru) von Teiru Yuzuhara und Sora
- Mein Prinz vom anderen Stern von Meca Tanaka
- Mein Ritter ist kein Engel (Hikikomori Hime to Dokuzetsu Kishi-sama) von Yukari Sakai
- Mein Schulgeist Hanako (Jibaku Shōnen Hanako-kun) von AidaIro
- Mein Schulgeist Hanako – After School (Hōkago Shōnen Hanako-kun) von AidaIro
- Mein*Star (Oshi no Ko) von Aka Akasaka und Mengo Yokoyari
- Mein Untergang an der Schule Gottes (Kami-sama Gakkō no Ochikobore) von Natsu Hyūga und Modomu Akagawara
- Mein verfluchter Bräutigam von Eri Kagami und Shinobu Matsu
- Mein Weg in dein Herz von Hideki Kawai
- Mein wildes Geheimnis (Watashi no Ōkami-kun) von Yoko Nogiri
- Mein Wunsch, von einer Oberschülerin getötet zu werden (Joshikōsei ni Korosaretai) von Usamaru Furuya
- Meisterdetektiv Ron Kamonohashi (Kamonohashi Ron no Kindan Suiri) von Akira Amano
- Merit und der ägyptische Gott (Merito Aikyū God) von Fuyu Tsuyama und Yukari Sakai
- Mermaid Prince (Ningyo Ōji) von Kaori Ozaki
- Merry Bad End von Mayu Sakai
- Merry Nightmare von Yoshitaka Ushiki
- Memento Mori von Fumiko Fumi
- Men's Life - Mein geheimes Leben unter Jungs (Men's Life) von Ayu Watanabe
- Men who cannot be honest about their feelings von Sakuya Fujii
- Men who cannot get married von Sakuya Fujii
- Mermaid Melody – Pichi Pichi Pitch! von Hanamori Pink und Yokote Michiko
- Mermaid Prince (Ningyo Ōji) von Kaori Ozaki
- Mermaid Saga von Rumiko Takahashi
- Merupuri – Der Märchenprinz von Matsuri Hino
- Der Metalhead von nebenan (Tonari no Metaller-san) von Mamita
- Midnight (Midnight Delivery Sex) von Neneko Narazaki
- Midnight Rain von CTK
- Midnight Secretary von Tomu Ohmi
- Midnight Wolf von Tomu Ohmi
- Midnight Spell von Tomu Ohmi
- Midori – Das Kamelienmädchen (Shōjo Tsubaki) von Suehiro Maruo
- Midori – Der Freund meiner Schwester (Oneechan no Midori-kun) von Amu Meguro
- Midori Days von Kazurō Inoue
- Midnight Heart Tune (Mayonaka Heart Tune) von Masakuni Igarashi
- Midnight Monologue (Yoiyoi Monologue) von Jyanome
- Mieruko-chan – Die Geister, die mich riefen (Mieruko-chan) von Tomoki Izumi
- Migi & Dali – Dangerous Quest (Migi to Dari) von Nami Sano
- Mikamis Liebensweise (Mikami-sensei no Aishikata) von Hiro Aikawa
- Mika's Magic Market (Mahōtsukai no Insatsujo) von Mochinchi und Yasuhiro Miyama
- Mila Superstar (Attack No.1) von Chikako Urano
- Million Girl von Kotori Momoyuki
- Milk Crown H von Aqua Mizuto
- Mimic royal princess von Utako Yukihiro
- Minamoto Monogatari – 14 Wege der Versuchung von Minori Inaba
- Minato’s Coin Laundry (Minato Shōji Coin Laundry) von Yuzu Tsubaki von Sawa Kanzume
- Minecraft – Eine Reise zum Ende der Welt (Minecraft – Sekai no Hate no Tabi) von Kazuyoshi Seto
- Miniature Garden of Twindle (Twin Doll no Hakoniwa) von Machico Chino
- Minimum von Maya Miyazaki
- Miracle Nikki von Nikki Inc und Mika Sakurano
- Miracles of Love von Io Sakisaka
- Miraculous – Die Abenteuer von Ladybug und Cat Noir von Koma Warita und Riku Tsuchida
- Mirai Nikki von Sakae Esuno
- Mirai Nikki Mosaik von Sakae Esuno
- Mirai Nikki Paradox von Sakae Esuno
- Mirmo! von Hiromu Shinozuka
- Miroirs von Shirai Kaiu von Demizu Posuka
- Mischievous Gal Anjou-san (Yancha Gal no Anjou-san) von Yuichi Kato
- Misery Loves Company (Saiyaku wa Boku o Suki Sugiru) von Satoru Kannagi und Etsumi Ninomiya
- Mishonen Produce von Ichinose Kaoru
- Miss 130 von Chiyoji Tomo
- Missile Happy! von Miki Kiritani
- Mission Liebe von Haruka Fukushima
- Mission: Yozakura Family (Yozakura-san Chi no Daisakusen) von Hitsuji Gondaira
- Miss Kobayashi's Dragon Maid (Kobayashi-san Chi no Maid Dragon) von Kyōshinja Cool
- Mistress Fortune von Arina Tanemura
- Misty Girl von Toshiki Yui
- Der mit dem Teufel tanzt (Oroka na Tenshi wa Akuma to Odoru) von Sawayoshi Azuma
- Mit dir allein von Ayu Watanabe
- Mit dir bis ans Ende der Welt von Aya Oda
- Mit dir im Wunderland (Kimi to Wonderland) von Kana Watanabe
- Mit Schwert und Bogen von Kai Setsuna
- Mitsuboshi Colors von Katsuwo
- Mixed-up first Love (Kieta Hatsukoi) von Wataru Hinekure und Aruko
- Miyako – Auf den Schwingen der Zeit von Kyoko Kumagai
- Miyuki-chan im Wunderland von Clamp
- Mizu no Kioku – Memories of water von Sakuragi Yayas
- Mobile Suit Gundam the Origin von Yoshiyuki Tomino und Yoshikazu Yasuhiko
- Mob Psycho 100 von ONE
- Mob Psycho 100: Reigen von ONE
- Moe Kare!! von Gō Ikeyamada
- Momo – Little Devil von Mayu Sakai
- MoMo -the blood taker- von Akira Sugito
- Der Mond in einer Regennacht (Amayo no Tsuki) von Kuzushiro
- Monochrome Kids von Ryōko Fukuyama
- Mononogatari – Die Wächter der Artefaktgeister von Onigunsō
- Monotone Blue von Nagabe
- Monster von Naoki Urasawa
- Die Monster AG von Hiromi Yamafuji und Disney
- Monster Collection von Sei Itoh und Hitoshi Yasuda
- Monster Hunter Flash Hunter von Keiichi Hikami und Shin Yamamoto
- Monster Hunter Orage von Hiro Mashima
- Monster im Schafspelz (Hitsuji no Kawa wo Kita Kemono) von Kyugo
- Die Monster Mädchen von Okayado
- Monstermäßig verknallt (Otome Monster Caramelize) von Spica Aoki
- Die Monster Mädchen Anthologie
- Monster Master von Ryō Takagi
- Monster Soul von Hiro Mashima
- Mooning Over You (Uruwashi no Yoi no Tsuki) von Mika Yamamori
- Mord im Dekagon (Jukkakukan no Satsujin) von Yukito Ayatsuji und Hiro Kiyohara
- Morgens, Mittags, Abends (Asa mo hiru mo yuro mo) von Kotomi Aoki
- More Than a Doll (Sono Bisque Doll wa Koi wo suru) von Shinichi Fukuda
- Moriarty the Patriot (Yūkoku no Moriarty) von Ryosuke Takeuchi und Hikaru Miyoshi
- Moriarty the Patriot: The Remains (Yūkoku no Moriarty: The Remains) von Yosuke Saita und Hikaru Miyoshi
- Moryo Kiden von Tamayo Akiyama
- Motokare Retry von En Hanaya
- Mother’s Spirit von Enzou
- Mouse von Hiroshi Itaba und Satoru Akahori
- Moving Forward (Aruitou) von Nagamu Nanaji
- MPD Psycho (Tajū Jinkaku Tantei Psycho) von Eiji Otsuka und Sho-u Tajima
- Mr. Mallow Blue von Akaza Samamiya
- Mr. Nobody – Auf den Spuren der Vergangenheit von Gō Tanabe
- Mr. Villain's Day Off (Kyūjitsu no Warumono-san) von Yū Morikawa
- MS G-Unit von Hajime Yatate, Yoshiyuki Tomino und Koichi Tokita
- MS Z Gundam von Kondo Kazuhisa und Yoshiyuki Tomino
- Mujina into the Deep von Inio Asano
- Murciélago von Kana Yoshimura
- Muriel – Wächterin der heiligen Bestien (Hikikomori Reijō wa Hanashi no wakaru Seijūban) von Tōko Yamada, Machi und Soto Ōba
- Museum von Ryōsuke Tomoe
- Mushihime – Insect Princess von Masaya Hokazono und Yū Satomi
- Mushishi von Yuki Urushibara
- Mushoku Tensei – In dieser Welt mach ich alles anders (Mushoku Tensei - Isekai Ittara Honki Dasu) von Rifujin na Magonote und Yuka Fujikawa
- MW von Osamu Tezuka
- My beautiful Man (Utsukushii Kare) von Yuu Nagira und Megumi Kitano
- My beloved Saki (Imōto ga Dekimashita.) von Fumie Akuta
- My Boy (Watashi no Shōnen) von Hitomi Takano
- My Boyfriend in Orange (Moekare wa Orenji-iro) von Non Tamashima
- My Broken Mariko von Waka Hirako
- My Capricorn Friend (Yagiza no Yūjin) von Otsuichi und Masaru Miyokawa
- My Dear Agent von Bisque Ebino
- My Dear Curse-casting Vampiress (Boku no Noroi no Kyūketsuki) von Chisaki Kanai
- My dearest Merman (Kanashiki Ningyo) von Hijiki
- My Doll House von Toshiki Yui
- My Elder Sister (Ane Naru Mono) von Pochi Iida
- My Eureka Moment (Kimi to Eureka) von Ayuko
- My Genderless Boyfriend (Genderless Danshi ni Ai sarete imasu.) von Tamekou
- My Girlfriend is a Fiction von Shizumu Watanabe
- My Girlfriend Is Not Here Today von Kiyoko Iwami
- My Girlfriend’s Child (Ano Ko no Kodomo) von Mamoru Aoi
- My Groom Is … Not You! (Ore no Hanamuko wa Omae Janai) von Kazuki Minamoto
- My Hero Academia von Kōhei Horikoshi
- My Hero Academia Smash!! von Kōhei Horikoshi und Hirofumi Neda
- My Hero Academia Team Up Mission (Boku no Hero Academia: Team Up Mission) von Kōhei Horikoshi und Yoko Akiyama
- My Home Hero von Naoki Yamakawa und Masashi Asaki
- My Honey Boy von Junko Ike
- My Honey Express von Mariko Nekono
- My little Monster (Tonari no Kaibutsu-kun) von Robiko
- My Love Story!! – Ore Monogatari von Kazune Kawahara und Aruko
- My Love Story With Yamada-kun at Lvl 999 (Yamada-kun to Lv999 no Koi wo Suru) von Mashiro
- My Love Will Last Till the End of Time (Raise no Kimi ni Kuchizuke o) von Nanako Haida
- My Magic Fridays von Arina Tanemura
- My Noons and Midnights are for you (Mayonaka no Ore wo Mite) von Luria
- My Perfect Lover (Boku no Kanpeki na Koibito) von Gido Amagakure
- My Pretty Policeman (Boku no Omawari-san) von Niyama
- My next life as a Villainess – Wie überlebe ich in einem Dating-Game? (Otome Game no Hametsu Flag shika nai Akuyaku Reijou ni Tensei shite shimatta…) von Satoru Yamaguchi und Nami Hidaka
- My Roommate is a Cat (Dōkyonin wa Hiza, Tokidoki, Atama no Ue.) von Tsunami Minatsuki und Asu Futatsuya
- My Santa Forever von Ken Akamatsu
- My Secret Which I Cannot Tell You von Kyoko Aiba
- My Senpai is Annoying (Senpai ga Uzai Kouhai no Hanashi) von Shiro Manta
- My Status as an Assassin obviously exceeds the Hero’s (Assassin de aru ore no Sutetasu ga Yuusha yori mo Akiraka ni Tsuyoi Nodaga) von Matsuri Akai und Hiroyuki Aigamo
- My Tiny Senpai (Uchi no Kaisha no Chiisai Senpai no Hanashi) von Saisou.
- Mysterious Disappearances (Kaii to otome to kamigakushi) von Nujima
- Mysterious honey von Rei Tōma
- My Tiny Senpai (Uchi no Kaisha no Chiisai Senpai no Hanashi) von Saisou.
- My World is You (Kimi Bakkari no Sekai) von Io Sakisaka
- My Younger Senpai von Fuki Hinohara

## N
- Nach der Schule: Liebe von Kayoru
- Die Nacht hinter dem Dreiecksfenster – The Night Beyond the Tricornered Window (Sankaku Mado no Sotogawa wa Yoru) von Tomoko Yamashita
- Nachtregen von Rie Honjoh
- Nachts auf dem Schulhof von Kozue Chiba
- Nadesico von Kia Asamiya
- Nagahama to Be, or Not to Be von Beriko Scarlet
- Nagatacho Strawberry von Mayu Sakai
- Nah bei dir – Kimi ni Todoke von Karuho Shiina
- Najica von Takuya Tashiro
- Namaiki Zakari – Frech verliebt (Namaiki Zakai.) von Mitsubachi Miyuki
- Namida Usagi – Tränenhase von Ai Minase
- Nana von Ai Yazawa
- Nana & Kaoru von Ryuta Amazume
- Nana & Kaoru – N&K Black Label von Ryuta Amazume
- Nana & Kaoru: Das letzte Jahr (Nana to Kaoru – Kokosei no SM gokko) von Ryuta Amazume
- Nao Yazawa Collection von Nao Yazawa
- Napping Princess (Hirune Hime: Shiranai Watashi no Monogatari) on Kenji Kamiyama und Hana Ichika
- Naru Taru von Mohiro Kitoh
- Naruto von Masashi Kishimoto
- Naruto – Der siebte Hokage und der scharlachrote Frühling von Masashi Kishimoto
- Naruto: Konoha Shinden (Naruto: Konoha Shinden – Yukemuri Ninpōchō) von Shō Hinata und Natsuo Sai
- Naruto – Sasuke Retsuden: Herr und Frau Uchiha und der Sternenhimmel (Naruto: Sasuke Retsuden – Uchiha no Matsuei to Tenkyu no Hoshikuzu) von Jun Esaka, Masashi Kishimoto und Shingo Kimura
- Die Natur einer reinen Seele (Hare to Mononoke) von Syaku
- Naughty Tease von Kyoko Aiba
- Naughty Temptation (Mahoko no Kuse ni Namaiki da!) von Hiraku Miura
- Nausicaä aus dem Tal der Winde von Hayao Miyazaki
- Neck mich nicht, Nagatoro-san (Ijiranaide, Nagatoro-san) von Nanashi
- Negative Happy Chainsaw Edge von Tasuhiko Takimoto und Junichi Saiki
- Neji von Kaori Yuki
- Neko Majin von Akira Toriyama
- Nenene von Otōsan und Daisuke Hagiwara
- Nenn es nicht Mystery (Mystery to Iunakare) von Yumi Tamura
- Neon Genesis Evangelion von Yoshiyuki Sadamoto und Gainax
- Neon Genesis Evangelion – Iron Maiden von Fumino Hayashi und Gainax
- Netsuzou Trap – NTR von Naoko Kodama
- Neu anfangen und glücklich sein (Restart wa Onaka wo Sukasete) von Cocomi
- Neun Leben von Lalako Kojima
- Neunzehn, Einundzwanzig von Zhena und Yohan
- Never ever Love (Dōnimo Nannai Sōshi Sōai) von Papiko Yamada
- Never good enough von CTK
- Never Love an Egoist (Seme×Seme ♂n the beach) von Emu Sōtome
- New Authentic Magical Girl Risuka (Shinhonkaku Mahō Shōjo Risuka) von NisiOisiN und Nao Emoto
- New Normal von Akito Aihara
- New York Minute von Kichiku Neko und TogaQ
- New York New York von Marimo Ragawa
- Nezumi – Willst du mit mir morden gehen? (Nezumi no Hatsukoi) von Riku Oseto
- Nichijou – Das ganz normale Leben von Keiichi Arawi
- Nichiko’s Island (Inu to Sandbag) von Kaori Ozaki
- Nicht schon wieder, Takagi-San (Karakai Jōzu no Takagi-san) von Soichiro Yamamoto
- Nie wieder Minirock (Sayonara Miniskirt) von Aoi Makino
- Night and Sea (Yoru to Umi) von Goumoto
- Night Head Genesis von George Iida und You Higuri
- Night of the Living Cat (Nyaight of the Living Cat) von Hawkman und Mecha-Roots
- NightS von Kō Yoneda
- Niji & Kuro – Bunt fürs Leben von Eri Takenashi
- Nina – Die Sterne sind dein Schicksal (Hoshi Furu Oukoku no Nina) von Rikachi
- Nine Puzzle von Mayu Sakai
- Ninja! – Hinter den Schatten von Baron Malte und Miyuki Tsuji
- Ninja 4 Life von Makoto Tateno
- Nisekoi von Naoshi Komi
- Nivawa und Saito (Nivawa to Saito) von Nagabe
- No. 6 von Atsuko Asano und Hinoki Kino
- No Color Baby von Waku Okuda
- noe67 (noe67 Warawanai Sekusaloid) von Hiro Saku
- No Exit von Haruhi Seta
- No God in Eden (Kamisama Nanka Shinjinai Bokura no Eden) von Yuma Ichinose
- No Guns Life von Tasaku Karasuma
- No longer Human – der entfremdete Mensch (Ningen Shikkaku) von Junji Itō
- No Love in this Business (Koi ni wa Mukanai Shokugyō) von Kei Kanai
- Nomi x Shiba von Tohru Tagura
- Nothing but Lies (Tonari no Usotsuki) von Rika Anzai und Shina Suzaka
- No touching at all von Kō Yoneda
- Noah! von Yuka Shibano
- Noah of the Blood Sea (Chikai no Noah) von Yū Satomi
- Noble Contract von Kae Maruya
- Nohohon von Tamako
- NOiSE von Tsutomu Nihei
- Noragami von Toka Adachi
- Noragami Tales von Toka Adachi
- No Secrets in This Business (Himitsu Niwa Mukanai Syokugyō) von Kei Kanai
- Not a Boy (Handsome Girl and Sheltered Girl) von Mochi Au Lait und Haratama
- Not Enough Time von Shoko Hidaka
- Nothing But Loving You von Erica Sakurazawa
- Nowhere von Kano Miyamoto
- Nozomi & Kimio von Wakoh Honna
- Nude Fighter Yuzuki von Yū Tamenaga
- Nura – Herr der Yokai von Hiroshi Shiibashi
- Nur du darfst mich fesseln (Shibararete Ageru) von Erin Kijima
- Der nutzlose Mann (Munō no Hito) von Yoshiharu Tsuge

## O
- Obaka-chan – A fool for Love (Obaka-chan, Koigatariki) von Sato Zakuri und Mario Hirasaka
- Obsessed with a naked Monster (Hadakeru Kaibutsu) von Tanaka Ogeretsu
- Ocean of Secrets von Sophie-chan
- Office Affairs (Nikurashii Hodo Aishiteru) von Yuni
- Off Road Kids – Kinder ohne Obdach von Akira Himekawa
- Off Stage Love Side von Kamome Oshima
- Ogenki Clinic von Haruka Inui
- Oh! My Goddess von Kōsuke Fujishima
- Oh-Roh Den von Kentarō Miura und Buronson
- Ohikkoshi von Hiroaki Samura
- Oh mein Gott (Seirei Produce) von Tōko Miyagi
- Ohne dich geht es nicht (Ima, Koi wo shite imasu) von Ayuko Hatta
- Ohne viele Worte von Hinako Takanaga
- Ohnmächtig vor Glück von Yuki Yoshihara
- Okitenemuru von Hitori Renda
- Old Boy von Garon Tsuchiya und Nobuaki Minegishi
- Olympos von Aki
- Omega ≠ Idol von Haruno Narita
- Der Omega am Königspalast (Kōgū no Omega) von Fumi Tsuyuhisa
- Omori von Omocat und Nui Konoito
- On Doorstep von CTK
- The One I Love von Clamp
- One Piece von Eiichirō Oda
- One Piece Episode A von Tatsuya Hamazaki, Shō Hinata, Ryō Ishiyama, Eiichiro Oda und Boichi
- One Piece Party von Ei Andō
- One Piece – Sanjis leckere Piratenrezepte von Eiichirō Oda
- One Pound Gospel von Rumiko Takahashi
- One-Punch Man von One
- One Room Angel von Harada
- One Room Dog von Shirokuma Shota
- One Week Friends von Maccha Hazuki
- Oni Kare von Haru Tsukishima
- Only the flower knows (Hana no Mizo Shiru) von Rihito Takarai
- Operation Magical Girl (Mahō Shōjo Jihen) von Zero Akabane
- Das Opfer des Schlangengotts (Das Opfer des Schlangengotts) von Susu Katō
- Opus von Satoshi Kon
- Orange von Ichigo Takano
- Orange Lipstick (Kuchibiru ni suketa Orange) von Rokuichi
- Orange Planet von Haruka Fukushima
- Orient von Shinobu Ohtaka
- Origin von Boichi
- Orion von Masamune Shirow
- Our Days at Seagull Villa (Uminekosou Days) von Naoko Kodama
- Our House Love Trouble von Owaru
- Our Lonely War (Futaribocchi Sensō) von Erubo Hijihara
- Our Summer Holiday (Kami-sama ga Uso o Tsuku.) von Kaori Ozaki
- Our Teachers are Dating (Hayama-sensei to Terano-sensei wa Tsukiatte iru) von Pikachi Ohi
- Ousama Game – Spiel oder stirb! von Hitori Renda und Nobuaki Kanazawa
- Ousama Game Extreme von Nobuaki Kanazawa
- Ousama Game Origin von Nobuaki Kanazawa und J-ta Yamada
- Othello von Satomi Ikezawa
- Otome – Liebesjagd mit Hindernissen von Mayumi Yokoyama
- Otomen von Aya Kanno
- Otona-chan. von Lily Umiyuki
- Ouran High School Host Club von Bisco Hatori
- Our Dedication (Junai Drop Out) von Niumu Misaka
- Our Journey von Mayu Sakai
- Our Miracle (Bokura no Kiseki) von Natsuo Kumeta
- Our Not-so-lonely Planet Travel Guide (Bokura no Chikyū no Arukikata) von Mone Sorai
- Our Precious Conversations (Boku to Kimi no Taisetsu na Hanashi) von Robico
- Outlaw Star von Takehito Ito
- Outside Flower von Hiro Murasaki
- Overlord von Kugane Maruyama und Fugin Miyama

## P
- P.B.B. – Play Boy Blues von Shiuko Kano
- Pakt der Yokai (Natsume Yūjinchō) von Yuki Midorikawa
- Pandora Hearts von Jun Mochizukis
- Paradise Kiss von Ai Yazawa
- Paradox – mein Geheimnis von Nao Hatoya
- Parallel von Toshihiko Kobayashi
- Parallel World Pharmacy (Isekai Yakkyoku) von Liz Takayama und Sei Takano
- Paranormal High School von Mikiyo Tsuda
- Parasite in Love (Koi suru Kiseichū) von Sugaru Miaki und Yūki Hotate
- Parasyte – Kiseijuu von Hitoshi Iwaaki
- Parataxis (Chō Dennō Parataxis) von Shintarō Kago
- Parodie der Liebe von Rie Honjoh
- Passion Drawing (Netsujou Drawing) von Hitsuji Sakura
- Pastel von Toshihiko Kobayashi
- Peace Maker Kurogane von Nanae Kurono
- Peach Girl von Miwa Ueda
- Peking Reijin-Syo von Natsuki Sumeragi
- Peppermint Twins von Wataru Yoshizumi
- Perfect Girl von Tomoko Hayakawa
- Perfect World von Rie Aruga
- Perfume Master von Kaori Yuki
- Peridot von Hiyoko Kobayashi
- Persona 5 von Atlus und Hisato Murasaki
- Peter Grill and the Philosopher's Time (Peter Grill to Kenja no Jikan) von Daisuke Hiyama
- Peter Pan Syndrom von Mayu Sakai
- Phantom Seer (Honomieru Shōnen) von Tōgo Gotō und Kento Matsuura
- Phantom Tales of the Night (Bakemono no Yawazukushi) von Matsuri
- Pheromoholic von Wataru Nagi
- Pick a Papa (Daraku Kazokuron) von Mayo Tsurukame
- Piece – Erinnerung an eine Fremde von Hinako Ashihara
- PIL von Mari Yamazaki
- Ping Pong von Taiyō Matsumoto
- Pink Heart Jam von Shikke
- Pirat gesucht! von Matsuri Hino
- Pirate’s Game von Ryō Takagi
- PitaTen von Koge-Donbo
- Planetes von Makoto Yukimura
- Plant Hunter (Arbos Anima – Plant Hunter) von Kachō Hashimoto
- Plastic Little von Satoshi Urushihara
- Platinum End von Tsugumi Ōba und Takeshi Obata
- Platinum Gentleman School (Shirogane Shinshi Kurabu) von Mikiyo Tsuda
- Play It Cool, Guys! (Cool Doji Danshi) von Kokone Nata
- Please love me (Dame na Watashi ni Koishite kudasai) von Aya Nakahara
- Please Save My Earth von Saki Hiwatari
- Plunderer – Die Sternenjäger von Sū Minazuki
- Pluto: Urasawa × Tezuka von Naoki Urasawa und Takashi Nagasaki
- Pocha-Pocha Swimming Club von Ema Tōyama
- Pochi & Kuro (Pochi Kuro) von Naoya Matsumoto
- Poison City von Tetsuya Tsutsui
- Pokémon – Die ersten Abenteuer von MATO und Hidenori Kusaka
- Pokémon – Karmesin und Purpur von Hidenori Kusaka und Satoshi Yamamoto
- Pokémon Magical Journey von Yumi Tsukirino
- Pokémon Omega Rubin und Alpha Saphir von Hidenori Kusaka und Satoshi Yamamoto
- Pokémon Reisen von Satoshi Tajiri und Gomi Machito
- Pokémon Schwarz und Weiß von Hidenori Kusaka und Satoshi Yamamoto
- Pokémon Schwarz 2 Weiß 2 von Kōsaku Anakubo
- Pokémon - Schwert und Schild (Pocket Monster Special - Sword and Shield) von Hidenori Kusaka und Satoshi Yamamoto
- Pokémon Sonne und Mond von Hidenori Kusaka und Satoshi Yamamoto
- Pokémon X und Y von Hidenori Kusaka und Satoshi Yamamoto
- Porno Superstar von Nanami
- Porträt eines Vampirs von Hiroki Kusumoto
- practiced liar von Medamayaki
- Precious Lies von Hitoma Iruma und Atsuki Satō
- Pretty Guardian Sailor Moon Short Stories von Naoko Takeuchi
- Prickelnde Posen (Sensei, Mō Dame desu) von Chiaki Kashima
- Prime Minister von Eiki Eiki
- Primo Prima! von Utano Yuzuki
- Prince Never-give-up (Ōji ga Watashi o Akiramena) von Nikki Asada
- Prince of Monster von Modoru Motoni
- Prince of Sahara von Youka Nitta
- Prince of Tennis von Takeshi Konomi
- Princess Ai von Misaho Kujiradō
- Princess Ai: Rumours from the Other Side von Misaho Kujiradō
- Princess Ai – The Prism of Midnight Dawn von Misaho Kujiradō
- Princess Princess von Mikiyo Tsuda
- Princess Princess von Mikiyo Tsuda
- Princess Resurrection von Yasunori Mitsunaga
- Prinzessin Kaguya von Reiko Shimizu
- Prinzessin Sakura (Sakura-Hime Kaden) von Arina Tanemura
- Ein Prinz auf Abwegen von Hiromi Iwaki und Akaza Samamiya
- Prinz Freya (Itsuwari no Freya) von Keiko Ishihara
- Der Prinz mit den gläsernen Schwingen von Misuzu Asaoka
- Prinz sucht Bräutigam (Zettai Kyūai Prince) von Fumiko Hiwa
- Prison School von Akira Hiramoto
- Private Love Stories von Maki Enjōji
- Private Prince von Maki Enjōji
- Professor Layton von Naoki Sakura
- Programm: 100% Liebe von Kayoru
- Promise Cinderella von Oreco Tachibana
- Prophecy von Tetsuya Tsutsui
- Psychic Academy von Katsu Aki
- Psychic Detective Yakumo von Manabu Kaminaga und Ritsu Miyako
- Psyren von Toshiaki Iwashiro
- PTSD Radio (Kōishō Radio) von Masaaki Nakayama
- Puella Magi Kazumi von Masaki Hiramatsu und Takashi Tensugi
- Puella Magi Madoka Magica von Magica Quartet und Hanokage
- Puella Magi Oriko Magica von Magica Quartet und Mura Kuroe
- Pumpkin Night von Masaya Hokazono und Seima Taniguchi
- Punch Up von Shiuko Kano
- Punch Up + Yaizu Brothers von Shiyuko Kano
- Punkt der Umkehr von Hinako Takanaga
- Puppy Lovers von Ryuta Amazume
- Purgatory Survival (Rengoku Deadroll) von Homura Kawamoto und Hideaki Yoshimura
- Der purpurfarbene Bergkamm von Saeki Kayono
- Der purpurne Fächer (Ayakashi Hisen) von Kyoko Kumagai
- P × P von Wataru Yoshizumi

## Q
- Q von Tatsuya Shihira
- QQ Sweeper von Kyōsuke Motomi
- Qualia unter dem Schnee von Kanna Kii
- Quin Zaza – Die letzten Drachenfänger (Kūtei Dragons) von Taku Kuwabara

## R
- R2 von Maki Hakoda
- Rache schmeckt süß (Watashitachi wa dōka shite iru) von Natsumi Andō
- Die rachsüchtige weiße Katze und der Drachenkönig (Fukushū wo Chikatta Shironeko wa Ryū Ou no Hiza no Ue de Damin wo Musaboru) von Kureha, Aki und Yamigo
- Ragna Crimson von Daiki Kobayashi
- Ragnarock City von Satoshi Urushihara
- Rainbow Days von Minami Mizuno
- Rainbow Revolution von Mizuka Yuzahara
- Random Walk von Wataru Yoshizumi
- Ranking of Kings (Ōsama Ranking) von Sōsuke Toka
- Ranma ½ von Rumiko Takahashi
- Ran the Peerless Beauty (Takane no Ran-san) von Ammitsu
- Ran und die graue Welt (Ran to Haiiro no Sekai) von Aki Irie
- Rhapsody in Heaven von Kanan Minami
- Das Raubtier in dir (Mōjū School Days) von Saeko Kamon
- Rausch der Liebe von Rie Honjoh
- RAVE von Hiro Mashima
- Re:Zero – Capital City von Tappei Nagatsuki und Daichi Matsue
- Re:Zero – The Mansion (Re:Zero Kara Hajimeru Isekai Seikatsu – Dainishō – Yashiki no Isshūkan Hen) von Makoto Fugetsu und Tappei Nagatsuki
- Re:Zero – Truth of Zero (Re:Zero kara Hajimeru Isekai Seikatsu - Daisanshō – Truth of Zero) von Kumo Kagyu und Shogo Aoki
- Reaktor 1F – Ein Bericht aus Fukushima von Kazuto Tatsuta
- Real Account von Okushō und Shizumu Watanabe
- Real Bout Highschool von Reiji Saiga und Sora Inoue
- Real Kiss von Kaho Miyasaka
- Reborn! von Akira Amano
- Reborn to Master the Blade: From Hero-King to Extraordinary Squire ♀ (Eiyū Ō, Bu o Kiwameru Tame Tenseisu - Soshite, Sekai Saikyō no Minarai Kishi ♀) von Hayaken und Moto Kuromura
- REC – Der Tag, an dem ich weinte von Aoi Makino
- Record of Grancrest War (Grancrest Senki) von Ryo Mizuno und Mizuki Mikuni
- Record of Lodoss War von Ryō Mizuno
  - Die graue Hexe von Ryō Mizuno und Yoshihiko Ochi
  - Die Chroniken von Flaim von Ryō Mizuno und Masato Natsumoto
  - Deedlit von Ryō Mizuno und Setsuko Yoneyama
  - Lady von Pharis von Akihiro Yamada und Ryō Mizuno
- Record of Ragnarok (Shūmatsu no Valkyrie) von Takumi Fukui, Shinya Umemura und Azychika
- Red Apple (Akai Ringo) von Koji Murata
- Red Eyes von Jun Shindo
- Red Hood von Haji
- Red Hunter & Little Wolf (Akazukin no Ōkami Deshi) von Sayaka Mogi
- Reflections of Ultramarine (Gunjō Reflection) von Mayu Sakai
- Regeln der Liebe von Ren Kitakami
- Eine reizende Braut von Kayoru
- Relife von Yayoiso
- Reload von Song Yang
- re:member (Karada Sagashi) von Welzard und Katsutoshi Murase
- Remember von Bin Zhang
- Remina von Junji Itō
- Rendezvous um 25 Uhr (Kayō 25ji no Koibito) von Hiro Saku
- Renjoh Desperado von Ahndongshik
- Renaissance (Re:birth) von Mitsuaki Asou
- Rental Girlfriend (Kanojo, Okarishimasu) von Reiji Miyajima
- Rental Hearts von Sawaki Otonaka
- Requiem of the Rose King (Baraō no Sōretsu) von Aya Kanno
- Requiem of the Rose King: Die Königin und der Ritter der Rose (Baraō no Sōretsu Gaiden) von Aya Kanno
- Resident Evil – Heavenly Island von Naoki Serizawa
- Resist Destiny von Shiro Yamada
- Restart von Shoko Hidaka
- Resting Bitch Face Lover (Sensei wa Butchozura Shite Yatte Kuru) von Haiji Kurusu
- Die Reue der Kinder Gottes (Kami no Kora no Regret) von Shiki Chitose
- Revenge Bully (Ijimeru Aitsu ga Warui noka, Ijimerareta Boku ga Warui noka?) von Chikara Kimizuka und Yen Hioka
- Rhesus positiv RH+ von Ayako Suwa
- RG Veda von Clamp
- Ride-On King – Der ewige Reiter (The Ride-On King) von Yasushi Baba
- Rin! von Satoru Kannagi und Yukine Honami
- The Ring von Kōji Suzuki, Misao Inagaki und Hiroshi Takahashi
- The Ring – the Spiral von Kōji Suzuki und Mizuki Sakura
- The Ring 2 von Kōji Suzuki, Meimu und Hiroshi Takahashi
- The Ring – Birthday von Kōji Suzuki und Meimu
- The Ring 0 von Kijo Suzuki, Meimu und Hiroshi Takahashi
- Die Rippe des Adam (Adam no Rokkotsu) von Atami Michinoku
- Rising X Rydeen von Yōichi Hatsumi und Renji Fukuhara
- Rock – The Clockwork World von Hidekazu Gomi
- Rockin' Heaven von Mayu Sakai
- Rock Lee von Kenshi Taira und Masashi Kishimoto
- Rokka – Braves of the Six Flowers (Rokka no Yūsha) von Ishio Yamagata und Kei Toru
- Romance von Moka Azumi
- Romantica Clock von Yōko Maki
- Romeo × Romeo von Makoto Tateno
- Rooster Fighter (Niwatori Fighter) von Shu Sakuraya
- Rosario + Vampire von Akihisa Ikeda
- Rose Hip Rose von Tōru Fujisawa
- Rose Hip Zero von Tōru Fujisawa
- Rosen Blood von Kachiru Ishizue
- Rosen unter Marias Obhut von Satoru Nagasawa
- Die Rosen von Versailles von Riyoko Ikeda
- Rotchan, der Streifenpolizist von Osamu Akimoto
- Rote Blüten (Akai Hana) von Yoshiharu Tsuge
- Roter Schnee (Akai Yuki) von Susumu Katsumata
- Die rothaarige Schneeprinzessin von Sorata Akizuki
- Royal 17 von Kayono
- The Royal Doll Orchestra von Kaori Yuki
- Royal Fiancé von Risai Asuma und Saeko Kamon
- Royal Tailor (Joō to Shitateya) von Beriko Scarlet
- Rozen Maiden von Peach-Pit
- Rude Boy von Caribu Marley und Jirō Taniguchi
- Ruinenmärchen von Tsukiji Nao
- The Rules of Love von Erica Sakurazawa
- Rumspringa – Unbezahlbare Freiheit (Rumspringa no Jōkei) von Kaya Azuma
- Run Away With me, Girl (Kakeochi Girl) von Battan
- Runway Lover von Shibano Yuka und Tanaka Wataru
- Rust Blaster von Yana Toboso
- Rutta & Kodama von Yoko Fujitani
- RWBY von Monty Oum und Shirow Miwa
- Ryuko von Yoshimizu Eldo

## S
- S.P.Y von Ayane Ukyo
- Saat der Angst (Fuan no Tane) von Masaaki Nakayama
- Saber Marionette von Satoru Akahori und Kotoyosi Yumisuke
- Sacrifice to the King of Beasts (Niehime to Kemono no Ō) von Yu Tomofuji
- Sacrificed to the Shark Clan (Samezoku e no Sasagemono) von Satomichi
- Sag mir bitte, was Liebe ist von Lalako Kojima
- Sag nichts (Isso Koe ga Nakattara) von Chimi Saruwaka
- Sag’s mit den Händen (Chameleon wa Tenohira ni Koi wo Suru.) von Rinteku
- Sai × Ai von Kaco Mitsuki
- Sailor Moon von Naoko Takeuchi
- Sailor V von Naoko Takeuchi
- Saint Young Men von Hikaru Nakamura
- Saint Seiya: Episode G von Megumu Okada und Masami Kurumada
- Saiyuki von Kazuya Minekura
- Sakamoto Days von Yuto Suzuki
- Sakura Gari von Yuu Watase
- Sakura – I want to eat your pancreas (Kimi no Suizō wo Tabetai) von Yoru Sumino und Izumi Kirihara
- Sakuran von Moyoco Anno
- Sakura, Saku von Io Sakisaka
- Sakura Wars von Ohji Hiroi, Kōsuke Fujishima und Ikku Masa
- Samurai8 (Samurai 8: Hachimaruden) von Masashi Kishimoto und Akira Okubo
- Samurai Champloo von Masaru Gotsubo
- Samurai Deeper Kyo von Akimine Kamijō
- Samurai Drive von Fujiko Kozumi
- Sanctify von Godsstation
- Sanctuary Amnesia Girl von Kaishaku
- Sandland von Akira Toriyama
- Sanda von Itagaki Paru
- Sandwich Prince von Minori Kurosaki
- Sanjis Food Wars (Shokugeki no Sanji) von Eiichiro Oda, Yuto Tsukuda und Shun Saeki
- Sankarea von Mitsuru Hattori
- Santa Maria Heartland von Risa Torio
- Saraba, yoki hi - Solange wir zusammen sind von Yuki Akaneda
- Sarah von Takumi Nagayasu und Katsuhiro Otomo
- Die Sargprinzessin (Hitsugi no Chaika) von Ichirō Sakaki und Shinta Sakayama
- Die Sargprinzessin – Back to School von Ichirō Sakaki und Seri Minase
- Sasaki & Miyano (Sasaki to Miyano) von Syou Harusono
- Saturn return von Akane Torikai
- Sauerkraut und Sojasauce (Hakumai kara wa Nigerarenu: Doitsu de Tsukuru Nihonshoku, Itsumo nani ka ga Sorowanai) von Yuki Shirono
- Savage Season (Araburu Kisetsu no Otomedomo yo.) von Mari Okada und Nao Emoto
- Say „I Love You!“ (Suki tte Ii na yo.) von Kanae Hazuki
- Sayonara Game von Yū Minaduki
- Sayonara Red Beryl (Red Beryl ni Sayonara) von Atami Michinoku
- Sayonara Toyko, Hallo Berlin (Omoeba Tōku ni Obscura) von Nugiko Kutsushita
- Scary Lessons von Emi Ishikawa
- Schäferstündchen von Bosco Takasaki
- Scharlachrotes Schicksal (Hime Muko) von Tomo Serizawa
- Die Schatten aus unserer Vergangenheit (Nare no Hate no Bokura) von Yae Utsumi
- Schattenprinzessin des Drachenkönigs (Ryūō no Kagehime) von Akira Osora
- Schau zu den Sternen, blick nicht zurück (Sodom no Hana ni Kiraboshi) von Haru Aoi
- Schicksalhafte Liebe von Kayoru
- Schlaflose Nächte von Yamamoto Kotetsuko
- Der Schleim-Reiseführer in das Land der Dämonen (Tensei Shitara Slime Datta Ken: Mabutsu no Kuni no Arukikata) von Fuse und Shou Okagiri
- Die Schleim-Tagebücher (Tensura Nikki Tensei Shitara Slime Datta Ken) von Fuse und Shiba
- Schlimme Finger von Rie Honjoh
- Ein schlummerndes Küken am Strand (Hinadori wa Shiokaze ni Madoromu) von Yū Minaduki
- Die Schneeprinzessin von Clamp
- Die Schneider des Ginmokusei (Ginmokusei no Shitateya) von Mamita
- Die Schokohexe von Rino Mizuho
- Der Schöne und der Nerd von Akiho Kōsaka
- School Court von Nobuaki Enoki und Takeshi Obata
- School Rumble von Jin Kobayashi
- Die Schrift des Windes (Yagyū Hichō) von Kan Furuyama und Jirō Taniguchi
- Schüchterne Küsse (Fujiwara-kun wa daitai tadashii) von Nao Hinachi
- Schulmädchen-Report von Kishi Torajiro
- Die Schwingen der Kavallaris (Kavalaris no Tsubasa: Chitose Shiki Tanpenshū) von Shiki Chitose
- Schwur der Zeit (Nise no Chigiri) von Shushushu Sakurai
- Scissor Sisters von Daigo, Eiki Eiki und Marico
- SCM – Deine 130 Millionen Sklaven, (Dai Doreiku - Kimi to 1-oku 3-senman no Dorei) von Hiroto Oishi und Shinichi Okada
- SCM – Meine 23 Sklaven (Dorei-ku: Boku to 23-nin no Dorei) von Hiroto Oishi und Shinichi Okada
- Scum’s Wish (Kuzu no Honkai) von Mengo Yokoyari
- Search And Destroy von Atsushi Kaneko
- Secret von Yoshiki Tonogai
- Secret Contract von Shinobu Gotoh und Kae Maruya
- Secret Girl von Ako Shimaki
- Secret Life of Corporate Flowers – On & Off (Kaisha to Shiseikatsu -On to Off-) von Shinnosuke Kanazawa
- Secret Reverse von Kazuki Takahashi
- Secret Service – Maison de Ayakashi von Cocoa Fujiwara
- Secret XXX von Meguru Hinohara
- Sehnsucht nach ihm von Ren Kitakami
- Sehnsuchtssplitter von Ako Shimaki
- Sehr wohl – Maid in love von Rei Tōma
- See you in the school of the Muse von Makoto Tateno
- See you later, Mermaid von Dentō Hayane
- Seiho Highschool Boys von Kaneyoshi Izumi
- Die Seidenpeitsche von Oh! Great
- Seimaden von You Higuri
- Sei mein Gigolo (Fuyō Kareshi) von Kasuis
- Seine Hoheit, der Katzenprinz (Ōji-sama no Kainushi-gakari – Norowareta Denka ga Mofumofu Body de Sasottekimasu) von Oto Nagatsuki und Himako Neko
- Seishun Survival von Kyosuke Motomi
- Seit unserem Tod erkennst du mich nicht mehr (Shi ni Modori no Mahō Gakkō Seikatsu wo, Moto Koibito to Prologue Kara) von Eiko Mutsuhana und Gin Shirakawa
- Seiyuu! Say you! von Hirotaka Kisaragi
- Sekaiichi Hatsukoi von Shungiku Nakamura
- Sekiro - Hanbei der Unsterbliche (Sekiro Gaiden: Shinazu Hanbei) von Keiichi Hikami und Shin Yamamoto
- Der Selbstmordclub von Usamaru Furuya
- Das Selbstmordparadies von Katsuhiro Otomo
- Seltsame Ereignisse im Einkaufsviertel Nekomachi (Kaiki Senban! Nekomachi Shōtengai) von Deme Kingyobachi
- Sengoku Blood - Contract with a Demon Lord (Sengoku Blood - Bara no Keiyaku) von Ohji Hiroi und Fujiko Kosumi
- Sengoku Vamp von Sora Hoonoki
- Sense & Sensibility von Hina Sakurada
- Sensor von Junji Itō
- Seraphic Feather von Hiroyuki Utatane und Yo Morimoto
- Seraph of the End von Takaya Kagami, Daisuke Furuya und Yamato Yamamoto
- Servamp von Strike Tanaka
- Servant & Lord von Lorinell Yu und Lo
- Seven Days von Venio Tachibana und Rihito Takarai
- Seven Deadly Sins von Nakaba Suzuki
- Seven Deadly Sins: Four Knights of the Apocalypse (Mokushiroku no Yonkishi) von Nakaba Suzuki
- Sex=Love² von Mayu Shinjo
- Sex-Philes von Benkyo Tamaoki
- Sexhibition von Suehirogari
- Sexperimente von Rie Honjoh
- Sexperimente – Future von Rie Honjoh
- Sexy Effect 96 – Hot Style
- Sexy Plot von New Men
- Sexy Puzzle von Kazuro Inoue
- Sexy Short Stories von Ai Hibiki
- Sgt. Frog von Mine Yoshizaki
- Shadow Lady von Masakazu Katsura
- Shadows House von Somato
- Shakugan no Shana von Yashichirō Takahashi und Ayato Sasakura
- Shakugan no Shana X Eternal Song von Yashichirō Takahashi und Shii Kiya
- Shaman King von Hiroyuki Takei
- Shaman King Flowers von Hiroyuki Takei
- Shaman King – The Super Star von Hiroyuki Takei
- Shamo von Izō Hashimoto und Akio Tanaka
- Shangri-La Frontier von Katarina und Ryosuke Fuji
- Shao, die Mondfee von Minene Sakurano
- Sharing Life von Sattsu Kida
- She and her Cat (Kanojo to Kanojo no Neko) von Makoto Shinkai und Tsubasa Yamaguchi
- She likes gay boys but not me (Kanojo ga Suki na Mono wa Homo deatte Boku de wa nai) von Naoto Asahara und Akira Hirahara
- She, The Ultimate Weapon von Shin Takahashi
- Sherlock von Mark Gatiss, Steven Moffat und Jay
- Shiba - Ein Hund zum Verlieben (Omake no shibake) von Mayumi Muroyama
- Shibatarian von Katsuya Iwamuro
- Shibuya Goldfish (Shibuya Kingyo) von Aoi Hiroumi
- Shigeru Mizuki (Boku no Isshou wa Gegege no Rakuen da) von Shigeru Mizuki
- Shi Ki von Fuyumi Ono und Ryu Fujisaki
- Shikigami von Yasaiko Midorihana
- Shikimori's Not Just a Cutie (Kawaii dake ja nai Shikimori-san) von Keigo Maki
- Shimazaki in the Land of Peace (Heiwa no Kuni no Shimazaki e) von Gōten Hamada und Takeshi Seshimo
- Shinanogawa von Hideo Okazaki und Kazuo Kamimura
- Shinigami X Doctor von Kemuri Karakara
- Shinku Chitai von Nao Yazawa
- Shinobi Life von Shōko Konami
- Shinobi Quartet von Tohru Himuka
- Shinshi Doumei Cross – Allianz der Gentlemen von Arina Tanemura
- Shiny Star von Nanami
- Shiritsu von Mayumi Yokoyama
- Shishunki Miman von Yuu Watase
- Shiver – Das Best-of von Junji Ito (Itō Junji Jisen Kessakushū) von Junji Itō
- Show Me That Thing Called Love (Aitte Yatsu o Oshiete Kure yo) von Chil Shiomi
- Shokugeki no Sōma von Yūto Tsukuda und Shun Saeki
- Shojo bigaku – Girl's love von Chi-Ran
- Shojo-Mangaka Nozaki-kun (Gekkan Shōjo Nozaki-kun) von Izumi Tsubaki
- Shojo nach der Schule (Shōjo After School) von Shiki Chitose
- Shonen Shojo von Satoshi Fukushima
- Short Cake Cake von Suu Morishita
- Show me your Gun von Beriko Scarlet
- Shugo Chara! von Peach-Pit
- Shuka – A Queens Destiny (Uchi no Heika ga Shinmai de.) von Fujiko Kosumi
- Shunas Reise (Shuna no Tabi) von Hayao Miyazaki
- Shunkan Lyle von Arina Tanemura und Yui Kikuta
- Shuriken und Faltenrock von Matsuri Hino
- Shut up and sleep with me von Makoto Tateno
- Shy von Bukimi Miki
- Die Sicht der Dinge von Jirō Taniguchi
- Sick von Tomo Kurahashi
- Sieh mich nicht so an (Saenai Ore no Ijō na Kōhai) von Enaga Shima
- Sie liebt gefährlich von Osora und Shun Narita
- Signal von Shoko Hidaka
- Signal Red Baby von Ren Kitakami
- Silberner Schmetterling von Rie Honjoh
- Die Silberprinzessin (Gekka Bijin) von Tatsuya Endo
- Silent Möbius von Kia Asamiya
- Silent Witch (Silent Witch – Chinmoku no Majo no Kakushigoto) von Matsuri Isora und Tobi Tana
- Silver Diamond von Shiho Sugiura
- Simplified Pervert Romance von Nanako Semori und Neg Sekihara
- SINoALICE von Takuto Aoki, Taru Yoko, himiko und Jino
- Sinners of the Azure Abyss (Abyss Azure no Zainin) von Akihito Tomi
- Sirupsüße Sünde (Tsuki to Maple Syrup) von Kayoru
- Sister & Vampire von Akatsuki
- Sister & Vampire - Hypnose von Akatsuki
- Siúil, a Rún – Das fremde Mädchen (Totsukuni no Shōjo) von Nagabe
- Siúil, a Rún – Das fremde Mädchen – dear. (Totsukuni no Shoujo [dear.]) von Nagabe
- Sixteen Life von Saki Aikawa
- Skip & Loafer (Skip to Loafer) von Misaki Takamatsu
- Skip Beat! von Yoshiki Nakamura
- Skydream Song von Yuana Kazumi
- Sky Hawk von Jirō Taniguchi
- Sky Link von Shiro Yamada
- Sky World Adventures (Asebi to Sora Sekai no Bōkensha) von Taisuke Umeki
- Slam Dunk von Inoue Takehiko
- Slayers von Shoko Yoshinaka und Hajime Kanzaka
- Slayers Special von Hajime Kanzaka, Tommy Ohtsuka und Rui Araizumi
- Sleeping Dead von Nemui Asada
- Sleeping Moon von Kano Miyamoto
- Sleeping on Paper Boats (Kami no Fune de Nemuru) von Teki Yatsuda
- Slut Girl von Isutoshi
- Smashed (Kaidan) von Junji Itō
- Smalltown Girls (Mizuno to Chayama) von Yuhta Nishio
- Smokin’ Parade von Kazuma Kondō und Jinsei Kataoka
- Smoking behind the Supermarket (Super no Ura de Yani Sū Futari) von Jinushi
- Smoky Nectar von Akira Minazuki
- Snack World von Level Five und Fujiminosuke Yotozuya
- Snowball Earth von Yuhiro Tsujitsugu
- Snow Fairy (Yuki no Yōsei) von Tomo Serizawa
- Snow White & Alice von Pepu
- Solanin von Inio Asano
- Soloist in a Cage (Ori no Naka no Sorisuto) von Shiro Moriya
- Somali und der Gott des Waldes (Somali to Mori no Kami-sama) von Yako Gureishi
- Someday I‘ll Fall Asleep (Itsuka, Nemuri ni Tsuku Hi) von Inujun und Saho Tenamachi
- Someday’s Dreamers von Norie Yamada und Kumuchi Yoshizuki
- Sommer der Glühwürmchen von Nana Haruta
- Der Sommer, als du da warst (Kimi to Tsuzuru Utakata) von Yuama
- Der Sommer, in dem Hikaru starb (Hikaru ga Shinda Natsu) von Mokumokuren
- Sonate des Schicksals von Kaoru Ichinose
- So nicht, Darling (Soryanaize Darling) von Tomomi Nagae
- Sonnenschein nach rauchblauem Regen (Smoke Blue no Ame Nochi Hare) von Kamome Hamada
- Sonnensturm von Yuiji Aniya
- Sora Log von Kaco Mitsuki
- Sora & Hara (Sora to Hara) von Asumiko Nakamura
- Sorcerous Stabber Orphen von Yoshinobu Akita und Hajime Sawada
- Sotsu gyo sei - Verliebt in meinen Mitschüler von Asumiko Nakamura
- Soul Eater von Atsushi Ohkubo
- Soul Eater Not! von Atsushi Ohkubo
- Sparkly Lion Boy (Kirameki no Lion Boy) von Yōko Maki
- Special A von Maki Minami
- Speed Grapher von Tomozo
- Spice & Custard von Maki Usami
- Spice & Wolf von Isuna Hasekura
- Spice & Wolf: Die Abenteuer von Col und Miyuri (Shinsetsu Ōkami to Kōshinryō: Ōkami to Yōhishi) von Isuna Hasekura und Hidori
- Spicy Pink von Wataru Yoshizumi
- Spider-Man: Fake Red (Spider-Man: Itsuwari no Aka) von Yūsuke Ōsawa
- Spiel nicht mit meinem Herz (Kataomoi Love Game) von Yuo Yodogawa
- Das Spiel von Katz und Maus von Setona Mizushiro
- Spiral – Gefährliche Wahrheit von Eita Mizuno und Kyō Shirodaira
- Spirit of Wonder von Kenji Tsuruta
- Spiritual Police von Youka Nitta
- Splatoon von Sankichi Hinodeya
- Splitter der Liebe von Haruka Akatsuki und Nobuyoshi Watanabe
- Spotlight Lover von Kakine
- Spray King von Shin Mikuni
- Spriggan (ehemals Striker) von Hiroshi Takashige und Ryoji Minagawa
- Spring Flower von Yuana Kazumi
- Spring, Love and You (Haru to Koi to Kimi no Koto) von Umi Ayase
- Sprite von Yugo Ishikawa
- Spunky Knight von Kozo Yohei
- Spüre meinen Herzschlag (Kyutto Musunde, Suki) von Marina Umezawa
- Spy × Family von Tatsuya Endō
- Squib Feeling Blue von Arina Tanemura
- St. Dragon Girl von Natsumi Matsumoto
- St. Dragon Girl Miracle von Natsumi Matsumoto
- Die Stadt in deinen Farben (Kimi ni Somaru Machi no Iro) von Miso Umeda
- Die Stadt, in der es mich nicht gibt von Kei Sanbe
- Die Stadt und das Mädchen von Jirō Taniguchi
- Stand Up! von Aiji Yamakawa
- Stardust Wink von Nana Haruta
- Der stärkste Held mit dem Mal der Schwäche (Shikkaku Mon no Saikyō Kenja - Sekai Saikyō no Kenja ga Sara ni Tsuyokunaru Tame ni Tensei Shimashita) von Shotō Shinkō, Liver Jam und Popo
- Starlight Dreams (4-gatsu no Kimi, Spica.) von Miwako Sugiyama
- Starlike Words von Junko
- Starving Anonymous (Shokuryō Jinrui) von Yuu Kuraishi, Kengo Mizutani und Kazu Inabe
- Starving Anonymous Re:velation (Shokuryō Jinrui Re: Starving Re:velation) von Yuu Kuraishi, Kengo Mizutani und Kazu Inabe
- Star Wars von Hisao Tamaki und George Lucas
- Star Wars – Die Hohe Republik von Justina Ireland, Shinya Shima und Mizuki Sakakibara
- Star Wars – Die Legende von Luke Skywalker von Ken Liu, Akira Fukaya, Haruichi, Akira Himekawa, Takashi Kisaki, Subaru
- Star Wars – Rebels von Akira Aoki
- Star Wars: The Mandalorian von Yūsuke Ōsawa
- Star Wars: Verlorene Welten von Claudia Gray und Yūsaku Komiyawa
- Star Wars: Visionen von Haruichi, Yūsuke Ōsawa, Keisuke Satō und Kamome Shirahama
- Steal Moon von Makoto Tateno
- Steal Your Kiss (Ii Mon Waru Mon) von Papiko Yamada
- Stellar Witch Lips (Majo Kaitō Lips) von Hana Kagami und Kotoko Ichi
- Sternbilder der Liebe von Yukine Honami und Chisako Sakuragi
- Stigma von Kazuya Minekura
- Stigmata-Aikon von Hidebu Takahashi
- Der stille Mond (Shijima no Tsuki) von Anemu Anemura und Peco Morishima
- Stitch! von Yumi Tsukirino
- Stitch und der Samurai (Tono-sama to Stitch) von Yumi Tsukirino
- Stolen Heart von Yukine Honami
- Stop! In the name of love! von Jun Mayama
- Strain von Ryoichi Ikegami und Buronson
- The Strange House (Hen na Ie) von Uketsu und Kyō Ayano
- Strange Repairman Tales (Eizen Karukaya Kaiitan) von Fuyumi Ono und Kazue Katō
- Strange Stories von Yumeka Sumomo
- Stravaganza von Akihito Tomi
- Strawberry Love (Sono Koi wa Ichigo no yōni) von Irono
- Stray Love Hearts von Aya Shōoto
- Strike the Blood von Gakuto Mikumo und Tate
- Strobe Edge von Io Sakisaka
- Stroke Material – My Fuckin' Lover von Kotobuki Astuta
- Studio Cabana von Aguri Uma
- Stupid Love Comedy (Rabukome no Baka) von Shushushu Sakurai
- Sture kleine Nayu von Fumi Eban
- Sub.Dom.Love (Hitomebore Shita Hito ga Doemu Datta Mono de) von Nonono Yamada
- Subaru von Soda Masahito
- Subaru – My dirty Mistress (Kimi wa Midara na Boku no Joō) von Lynn Okamoto und Mengo Yokoyari
- Subway to Sally Storybook von Bodenski, Katharina Niko, Heike Rossmann, Annelie Kretzschmar, Sitha Reis, Melanie Fey und Verena Borawski
- Sugar Apple Fairy Tale (Ginzatōshi to Kuro no Yōsei - Sugar Apple Fairytale) von Miri Mikawa und Alto Yukimura
- Sugar Days (Dekoboko Sugar Days) von Atsuko Yusen
- Sugar Dog von Masahiro Ikeno
- Sugar Pot – Kaffee, Milch und süße Küsse (Sugar Pot Shinjū) von Naro Sakuragawa
- Sugars* von Minori Kurosaki
- Sugar Soldier von Mayu Sakai
- Sugar Sugar Rune von Moyoco Anno
- Sugar sweet Sugar (Kimi wa amai, amai) von Ichika Hanamura
- Suginami on Dungeon Duty (Suginami Tōbatsu Kōmuin - Dungeon Kinmu Hitobito) von Robinson Haruhara und Yūki Satou
- Suiren von Mio Nanao
- Suisai von Moe Yukimaru
- Sukuiya (Kingyozaka noboru) von Peach-Pit
- Summer Wars von Yoshiyuki Sadamoto, Mamoru Hosoda und Iqura Sugimoto
- Sunadokei-die Sanduhr von Hinako Ashihara
- Sundome von Kazuto Okada
- Sun-Ken Rock von Boichi
- Sunny von Taiyō Matsumoto
- Sunny Orange (Hidamari no Orange) von Chitose Yu
- Sun Village von Inio Asano
- Super Darling! von Aya Shōoto
- Superdarling is Dead von Sagano
- Super Dragon Ball Heroes (Super Dragon Ball Heroes: Dark Demon Realm Mission!) von Yoshitaka Nagayama
- Super Dragon Ball Heroes Big Bang Mission!!! von Yoshitaka Nagayama
- Super Dragon Ball Heroes Universe Mission: Universe Mission von Yoshitaka Nagayama
- Super Lovers von Miyuki Abe
- Superman vs. Meshi von Satoshi Miyakawa und Kai Kitagō
- Super Mario Adventures von Kentaro Takekuma und Charlie Nozawa
- Super Mario - Seine größten Abenteuer (Super Mario-kun) von Yukio Sawada
- Super Smartphone (Sugoi Smartphone) von Hiroki Tomisawa und Kentarō Hidano
- Surviving Wonderland! (Heroines Game) von Tabasa Iora
- Süße Bisse (Oshi ni Amagami) von Julietta Suzuki
- Süße Erinnerung von Long
- Süße Falle von Rie Honjo
- Eine süße Falle von Mai Ando
- Süßes Gift von Mieko Koide
- Süße Katze Chi: Chi's Sweet Adventures (Kyō no Koneko no Chi) von Kanata Konami und Kinoko Natsume
- Süße Versuchung von Mio Ayukawa
- Suspicious (F)Acts von Kirotaka Kisaragi
- Suspicious Secrets von Reiko Momochi
- Suzume (Suzume no Tojimari) von Makoto Shinkai und Denki Amashima
- Sweet Santa! von Sakura Tsukuba
- Swing Girl von Ryuta Amazume
- Switch Girl!! von Natsumi Aida
- Switch me on! (Honnō Switch) von Kujira
- Sword Art Online – Aincrad von Tamako Nakamura und Reki Kawahara
- Sword Art Online – Calibur von Reki Kawahara und Shii Kiya
- Sword Art Online – Fairy Dance von Reki Kawahara und Tsubasa Hazuki
- Sword Art Online – Mother's Rosario von Reki Kawahara und Tsubasa Hazuki
- Sword Art Online – Phantom Bullet von Reki Kawahara und Koutarō Yamada
- Sword Art Online – Progressive von Reki Kawahara und Kiseki Himura
- Sword Art Online – Progressive – Barcarolle of Froth von Reki Kawahara und Shiomi Miyoshi
- Sword Art Online – Progressive – Scherzo of Deep Night von Reki Kawahara und Puyocha
- Sword Art Online – Project Alicization von Reki Kawahara und Kōtarō Yamada

## T
- Tabetemo Oishiku Arimasen: Ungenießbar von Nichōme Yamada
- Taboo Tattoo von shinjirou
- Die Tagebücher der Apothekerin – Geheimnisse am Kaiserhof (Kusuriya no Hitorigoto) von Natsu Hyūga, Ikki Nanao und Nekokurage
- Tag X von Mizushiro Setona
- Taisho Era Chronicles von You Higuri
- Takane & Hana von Yuki Shiwasu
- Takaras Glasperlen (Takara no Biidoro) von Minta Suzumaru
- Take Over Zone von Masara Minase
- Takopi und die Sache mit dem Glück (Takopii no Genzai) von taizan5
- Takumi-kun von Shinobu Gotoh und Kazumi Ohya
- Tale of the Demon Hands (Mononote: Edo Kiketsu Ninja Emaki) von Reiji Miyajima
- Tales Of Fairy Tail – Ice Trail von Hiro Mashima und Yūsuke Shirato
- Tales of Symphonia von Hitoshi Ichimura
- Tales of Xillia – Side; Milla von Namco Bandai und hu-ko
- Tales of Zestiria – The Time of Guidance von Shiramine
- Tales of Zestiria – Alisha's Episode von Aki Yosii
- Talisman Himari von Matra Milan
- Tank Chair von Manabu Yashiro
- Die Tanuki-Prinzessin (Hime-sama Tanuki no Koizanyō) von Mayu Minase
- Tanya the Evil von Carlo Zen und Chika Tōjō
- Tanz in die abendliche Stille (Yūnagi ni Mae, Boku no Ribbon) von Yumi Kurokawa
- Taranta Ranta von Yōko Maki
- Tashiro, warum bist du so? (Tashiro-kun, Kimi tte Yatsu wa.) von Yamada
- Taste of Desire (Shitasaki ni Yoake no Aji) von Aki Ueda
- Tatsuki Fujimoto Short Stories (Fujimoto Tatsuki Tanpenshū) von Tatsuki Fujimoto
- Die tausendjährige Liebe des Dämons (Oni no Sennen Koi) von Nanami Yue
- Teach me how to Kill you (Sensei no yasashi koroshi kata) von Sharoh Hanten
- Tease me or Love me (Ijimete Aishite) von Noriko Kihara
- Teatime Lovin'  von Ryuichiro Utsumi und Jirō Taniguchi
- Teenage Idol Dreams (Seinen Dreamy) von Edako Mofumofu
- Teezimmerspiele (Chashitsu Yūgi) von Dite
- Tekkon Kinkreet von Taiyō Matsumoto
- Tell me your Secrets! (Aoba-kun ni Kikitai Koto) von Ema Toyama
- Ten Count von Rihito Takarai
- Tenchi Muyō! von Hitoshi Okuda
- Tengu and Exorcist (Enishi Majiwaru Haguremono) von Washio Tobi
- Tengu – Das Böse im Blut (Tengu Barai no Sankyōdai) von Shinta Harekawa
- Tenjo Tenge von Oh! Great
- Terra Formars von Yu Sasuga und Kenichi Tachibana
- Terror Night von Takashi Tsukimi
- Teuflisches Verlangen (Koi wa Hito no Hoka) von Maki Minami
- The Angel Next Door Spoils Me Rotten (Otonari no Tenshi-sama ni Itsunomanika Dame Ningen ni Sareteita Ken) von Saekisan, Suzu Yuki und Wan Shibata
- The Anthem of the Heart (Kokoro ga Sakebitagatteru n da.) von Chō Heiwa Busters und Makoto Akui
- The Black Museum: Springald (Kuro Hakubutsukan) von Kazuhiro Fujita
- The Bodyguard and the runaway Bride (Yōzinbō to Nigeta Hanayome) von Rico Sakura
- The Case Study of Vanitas (Vanitas no Carte) von Jun Mochizuki
- The Dangers in My Heart (Boku no Kokoro no Yabai Yatsu) von Norio Sakurai
- The Demon Prince (Momochi-san Chi no Ayakashi Ōji) von Aya Shōoto
- The Echo before Dawn von July
- The Elusive Samurai (Nige Jōzu no Wakagimi) von Yusei Matsui
- The Eminence in Shadow (Kage no Jitsuryokusha ni Naritakute) von Daisuke Aizawa und Anri Sakano
- The End of the World von Aoi Makino
- The fallen Alpha (Rakka no Alpha ō) von Makino Nakamura
- The Fallen Summoner and I, the Invisible One (Ochikobore Shōkanshi to Tōmei na Boku) von Yukito Urushibara und Kōme Fujichika
- The Former Assassin Who Got Reincarnated as a Noble Girl (Moto Ansatsusha, Tensei shita Kizoku no Reijō ni narimashita.) von Satsuki Otonashi und Fū Nanatsuki
- The Fox that stole my Heart (Usobuku Kitsune wa Hana o Kamu) von Ryo Ayamine
- The Gender of Mona Lisa (Seibetsu "Mona Lisa" no Kimi e.) von Tsumuji Yoshimura
- The Girl I Like Forgot Her Glasses (Suki na Ko ga Megane wo Wasureta) von Kōme Fujichika
- The Golden Sheep (Kin no hitsuji) von Kaori Ozaki
- The Guy She Was Interested in Wasn't a Guy at All (Ki ni Natteru Hito ga Otoko Janakatta) von Sumiko Arai
- The Holy Grail of Eris von Kujira Tokiwa, Hinase Momoyama und Yuunagi
- The Huntress (Tantei no Tantei) von Keisuke Matsuoka und Hiro Kiyohara
- The Ichinose Family's Deadly Sins (Ichinose-ke no Taizai) von taizan5
- The Isolator - Realization of Absolute Solitude (Zettainaru Kodokusha) von Reki Kawahara und Naoki Koshimizu
- The Killer Inside (Shin'ai naru Boku e Satsui wo komete) von Hajime Inoryu und Shota Ito
- The Kingdoms of Ruin (Hametsu no Ōkoku) von Yoruhashi
- The Legend of Zelda (Zelda no Densetsu) von Akira Himekawa
- The Liminal Zone (Genkai Chitai) von Junji Itō
- The Lord’s Bride (Ryōshu-sama no Hana Yome) von Pyoko Asahina
- The Love Exorcist (Kyōai Catastrophe) von Haruta Mayuzumi
- The Magician and the Glittering Garden (Mahō Tsukai to Hoshi Furu Niwa) von Fujiko Kosumi
- The Male Bride (Lala no Kekkon) von Tamekou
- The Mastermind Files von Kazuo Gomi, Mitsuhiro Mizuno und Yoshiki Tanaka
- The Most Distant Love (Sekai de Ichiban Tōi Koi) von Yuka Asō
- THEO von Nachi Aono
- The Ones within von Osora
- The Oni in Love with a Human Will Bloom (Ningen ni Koi shita Oni wa Warau) von Nene Yukimori
- The Promised Neverland von Shirai Kaiu und Demizu Posuka
- The Quintessential Quintuplets (Go-Tōbun no Hanayome) von Negi Haruba
- There is no Future in This Love (Kono Koi ni Mirai wa nai) von Bingo Morihashi und Suwaru Koko
- There Is No Love Wishing Upon a Star (Kono Koi o Hoshi ni wa Negawanai) von Shinoa
- The Reprise of the Spear Hero (Yari no Yūsha no Yarinaoshi) von Yusagi Aneko, Minami Seira und Neet
- The Right Way to Write Love von Tanaka Ogeretsu
- The Rising of the Shield Hero von Yusagi Aneko und Kyu Aiya
- The Royal Tutor (Ōshitsu Kyōshi Heine) von Higasa Akai
- The Sacred Blacksmith (Seiken no Blacksmith) von Isao Miura und Kōtarō Yamada
- The Saint's Magic Power is Omnipotent (Seijo no Maryoku wa Bannō Desu) von Yuka Tachibana und Fujiazuki
- The Saint's Magic Power is Omnipotent: The Other Saint (Seijo no Maryoku wa Bannō desu: Mō Hitori no Seijo) von Yuka Tachibana und Aoagu
- The Story of our Corpse Hunt (Bokutachi no Shitai Sagashi) von Hōsui Yamazaki
- The Tale of Outcasts (Nokemono-tachi no Yoru) von Makoto Hoshino
- The Tale of the Wedding Rings (Kekkon Yubiwa Monogatari) von Maybe
- The Testament of Sister New Devil von Tetsuto Uesu und Nekosuke Okuma
- The Three of us (Bokura no Koi o Kimi wa Shiranai) von Anna Takamura
- The Two Lions (Futari no Lion) von Nagisa Furuya
- The Vampire’s Attraction (Vampire wa Gaman Dekinai) von Misao Higuchi und Ayumi Kanou
- The Vampire has a Death Wish (Shinitagari no Vampire) von Hibari Momojiri
- The Vampire’s Prejudice (Vampire wa Kuwazugirai) von Misao Higuchi und Ayumi Kanou
- The Vote (Ikenie Tōhyō) von Ryuya Kasai und Edogawa Edogawa
- The World's Best Boyfriend (Risōteki Boyfriend) von Umi Ayase
- Therapie: Liebe (Kenshūi wa Koakuma to Odoru) von Makoto Tateno
- Therapy Game von Meguru Hinohara
- Therapy Game: Re von Meguru Hinohara
- There Are Things I Can't Tell You (Kimi ni Ienai Koto ga Aru) von Edako Mofumofu
- Thief’s Game (Kaitō Gemu) von Ryō Takagi
- This is but a Hell of a Dream (Kore wa Akumade Yumenanode) von Senco Yoshimoto
- This Lonely Planet (Tsubaki-chō Lonely Planet) von Mika Yamamori
- This Teacher is Mine! (Furuya-sensei wa An-chan no Mono) von Yūko Kasumi
- Those Not-So-Sweet Boys (Amakunai Karera no Nichijo wa.) von Yoko Nogiri
- Though I am an Inept Villainess (Futsutsuka na Akujo dewa Gozaimasu ga: Sūgū Chōso Torikae Den) von Satsuki Nakamura und Ei Ohitsuji
- Threesome (3P Lovers Shared House) von Anji Seina
- Three Wolves Mountain von Bohra Naono
- Thunder 3 von Yūki Ikeda
- Thus Spoke Rohan Kishibe (Kishibe Rohan wa Ugokanai) von Hirohiko Araki
- Tiger Kiss (Koi suru Tora wa Kisu suru) von Saeko Kamon
- Time Killers von Kazue Katō
- Time Paradox Ghostwriter von Kenji Ichima und Tsunehiro Date
- Time Stranger Kyoko von Arina Tanemura
- Tiny Snow Fairy Sugar von Koge-Donbo, Haruka Aoi und BH Snow & Clinic
- Tochter von Basilis von Chiho Saito
- Togen Anki – Teufelsblut von Yura Urushibara
- Together young von Shizuki Fujisawa
- Tokage von Yak Haibara
- Tokyo Aliens von Naoe
- Tokyo Babylon von Clamp
- Tokyo dieser Tage (Tōkyō Higoro) von Taiyō Matsumoto
- Tokyo ESP von Hajime Segawa
- Tokyo Ghoul von Sui Ishida
- Tokyo Ghoul: re von Sui Ishida
- Tokyo Girls – Was wäre wenn…? (Tōkyō Tarareba Musume) von Akiko Higashimura
- Tokyo Inferno von Usamaru Furuya
- Tokyo Killers (Kaikei Saketen) von Natsuo Sekikawa und Jiro Taniguchi
- Tokyo Mew Mew von Mia Ikumi
- Tokyo Revengers von Ken Wakui
- Tokyo Revengers: Bajis Brief (Tōkyō卍Revengers – Baji Keisuke kara no Tegami) von Ken Wakui und Yukinori Natsukawaguchi
- Tokyo Revengers Short Stories von Ken Wakui
- Tokyo Summer of the Dead von Shiichi Kugura
- Tomb Town – Schrecken aus der Gruft (Bohyō no Machi) von Junji Itō
- Tonari no Guardian von Ako Shimaki
- Tonikawa – Fly Me to the Moon (Tonikaku Cawaii) von Kenjiro Hata
- Too Close to Love (Koi o Suru ni wa Chika Sugiru) von Akira Nakata
- Toradora! von Yuyuko Takemiya und Zekkyou
- Toriko von Mitsutoshi Shimabukuro
- Toriyama Short Stories von Akira Toriyama
- Total in dich verschossen (Koi no Tsuru wa Hanarerarenai) von Sukeyama
- To The Abandoned Sacred Beasts von Maybe
- Touching Your Night (Kimi no Yoru ni Fureru) von Moyori Mori
- Touch me Teacher von Kakine
- Touch my Jackass von Beriko Scarlet
- Touch of Pain von Kano Miyamoto
- Touring after the Apocalypse (Shūmatsu Tourin) von Sakae Saito
- ToxiCC von Nightmaker
- Toxic Love Affair (Warikitta Kankei desukara.) von Flowerchild
- To Your Eternity (Fumetsu no Anata e) von Yoshitoki Ōima
- Train Man – Densha Otoko von Hidenori Hara
- Train+Train von Hideyuki Kurata
- Train Train von Eiki Eiki
- Tramps Like Us von Yayoi Ogawa
- Tränen im Schlaf von Rie Honjoh
- Trash Ability: An unrivaled Thermo-Operator von Nabeshiki, Nao Ayafuji und Ogipote
- Trau dich (Sorenari ni Shinken nandesu) von Kai Asō
- Träume vom Glück von Jirō Taniguchi
- Die Traumfrau von Ryuta Amazume
- Treffpunkt Wolke Sieben (Chijō 100 meter de, Aimashō) von Mamita
- Triage X von Shōji Satō
- Triage X Tribute von Shōji Satō
- Tribal 12 von Yu-ko Osada
- Tricks Dedicated To Witches (Majo ni Sasageru Trick) von Shizumu Watanabe
- Trigun von Yasuhiro Nightow
- Trigun Maximum von Yasuhiro Nightow
- Trinity Blood von Sunao Yoshida, Kiyo Kyujyo und Thores Shibamoto
- Trouble is my business von Jirō Taniguchi
- True Kisses (Sekirara ni Kiss) von Fumie Akuta
- Trunken vor Lust (Dekiai Kare to Oishii Dōseichu) von Kayō Amamiya
- Tsubasa – Reservoir Chronicle von Clamp
- Tsubasa World Chronicle – Niraikanai von Clamp
- Das Tsugumi-Projekt von Ippatu
- Tsumikoi von Yū Yoshinaga
- Tsumitsuki von Hiro Kiyohara
- Turn A Gundam von Hajime Yatate, Yoshiyuki Tomino und Atsushi Soga
- Twilight von Rō Nishimoto
- Twilight Outfocus (Tasogare Outfocus) von Jyanome
- Twilight Outfocus Long Take von Jyanome
- Twinkle stars von Natsuki Takaya
- Twin Star Exorcists: Onmyoji von Yoshiaki Sukeno
- Twisted Wonderland: Der Manga (Disney Twisted Wonderland the Comic) von Wakana Hazuki, Yana Toboso und Sumire Koono
- Twittering Birds Never Fly (Saezuru Tori wa Habatakanai) von Kō Yoneda
- Two Clumsy Boys (Bukiyō na Bokura no Sukima) von Edako Mofumofu
- Two Hot! von Jun Mayama
- Two Sides of the same Coin von Rō Nishimoto
- Two Together (Zutto Issho ni Kurashimashō) von Kyo Kitazawa
- T x S von Noboru Takatsuki

## U
- Übel Blatt von Etorōji Shiono
- Der ultimative Wohnwahnsinn: Unser Leben im Haus Kawai (Bokura wa Minna Kawaisō) von Ruri Miyahara
- Ultimo von Stan Lee und Hiroyuki Takei
- Ultraman von Eiichi Shimizu und Tomohiro Shimoguchi
- Ultra Maniac von Wataru Yoshizumi
- Umwerfend schön (Konna watashi ga koi nante) von Mai Ando
- Undead Unluck von Yoshifumi Totsuka
- Undeniable von Kyugo
- Under Grand Hotel von Mika Sadahiro
- Under Ninja von Kengo Hanazawa
- Undetectable Murderer (Funōhan) von Arata Miyatsuki und Yūya Kanzaki
- Und jeden Tag liebe ich dich mehr (Hibi mo Tsumoreba Koi to Naru) von Shota Kon
- Und wenn ich dich lieben würde? (Kimi wa, Ore ga Suki Datte Ittara Donna Kao Suru Darō.) von Yuki Shiraishi
- Unlimited Lust von Neneko Narazaki
- Unlucky Young Men von Kamui Fujiwara und Eiji Otsuka
- Unruhige Geister und stille Gefährten (Izanaumono) von Jiro Taniguchi
- Die Unschuld des Lehrers von Mayu Shinjo
- Unsere Farben (Bokura no Shikisai) von Gengoroh Tagame
- Unsere gemeinsamen Tage (Subarashii Kiseki ni Yasashii Kimi to) von Atsuko Yusen
- Unser unstillbares Verlangen (Kurui Naku no wa Boku no Ban) von Keri Kusabi
- Unsichtbare Liebe von Rie Honjoh
- Uns trennen Welten (Ushiro no Seki no Katou-kun) von Miso Umeda
- Unter deinem Schirm von Junko
- Unter der Oberfläche (Awa ni mo Narenai Koi Nara ba) von Emi Mitsuki
- Unter einer Decke von Ichika Hanamura
- Unterm Wolkenhimmel von Kemuri Karakara
- Untouchable (Takane no Hana wa Chirasaretai) von Aya Sakyo
- Unverschämt verliebt (Koisuru Tetsumenpi) von Akira Nakata
- Unwiderstehlicher S (Watashi wa S ni Sakaraenai) von Ai Hibiki
- Unzähmbarer Zono (Fukutsu no Zono) von Shikke
- UQ Holder! von Ken Akamatsu
- Ura Peach Girl von Miwa Ueda
- Urataro: Death Seeker von Atsushi Nakayama
- Utena Revolutionary Girl von Chiho Saito
- Uzumaki – Spiral Into Horror von Junji Itō

## V
- V.I.P von Yuko Kasumi
- Vagabond von Inoue Takehiko
- Valmont – Gefährliche Liebschaften von Saito Chiho
- Vampeerz (Vampeerz, My Peer Vampires) von Akili
- Vampire Dormitory (Vampire Danshiryō) von Ema Toyama
- Vampire Hunter D von Hideyuki Kikuchi und Saiko Takaki
- Vampire Knight von Matsuri Hino
- Vampire Knight – Memories von Matsuri Hino
- Vampire Master von Satoshi Urushihara
- Vampire Princess von Toshihiro Hirano und Narumi Kakinouchi
- Vampire x Junior (Kyūketsuki-chan to Kōhai-chan) von Saku Takano
- Vanilla Fiction von Megumi Ōsuga
- Variante von Iqura Sugimoto
- Vassalord. von Nanae Chrono
- Velvet Kiss von Chihiro Harumi
- Vanilla Fiction von Megumi Osuga
- Vanilla Seduction von Hiraku Miura
- Vanilla Star von Kano Miyamoto
- Veil von Kotteri
- Velvet Kiss von Chihiro Harumi
- Venedig von Jirõ Taniguchi
- Venus Capriccio von Mai Nishikata
- Venus in Love von Yuki Nakaji
- Venus Versus Virus von Atsushi Suzumi
- Venus Wars von Yasuhiko Yoshikazu
- Verbotene Allianz – Boy meets Satan (Kindan Shitei de Breakthrough - Yūsha no Musuko ga Maō no Deshi de Nani ga Warui) von Anikki Burazza und Yona Atou
- Verhätschel mich, Idol! – Werde zu meinem Groupie (Isshō Hatarakitakunai Ore ga, Classmate no Daininki Idol ni Natsukaretara) von Kazuha Kishimoto und Yumi Misaki
- Verführerisches Vermächtnis (Ani-tachi no Aisarete, Korosarete.) von Ema Toyama
- Verlangen nach Liebe von Kozue Chiba
- Verliebte Herzen (Kekkon Suru Kara Shite mo ii Yone) von Marina Umezawa
- Verliebt in meinen ersten Kuss (Futarijime Romantic) von Chihiro Kanisawa
- Verliebter Tyrann von Hinako Takanaga
- Verliebt in Akihabara (Akihabara Fall in Love) von Chiaki Kashima
- Verliebt in die Nacht (Yoi no Yomeiri) von Mio Nanao
- Verliebt in mehr als dein Gesicht (Kaodake ja Suki ni Narimasen) von Karin Anzai
- Verliebt in Prinz und Teufel? (Kurosaki-kun no Iinari ni Nante Naranai) von Makino
- Verlobt mit Atsumori-kun (Atsumori-kun no Oyome-san) von Taamo
- Vernasch mich von Yuki Yoshihara
- Vernascht von einem Inkubus (Inma-sama no Gochisō) von Hasami Sahara
- Verrückt nach Erdbeere! von Kayoru
- Versailles of the Dead von Kumiko Suekane
- Version von Hisashi Sakaguchi
- Versus von bose und Kyōtarō Azuma
- Der Vertraute des Hexers (Majo to Neko) von Yodaka Kuroi
- Vertraute Fremde von Jirō Taniguchi
- Verzeihende Liebe von Hina Sakurada
- Victoria's Electric Coffin (Victoria no Denki Hitsugi) von Ikuno Tajima
- Video Girl Ai von Masakazu Katsura
- Vigilante - My Hero Academia Illegals von Hideyuki Furuhashi, Kōhei Horikoshi und Court Betten
- Vinland Saga von Makoto Yukimura
- Virgin Crisis von Mayu Shinjo
- Virgin Road – Die Henkerin und ihre Art zu leben (Shokei Shōjo no Ikirumichi) von Mato Satō und Ryō Mitsuya
- The Vision of Escaflowne von Katsu Aki
- Vitamin von Keiko Suenobu
- Vogelkäfig Syndrom von Akaza Samamiya
- Voice of Submission von Mashumaro Juubaori
- Violence Action von Shin Sawada und Renji Asai
- Voice or Noise von Enjin Yamimaru
- Voice Rush!! von Octo
- The Voices of a Distant Star von Mizu Sahara und Makoto Shinkai
- Voll erwischt! (Mairimashita, Senpai) von Azusa Mase
- Voll kein Typ (Gōkon ni Ittara Onna ga Inakatta Hanashi) von Nana Aokawa
- Vom Landei zum Schwertheiligen – Ich bin nur ein alter Schwertmeister vom Land, aber meine Schülerinnen lassen mich nicht in Frieden (Katainaka no Ossan, Kensei ni Naru - Tada no Inaka no Kenjutsu Shihan Datta no ni, Taisei shita Deshi-tachi ga Ore wo Hottekurenai ken) von Tetsuhiro Nabeshima, Shigeru Sagazaki und Kazuki Sato
- Vom Yakuza zur Villainess: Wiedergeboren in einem Otome-Game (Akutō Ikka no Mana Musume, Tensei Saki mo Otome Game no Gokudō Reijō deshita. – Saijōkyū Rank no Akuyaku-sama, Sono Dekiai wa Fuyō desu!) von Tōko Amekawa und Sora Gotō
- Von fünf bis neun (Go-ji kara Ku-ji made) von Miki Aihara
- Von der Natur des Menschen von Ryuichiro Utsumi und Jirō Taniguchi
- Von einer Blume, die ein Messer trägt von Hina Sakurada
- Das Voynich Hotel von Seiman Douman

## W
- Die Wächter des Louvre von Jirō Taniguchi
- Wagamama Kitchen von Kaori Monchi
- Waiting for Spring von Anashin
- Waiting for Spring – Loose Ends (Haru matsu Bokura) von Anashin
- Wakaba im Kino (Eishashitsu no Wakaba-san) von Ayu Kandagawa und Katsumi Aoyama
- Waking up in a Yuri World (Watashi Igai Jinrui Zenin Yuri) von Hiroki Haruse
- Die Walkinder – Children of the Whales (Kujira no Kora wa Sajō ni Utau) von Abi Umeda
- Walking Sexual Content (Otōsan wa Seiteki Content) von Reibun Ike
- Wandance (WonDance) von coffee
- Warte auf mich in Udagawa (Udagawachou de Mattete yo.) von Hideyoshico
- Warte, ich liebe dich (Matte, Suki.) von Omayu
- Warum bist du nur so Heiss? von Killy Hachida
- Warum warten? (Hayaku Shitai Futari) von Aki Kusaka
- Was bleibt von unseren Träumen? (Yume no Hashibashi) von Yumi Sudo
- Was sich neckt, das liebt sich (Satori-kun to Tsundere-kun) von Yuo Yodogawa
- Was zum Naschen! von Yaya Sakuragi
- Watch Dogs Tokyo von Seiichi Shirato und Syuhei Kamo
- W Juliet von Emura
- Wedding Peach von Nao Yazawa
- Weekly Shonen Hitman (Hitman) von Kōji Seo
- Der Weg von Sonne und Wind von Norie Yamada und Kumichi Yoshizuki
- Weißer Drache (Kami-sama no Uroko) von Meguru Hinohara
- Weißer Walzer von Chiho Saito
- Weiß Kreuz von Kyoko Tsuchiya
- Weiß Side B von Shoko Ohmine
- Welcome Back, Alice (Okaeri Alice) von Shuzo Oshimi
- Welcome to Japan, Ms. Elf! (Nihon e Youkoso Elf-san) von Makishima Suzuki und Anoshimo
- Welcome to the N.H.K. von Tatsuhiko Takimoto und Kendi Oiwa
- Welt ohne Freiheit von Naoko Kodama
- We Never Learn (Bokutachi wa Benkyō ga Dekinai) von Taishi Tsutsui
- Wenn das Liebe ist (Kore ga Koi to Iu naraba) von Saki Aikawa
- Wenn die Blüten Trauer tragen (Haru Tsuzuru, Sakura Saku Kono Heya de) von Tokuwotsumu
- Wenn du deine Hand ausstreckst (Te wo Nobashitara, Tsubasa) von Nonono Yamada
- Wenn ich deine Stimme höre… (Aitsu no Koe o Kiku Dake de) von Tori Yoshi
- Wer bist du zur blauen Stunde? (Shimanami Tasogare) von Yuhki Kamatani
- Werewolf Game von Ryo Kawakami und Kōdo
- Die werte Lady lässt sich gern den Hintern versohlen (Ojōsama wa Oshioki ga Suki) von Monaka Morinaka
- Wet Moon von Atsushi Kaneko
- What a Wonderful World von Inio Asano
- What’s Michael? von Makoto Kobayashi
- What's Your Dirty Fantasy? (Mōō wo Genjitsu ni Suru Hōhō) von Machiko Sugihara
- What We Do When the Curtain Falls (Maku ga Oritara Bokura wa Tsugai) von Same Zarame
- When an innocent Puppy meets a two-faced Cat (Mujaki na Wanko to Nekokaburi) von Niyama
- White Liar von Tomo Serizawa
- White Light Ceremony (Kashoku no Shiro) von Shinobu Takayama
- White Rabbit and the Prince of Beasts (Shiro Usagi to Kemono no Ōji: Niehime to Kemono no Ō Spin-off) von Yu Tomofuji
- Weathering with you (Tenki no Ko) von Makoto Shinkai und Wataru Kubota
- When A Man Loves A Man von Youka Nitta
- When Amber shines in Neon Light (Neon Sign Amber) von Tanaka Ogeretsu
- When Fate holds its Breath (Unmei Sura mo Kokyū wo Tomete) von Takiba
- Which One Is Love? (Dore ga Koi Ka ga Wakaranai) von Tamamushi Oku
- Who is Sakamoto? (Sakamoto desu ga?) von Nami Sano
- Who saw the Peacock Dance in the Jungle? (Kujaku no Dance, Dare ga Mita?) von Rito Asami
- Wie Blüten und Blitze (Hana to Rakurai) von Kana Watanabe
- Wie das Salz der See (Umi To Futari No Enbun Noudo) von Unohana
- Wiedergeburt in Maydare – die bösartigstste Hexe der Welt (Maydare Tensei Monogatari: Kono Sekai De Ichiban Warui Majo) von Midori Yuuma und Nana Natsunishi
- Die Wiedergeburt meines Sohns in einer anderen Welt (Watashi no Musuko ga Isekai Tensei Shitappoi) von Kanemoto und Hikari Shibata
- Wiedersehen mit Shao von Minene Sakurano
- Wie die Götter es wollen (Kami-sama, Boku wa Kizuite Shimatta) von Hiroaki Iwaki und Nanashi Uematsu
- Wie es Miss Beelzebub gefällt (Beelzebub-jō no Oki ni Mesu mama.) von Matoba
- Wie man der unendlichen Traurigkeit ein Ende bereitet (Yamanai fukō no Owara Sekata) von Chise Ogawa
- Wild Adapter von Kazuya Minekura
- Wilder Schmetterling von Hiroki Kusumoto
- Wild Fish von Reiichi Hiiro
- Wild Rock von Kazusa Takashima
- Wild Strawberry von Ire Yonemoto
- Willkommen im (Ero)Manga-Club! von Ryuta Amazume
- Willkommen in der Dämonenfestung – Du kämpfst jetzt auf der dunklen Seite (Nankōfuraku no Maōjō e Yōkoso – Debuff wa Fuyō to Yūsha Party o Oidasareta Kuro Madōshi, Maōgun no Saikō Kanbu ni Mukaerareru) von Roku Hiraishi, Hozumi Mitaka und Jeiichi Kaidō
- Wind Breaker von Satoru Nii
- Der Wind unter meinen Flügeln (Midori no Tomarigi) von Chia Teshima
- Wings of Vendemiaire von Mohiro Kitoh
- Winning Pass von Tatsuya Sakamoto
- Wir beide! (Girlfriends) von Milk Morinaga
- Wir! Jetzt! Hier! von Akira Nakata
- Ein wirklich schlimmer Sommer von Chiyori
- Wise Man's Grandchild (Kenja no Mago) von Tsuyoshi Yoshioka und Shunsuke Ogata
- Wish von Clamp
- Wistoria: Zauberstab & Schwert (Tsue to Tsurugi no Wistoria) von Fujino Oomori und Toshi Aoi
- Witchblade von Yasuko Kobayashi und Kazasa Sumita
- Witch Watch von Kenta Shinohara
- With you and the Rain (Ame to Kimi to) von Kō Nikaidō
- Wo die Liebe anfängt… (Chikyū no Owari wa Koi no Hajimari) von Taamo
- Wolfsgrau und geheimnisvoll (Aimai na Wolf) von Suehiro Machi
- Wolf Pack von Billy BaliBally
- Wolfspapa im Schafspelz (Ookami Papa wa Hitsuji Tsura shite Yatte kuru) von Haiji Kurusu
- Wolf’s Rain von Keiko Nobumoto und Toshitsugu Iida
- Wolf Girl & Black Prince (Ōkami Shōjo to Kuro Ōji) von Ayuko Hatta
- Wolverine: Snikt! von Tsutomu Nihei
- Wonderful Wonder World von QuinRose und Sōmei Hoshino
- The Wonderful Legend of Toto
- Wonderland Date von Ryō Takagi
- Wonderland Love von Ryō Takagi
- World’s End von Eiki Eiki
- The World God Only Knows von Tamiki Wakaki
- The World of S&M von Chiho Saito
- Das wunderbare Leben des Sumito Kayashima von Ellie Mamahara und Haruhi Tono
- Der Wüstenharem (Sabaku no Harem) von Mitsuru Yumeki

## X
- X 1999 von Clamp
- Xenon von Masaomi Kanzaki
- xx me! (Watashi ni xx shinasai!) von Ema Tōyama
- xx me! Couple Arc (Watashi ni xx Shinasai! Couple-hen) von Ema Tōyama
- ×××HOLiC von Clamp

## Y
- Yagyu Ninpo Cho: Die Rache des Hori-Clans von Futaro Yamada und Masaki Segawa
- Yaiba von Gosho Aoyama
- Yakitate!! Japan von Takashi Hashiguchi
- Yakuza Angel (Mesare Yagare!) von Atami Michinoku
- Yakuza Fiancé – Verliebt, verlobt, verpiss dich (Raise wa Tanin ga Ii) von Asuka Konishi
- Yakuza Girl von Masaki Motonaga und Yu-Go Okuma
- Yakuza goes Hausmann (Gokushufudou: The Way of the House Husband) von Kōsuke Ōno
- Yakuza Reincarnation (Ninkyō Tensei: Isekai no Yakuzahime) von Takeshi Natsuhara und Hiroki Miyashita
- Yamada-kun & the 7 Witches von Miki Yoshikawa
- Yami no Matsuei von Yoko Matsushita
- Yaotsukumo von Sanami Suzuki
- Yasha von Akimi Yoshida
- Yellow von Makoto Tateno
- Yellow/R von Makoto Tateno
- Yggdra Silver von Tarō Karaage
- Yo-kai Watch von Noriyuki Konishi
- Yokan von Makoto Tateno
- Yokan ex Noise von Makoto Tateno
- Yokohama Station Fable (Yokohama Eki SF) von Yuba Isukari und Gonbe Shinkawa
- Yomotsuhegui: Die Frucht aus dem Totenreich (Yomotsu Hegui – Shisha no Kuni no Kajitsu) von Masasumi Kakizaki
- Yona – Prinzessin der Morgendämmerung von Mizuho Kusanagi
- Yona Yona Yoga von Shiki Chitose
- YoRHa – Abstieg 11941 (YoRHa: Shinjuwan Kōka Sakusen Kiroku) von Megumu Soramichi
- Yorukumo von Michi Urushihara
- Yoshios Jugend von Yoshiharu Tsuge
- Yotsuba&! von Kiyohiko Azuma
- You're my Cutie (Kawaii Nante Kiitenai!!) von Nakaba Harufuji
- You are my only Sunshine! (Uchū no Hate no Mannaka no) von Kaori Hoshiya
- Your Lie in April (Shigatsu wa Kimi no Uso) von Naoshi Arakawa
- Your Love Is Mine (Omae no Koi wa Ore no Mono) von Honoji Tokita
- Your Name. (Kimi no Na wa.) von Makoto Shinkai und Ranmaru Kotone
- Your name. Another Side: Earthbound (Kimi no Na wa. Another Side: Earthbound) von Arata Kanou und Junya Nakamura
- Your Sweet Scent (Kaoru Watashi ni Kiss wo shite.) von Kotoko Ichi
- You’re Under Arrest! von Kōsuke Fujishima
- You said you like me! (Suki tte Itta no Omae Darou ga!) von Miso Umeda
- You & Me, Etc von Kyugo
- Young Bride’s Story von Kaoru Mori
- You Shine in the Moonlight (Kimi wa Tsukiyo ni Hikarikagayaku) von Tetsuya Sano und loundraw
- Yu-Gi-Oh! von Kazuki Takahashi
- Yubisaki Milktea von Tomochika Miyano
- Yuki & Matsu von Hidebu Takahashi
- Yuigon von Eiki Eiki
- Yui Shop von Toshiki Yui
- Yui Shop Reloaded von Toshiki Yui
- Yumeochi – Dreaming of Falling for You (Yumeochi – Yume de Bokura wa Koi ni Ochiru) von Ryōma Kitada
- Yume Yume YuYu von Pink Hanamori
- Yuna aus dem Reich Ryukyu (Ryūkyū no Yūna) von Wataru Hibiki
- Yunas Reise zum Ich: My Sex Change Experience (Boku ga Watashi ni Naru Tame ni) von Yuna Hirasawa
- Yunas Geisterhaus (Yuragi-sō no Yūna-san) von Tadahiro Miura
- Yūwaku Animal von Momono Miku
- Yu Yu Hakusho von Yoshihiro Togashi
- Yuzu – die kleine Tierärztin (Yuzu no Dobutsu Karte) von Mingo Ito

## Z
- Der Zauber einer mir unbekannten Welt von Moto Momono
- Zaubernüsse für Natsumi von Haruka Fukushima
- ZE von Yuki Shimizu
- Zeig mir, was Liebe ist (Koisuru Harinezumi) von Nao Hinachi
- Die Zeit am Abgrund (Reiraku) von Inio Asano
- Zero Distance (Zero Kyori) von Ryō Takagi
- Zeroin von Sora Inoue
- Zero One von Hiroya Oku
- Zero’s Tea Time (Meitantei Konan - Zero no Tea Time) von Gosho Aoyama und Takahiro Arai
- Zerrissene Seelen von Haruko Kurumatani
- Zetman von Masakazu Katsura
- Zetsuai von Minami Ozaki
- Zettai Kareshi von Yuu Watase
- Zeus von You Higuri
- Zipman!! von Yusaku Shibata
- Zodiac Private Investigator von Natsumi Andō
- Zombie 100 – Bucket List of the Dead (Zombie 100 ~Zombie ni Naru Made ni Shitai 100 no Koto~) von Haro Asō und Kōtarō Takata
- Zombie Hide Sex von Yuo Yodogawa
- Zombie Hunter von Kazumasa Hirai
- Zombie-Loan von Peach-Pit
- Zombie Powder von Tite Kubo
- ZoZo Zombie von Yasunari Nagatoshi
- Zu jung für die Liebe? von Kanan Minami
- Zum Glück bei dir (Tsugi Wa Sasete Ne) von Rika Enoki
- Zur Hölle mit Enra (Jigoku no Enra) von Chie Shimada
- Zusammen mit dir von Kayoru
- Zu schön, um wahr zu sein (Tatoeba Konna Koi no Hanashi) von Kamome Hamada
- Zu süß für den Teufel (Kanojo ga Kawaii Sugite Ubaenai) von Mutsumi Yoshida
- Zwei Espresso von Kan Takahama
- Zwei heiße Feger (Kaseifu‘s) von Kakine
- Zwei Schneider wie Nadel und Faden (Kujira no Oshitate-san) von Syaku
- Zweite Erste Liebe (Hatsukoi no Atosaki) von Shoko Hidaka
- Zwischen dir und mir (Watashi-tachi ni wa Kabe ga Aru.) von Haru Tsukishima
- Zwischen Sonne und Mond (Kimi to ha 2do to Kisu dekinai) von Mai Ando